# Bundesautobahn 44
Die Bundesautobahn 44 (Abkürzung: BAB 44) – Kurzform: Autobahn 44 (Abkürzung: A 44) – ist eine deutsche Bundesautobahn, die von der belgischen Grenze bei Aachen über Krefeld, Düsseldorf, Essen und Dortmund nach Kassel führt. Eine Verlängerung bis an die Bundesautobahn 4 in der Nähe von Eisenach befindet sich in Bau.
Die Streckenführung der BAB 44 entwickelte sich aus der Zusammenlegung verschiedener Autobahnabschnitte, die in ihrer ursprünglichen Planung miteinander verbunden werden sollten, jedoch sind nicht alle Abschnitte fertiggestellt. Die Autobahn ist daher vielerorts unterbrochen und besteht aus fünf separaten Abschnitten. Zwei der Lücken sollen in den nächsten Jahren geschlossen werden, sodass in ihrem Endausbau die BAB 44 aus drei Teilstücken bestehen soll, die von Aachen nach Mönchengladbach, von Mönchengladbach nach Essen und von Dortmund nach Eisenach führen. Die Belgienlinie ist die wichtigste internationale Autobahnverbindung in die Wallonie, nach Frankreich und das Vereinigte Königreich.
Das längste und für den überregionalen Verkehr wichtigste Teilstück verläuft zwischen Dortmund und Kassel und wurde bereits zur Zeit des Nationalsozialismus als Verbindung zwischen Ruhrgebiet und Oberschlesien auf leicht veränderter Trassenführung geplant. Das kurze Stück zwischen der belgischen Grenze und dem Autobahnkreuz Aachen ist Teil der Europastraße 40, die Strecke von Dortmund nach Kassel bildet gleichzeitig die Europastraße 331.

## Verlauf
Die BAB 44 besteht aus fünf Teilstücken, die von Aachen nach Mönchengladbach, von Mönchengladbach nach Ratingen, von Heiligenhaus nach Essen, von Dortmund nach Kassel und von Hessisch Lichtenau nach Waldkappel führen. Die Lücken östlich von Mönchengladbach und zwischen Essen und Dortmund sollen nicht mehr geschlossen werden, die Lückenschlüsse zwischen Ratingen und Heiligenhaus sowie zwischen Kassel und Wommen befinden sich im Bau. Bis auf wenige kurze Teilstücke ist die Autobahn mit vier Fahrstreifen ausgebaut. Der Abschnitt der BAB 448 zwischen Bochum und Dortmund war bis zum 31. Dezember 2017 ebenfalls Teil der BAB 44 und war danach noch bis etwa 2023 mit dieser Nummer ausgeschildert.
Die Streckenführung der Bundesstraße 1 in NRW wurde an vielen Stellen auf die Bundesautobahn 44 verlegt und diese Abschnitte zu Landstraßen herabgestuft, da die Autobahn hier meist parallel verläuft.

### Aachen–Mönchengladbach
Die Autobahn beginnt am deutsch-belgischen Grenzübergang Lichtenbusch auf Aachener Stadtgebiet, wo sie die Fortsetzung der belgischen A 3 bildet. Sie führt östlich an Aachen vorbei in nördliche, später nordöstliche Richtung. Einige Kilometer weiter kreuzt am Kreuz Aachen die BAB 4 (Heerlen–Köln–Olpe), die westlich zur niederländischen Grenze führt. Im Kreuz selbst zweigt auch noch die BAB 544 zum Aachener Europaplatz ab. Die BAB 44 führt nun weiter an einigen Vorstädten von Aachen vorbei durch die flache Ebene der Jülich-Zülpicher Börde. Kurz vor dem Kreuz Jackerath beginnt eine Neubaustrecke, die von 2012 bis 2018 errichtet wurde, um den Verkehr am Tagebau Garzweiler vorbei zu führen. Dabei wird der Verkehr des aufgrund der Ausbreitung des Tagebaus abgerissenen Teilstücks der BAB 61 mitgeführt, weshalb die Autobahn hier sechsstreifig ausgebaut ist. Bedingt durch die exponierte Lage der neuen Trasse kam es seit der Eröffnung schon mehrfach zu Vollsperrungen des Abschnitts, nachdem LKW-Anhänger durch Sturmböen umgeweht wurden oder Staub des benachbarten Tagebaus aufgewirbelt wurde. Für LKW und Kraftfahrzeuge mit Anhänger gilt in diesem Bereich eine Geschwindigkeitsbeschränkung von 60 km/h, außerdem wurden mehrere Windsäcke aufgestellt. Am Kreuz Holz führt die durchgehende Fahrbahn weiter auf die BAB 46 in Richtung Neuss, weshalb man, um auf der BAB 44 zu bleiben, abfahren muss. Kurz hinter dem Kreuz endet die Autobahn an der Anschlussstelle Mönchengladbach-Odenkirchen.

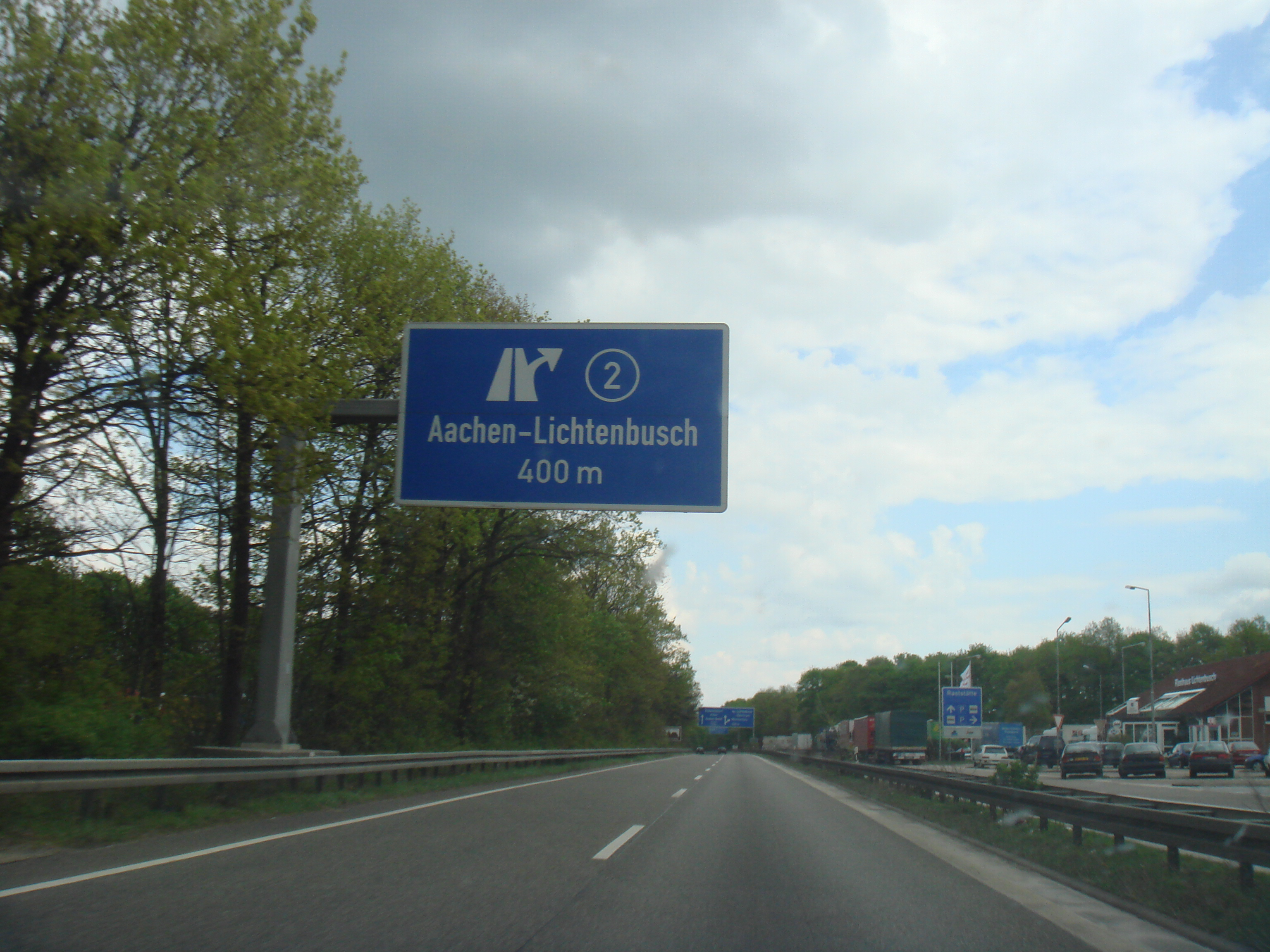
Beginn am Grenzübergang Lichtenbusch
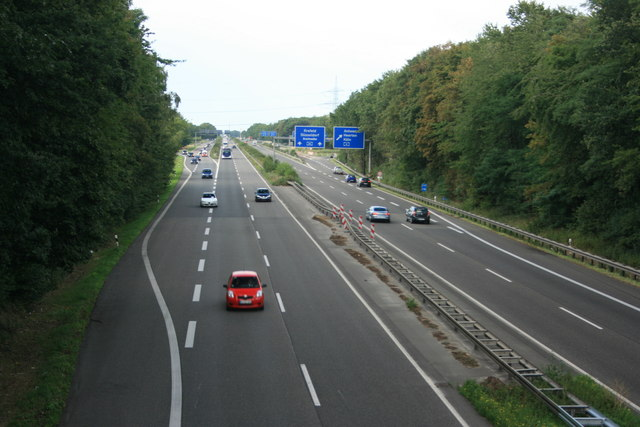
Am Autobahnkreuz Aachen vor dem Umbau

### Mönchengladbach–Ratingen
Nordöstlich von Mönchengladbach beginnt das zweite Teilstück der BAB 44. Kurz nach dem Beginn kreuzt sie am Kreuz Neersen zum ersten Mal die BAB 52 in ihrem westlichen Abschnitt zwischen Roermond und Düsseldorf. Anschließend führt sie zunächst nach Norden, dann nach Osten, an Willich und Krefeld vorbei. Am Kreuz Meerbusch wird die BAB 57 (Goch–Köln) angebunden und die BAB 44 bildet östlich des Kreuzes, ab hier sechsstreifig, den nördlichen Teil des Autobahnrings um Düsseldorf. Sie führt durch zwei aus Gründen des Landschaftsschutzes gebaute Tunnel und überquert auf der Flughafenbrücke den Rhein. Der Bau dieses Teilstücks war lange umstritten, da das Naturschutzgebiet Ilvericher Altrheinschlinge durchschnitten wird.
Auf Düsseldorfer Stadtgebiet angekommen, führt die Strecke nun am internationalen Flughafen der nordrhein-westfälischen Landeshauptstadt vorbei, wobei die Anschlussstelle des Flughafens teilweise in einem Tunnel liegt. Direkt danach wird im Kreuz Düsseldorf-Nord ein zweites Mal die BAB 52 gekreuzt, diesmal im mittleren Abschnitt von Düsseldorf nach Essen. Das Kreuz ist aufgrund des spitzen Winkels, in dem sich die beiden Autobahnen schneiden, sehr ungewöhnlich aufgebaut und besteht prinzipiell aus einer Kombination von zwei Autobahndreiecken an der BAB 44 und damit verbunden zwei Gabelungen an der BAB 52. Anschließend verläuft die BAB 44 durch einen weiteren Tunnel, führt südlich an Ratingen vorbei und endet am Kreuz Ratingen-Ost auf der BAB 3 (Emmerich–Passau).

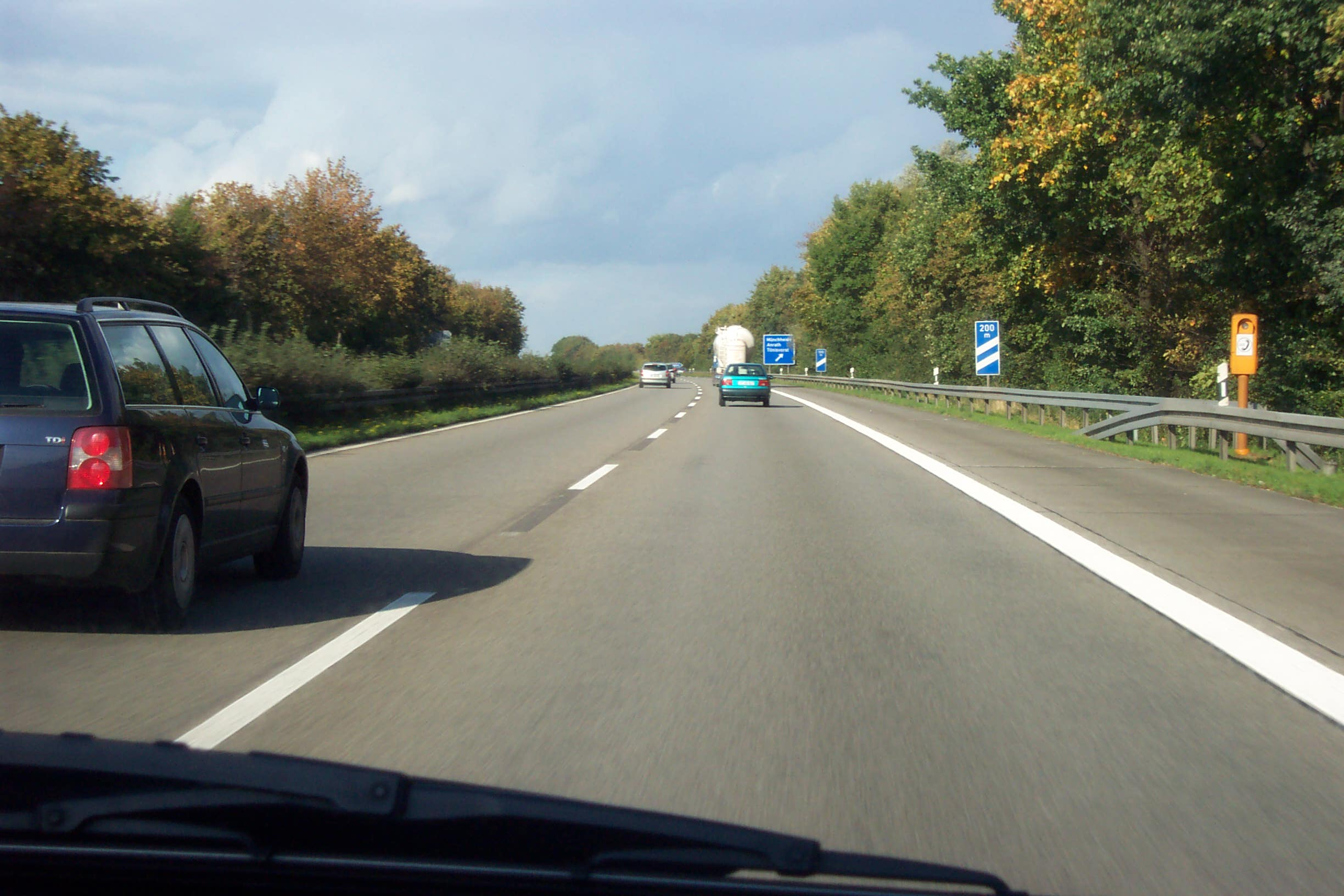
Bei Willich, Anschlussstelle Münchheide vor Umbau 2004/05
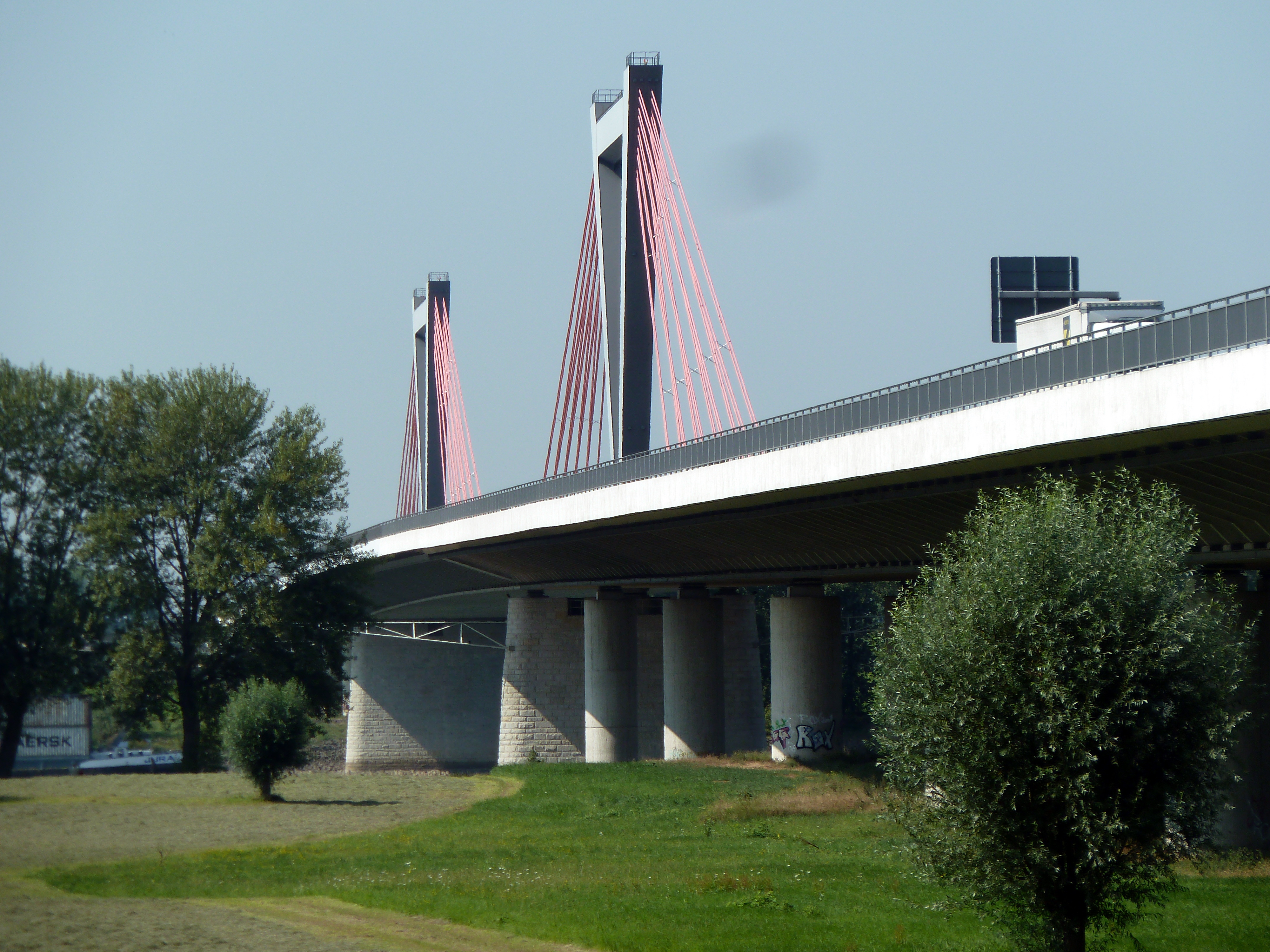
Rheinquerung auf der Flughafenbrücke
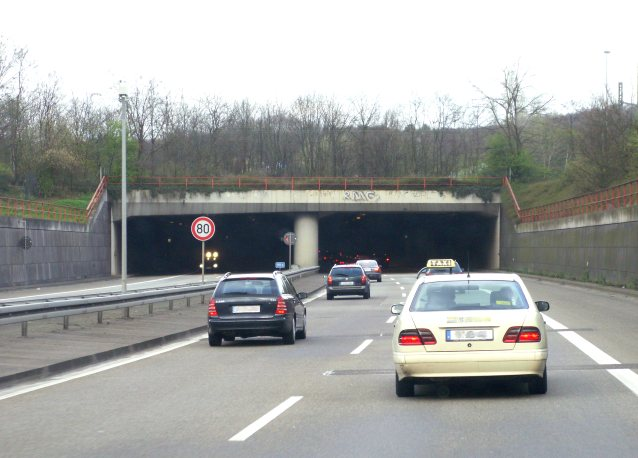
Tunnel Reichswaldallee, einer der zahlreichen Tunnel der BAB 44

### Heiligenhaus–Essen
Einige Kilometer östlich von Ratingen beginnt bei Heiligenhaus in der hügeligen Landschaft des Niederbergischen Landes die BAB 44 erneut. Bei Velbert zweigt nach dem Tunnel Birth die BAB 535 nach Wuppertal ab und die Autobahn folgt einer relativ engen Kurvenkombination aus östlicher in nördliche Richtung, durchquert den Essener Stadtteil Kupferdreh, überquert die Ruhr auf der Theodor-Heuss-Brücke und endet nördlich der Brücke in Heisingen. Der Abschnitt zwischen Velbert und Essen entstand durch Aufstufung der bereits autobahnähnlich ausgebauten B 227. Im Endausbau soll die BAB 44 weiter ins Essener Stadtgebiet auf die BAB 52 geführt werden, womit ein dritter Verknüpfungspunkt zwischen beiden Autobahnen entstehen würde.

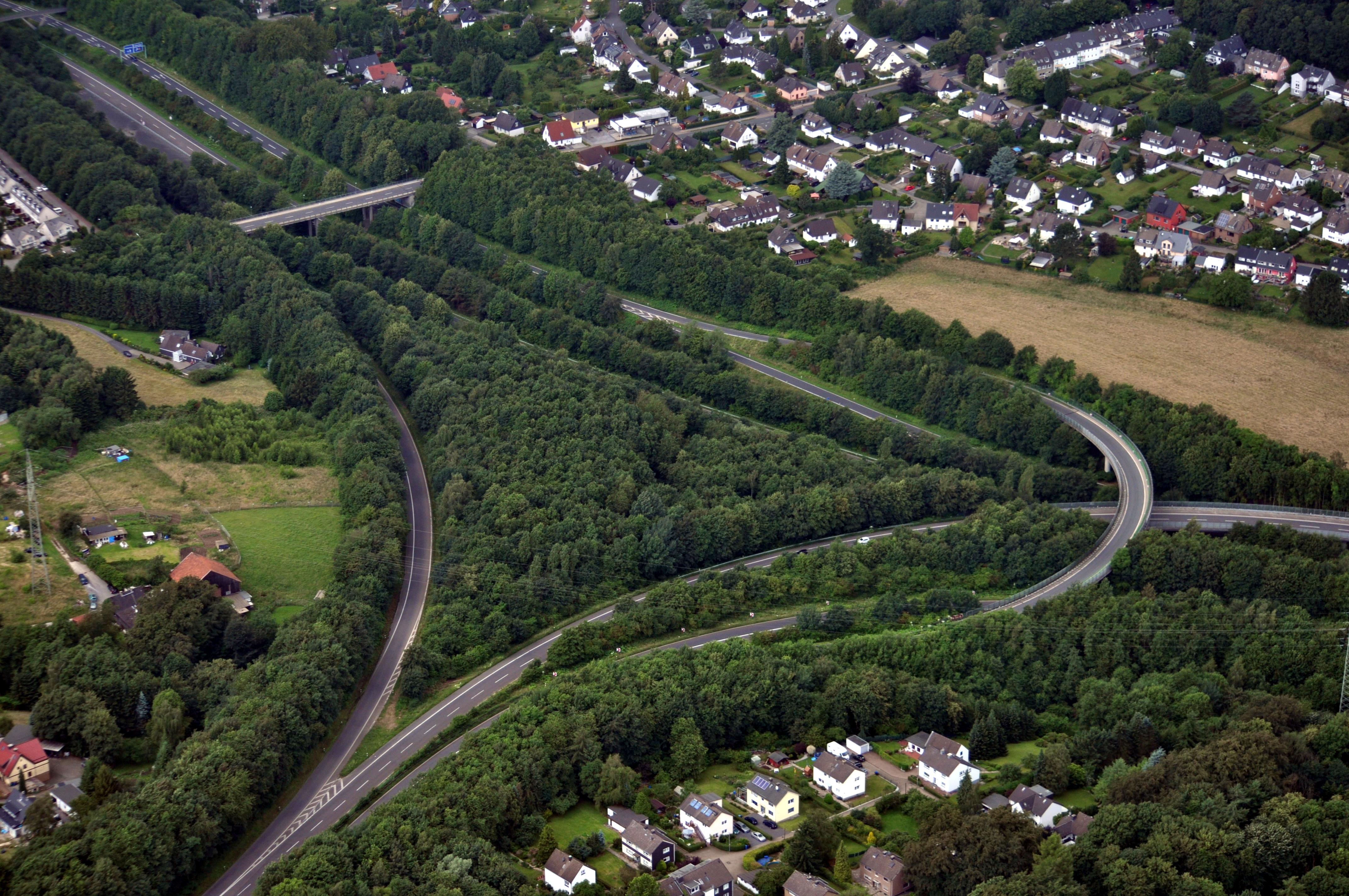
Autobahndreieck Velbert-Nord
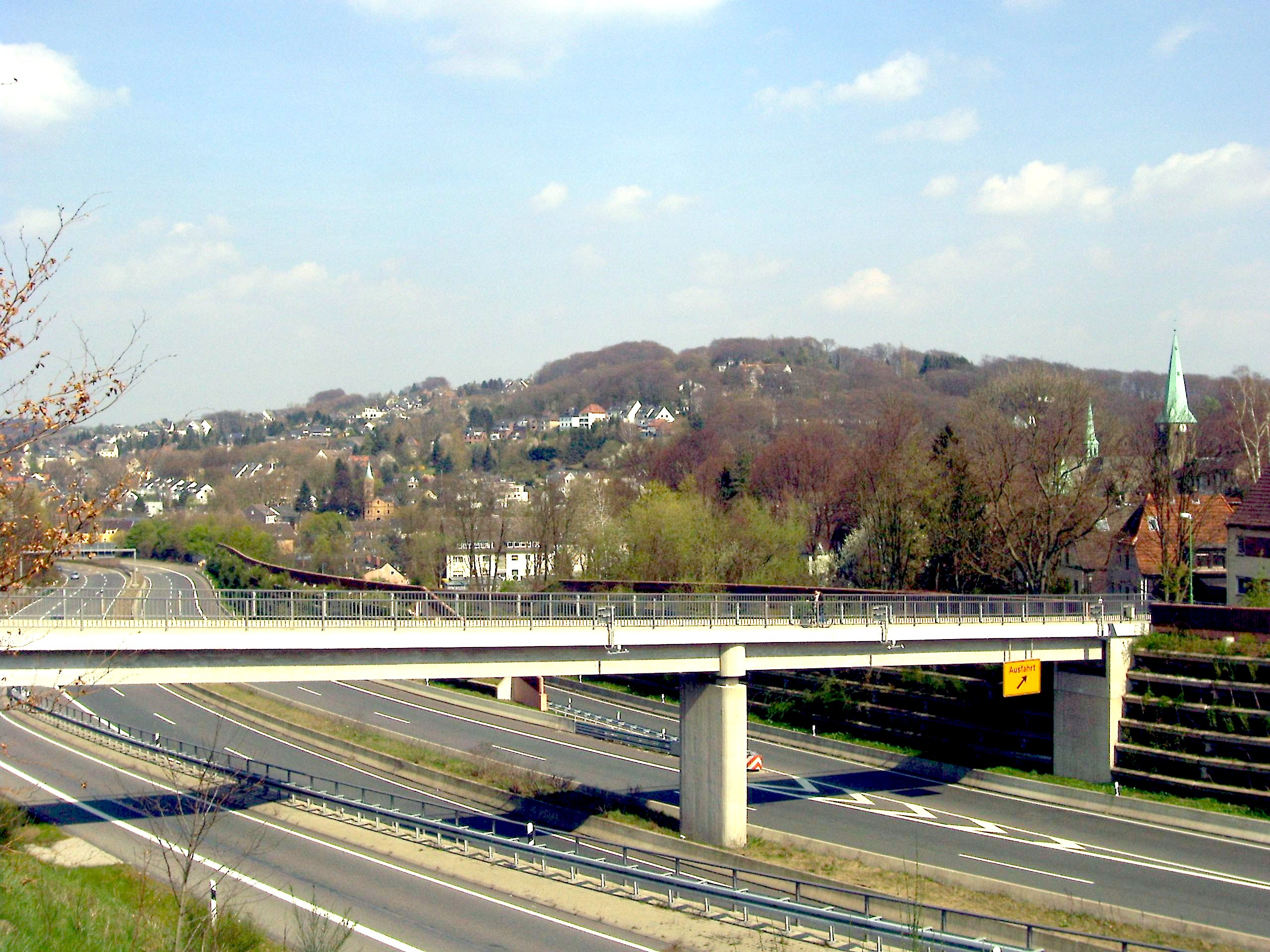
Die damalige B 227 bei Essen-Kupferdreh ist heute Teil der A 44.

### Dortmund–Kassel
Das längste aller Teilstücke der Autobahn beginnt östlich von Dortmund, am Kreuz Dortmund/Unna mit der BAB 1. Die vom Dortmunder Stadtzentrum her kommende B 1, die an diesem Knotenpunkt in die BAB 44 übergeht, ist bereits autobahnähnlich mit vier Fahrstreifen und getrennten Richtungsfahrbahnen ausgebaut und bis zur ersten Anschlussstelle (Holzwickede) auch mit blauen Wegweisern beschildert. Zunächst wird die Stadt Unna südlich umfahren und die autobahnähnliche L 169, bis 2006 die BAB 443, angebunden. Danach führt die Autobahn am nördlichen Hang des Haarstrangs entlang, einem Höhenzug, der die Westfälische Bucht im Norden vom Sauerland im Süden abgrenzt. Nahezu auf dem gesamten Abschnitt bis etwa in Höhe von Geseke bietet sich dem Autofahrer daher nach Norden hin ein weiter Blick in die Ebene. Am Kreuz Werl wird die ins Sauerland hinein führende BAB 445 gekreuzt. Nach der südlichen Umfahrung von Werl folgt ein relativ kurvenarmer Abschnitt an der Nordabdachung des Sauerlands nach Soest. In etwas größerer Entfernung zum Sauerland folgt das von Zementindustrie geprägte Erwitte mit den bis an die Fahrbahn heranreichenden Mergelgruben. Die Strecke steigt nun leicht an und nach Überquerung des Almetals bei Büren folgt ein Aufstieg auf die Paderborner Hochfläche, eine Hochebene am Schnittpunkt von Sauerland und Eggegebirge. Der zuvor nahezu konstant nach Osten führende Verlauf dreht hier mehr in Richtung Südosten.
Am Kreuz Wünnenberg-Haaren kreuzt die BAB 44 die hier endende BAB 33, die als B 480 nach Süden weiter ins Hochsauerland führt. Weiter über die Hochebene des Sintfelds folgt die Querung des Hauptkamms des Eggegebirges und anschließend ein Abstieg oberhalb eines Seitentals ins Tal der Diemel. Dort wird zum ersten Mal die Landesgrenze zu Hessen gequert. Einige Kilometer weiter führt die Autobahn bei Warburg wieder einige Kilometer durch Nordrhein-Westfalen, überquert das Twistetal und führt oberhalb dieses Tals wieder nach Hessen, wo das Habichtswälder Bergland erreicht ist. Mehrfach dreht die Trasse von südöstliche in südliche und wieder in südöstliche Richtung, am Hang mehrerer markanter Bergrücken dem Warme- und schließlich dem Baunatal folgend. Schließlich ist das südliche Stadtgebiet von Kassel erreicht. Am Kreuz Kassel-West besteht ein Anschluss an die BAB 49. Danach folgt die Querung des Fuldatals auf der Fuldatalbrücke Bergshausen, der kurz dahinter das Dreieck Kassel-Süd anschließt, wo die BAB 44 in die BAB 7 mündet.

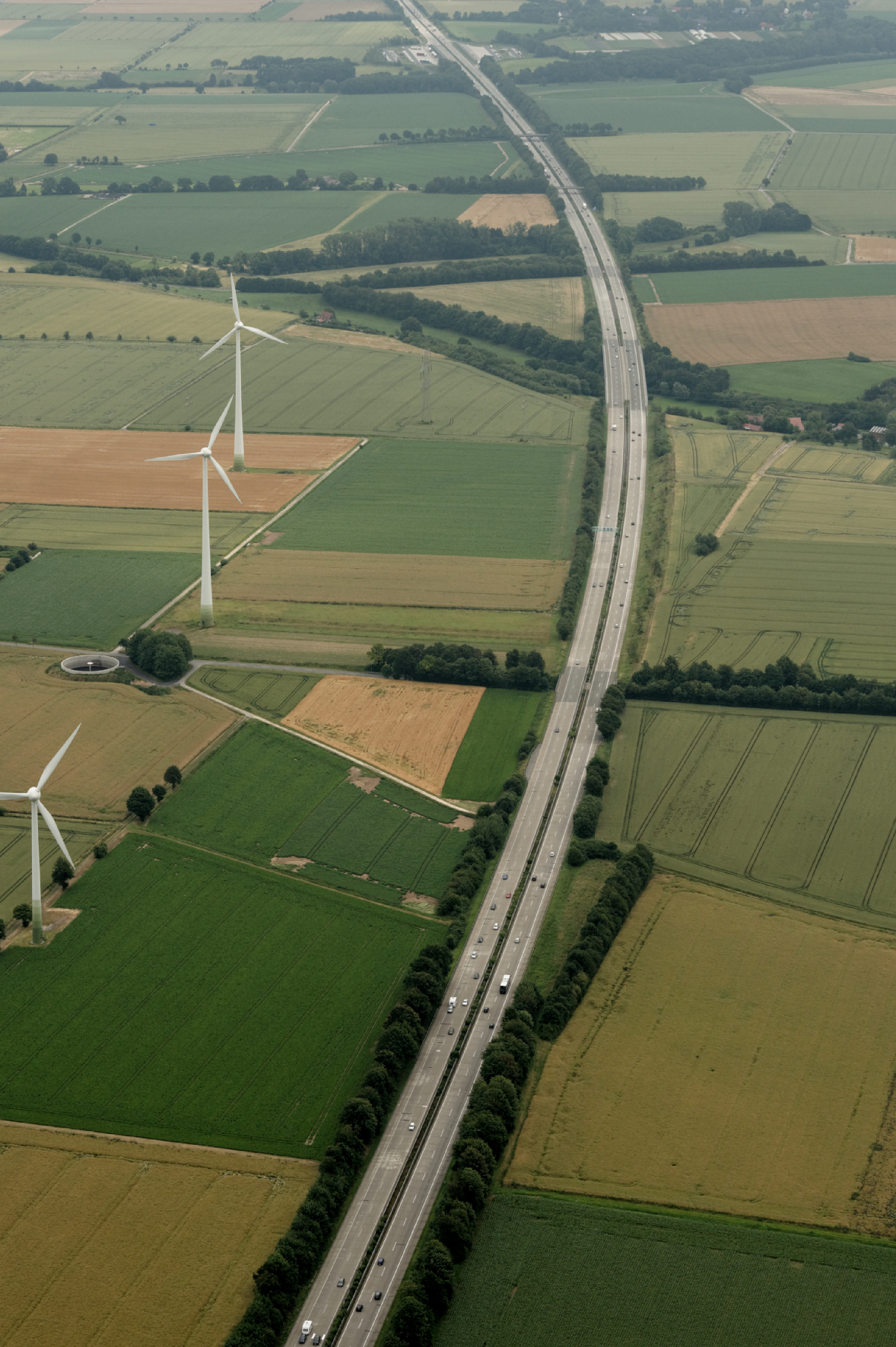
Geradlinige Streckenführung bei Werl
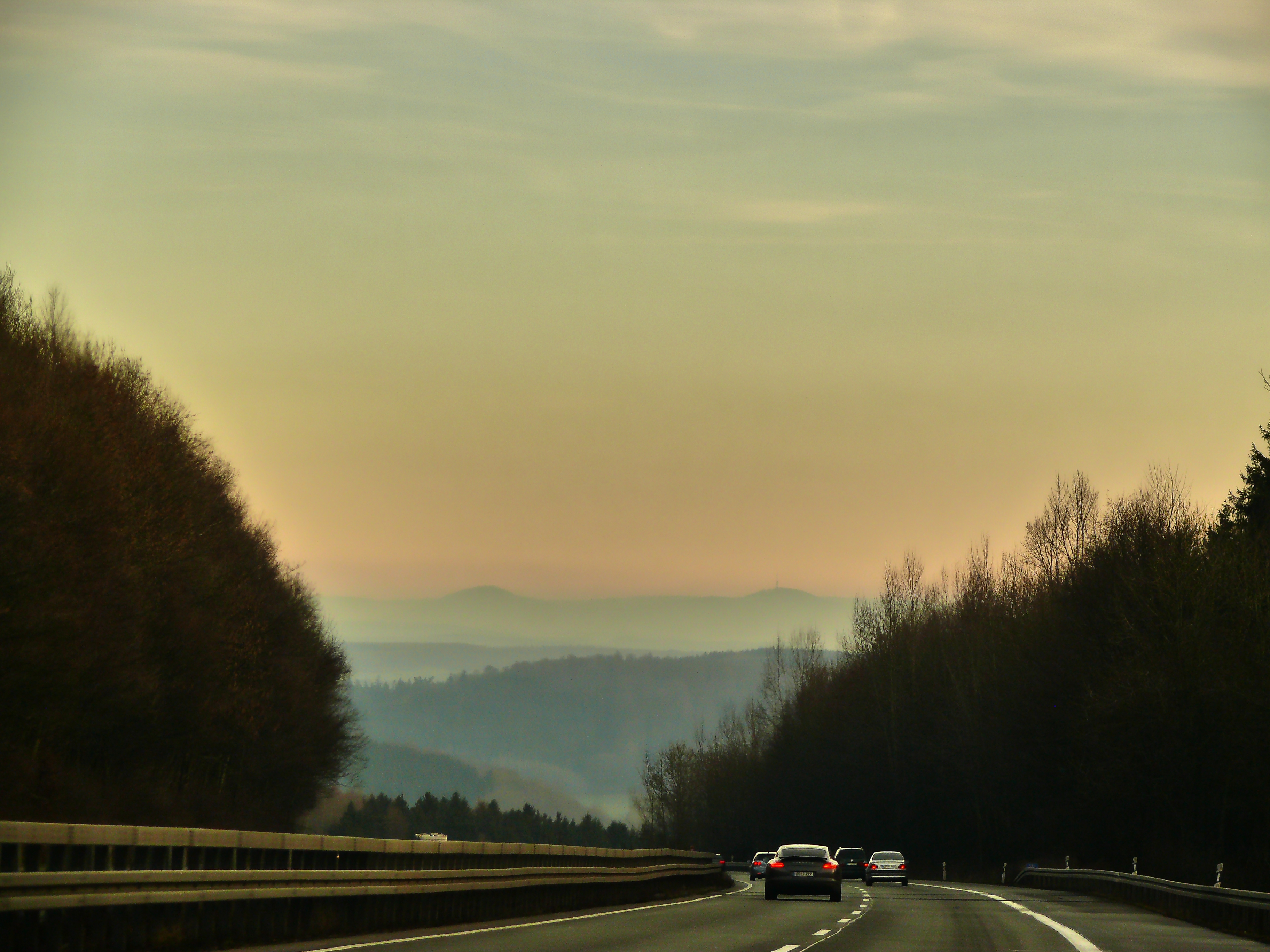
Abstieg vom Eggegebirge ins Diemeltal
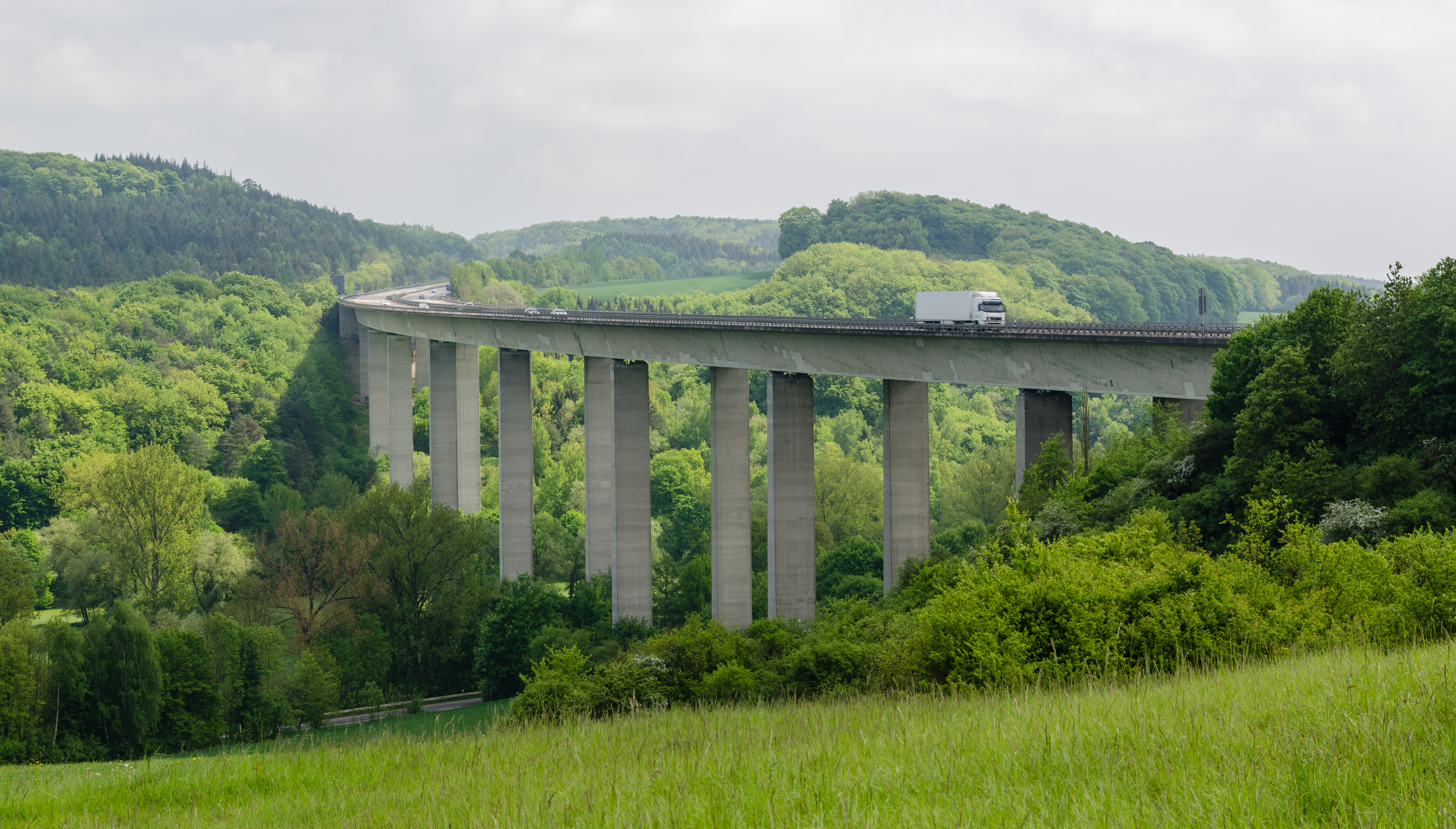
Twistetalbrücke bei Warburg

### Kassel–Wommen
Von der Neubaustrecke zwischen Kassel und Wommen bei Eisenach ist ein Teilstück fertiggestellt, das von Helsa aus durch das Wehretal bis kurz vor Sontra führt. In diesem Bereich verläuft die Autobahn durch insgesamt vier Tunnelbauwerke, um mehrere Höhenzüge bei Hessisch Lichtenau zu unterqueren und das Wehretal an einer engen Stelle (bei Küchen) zu umgehen.

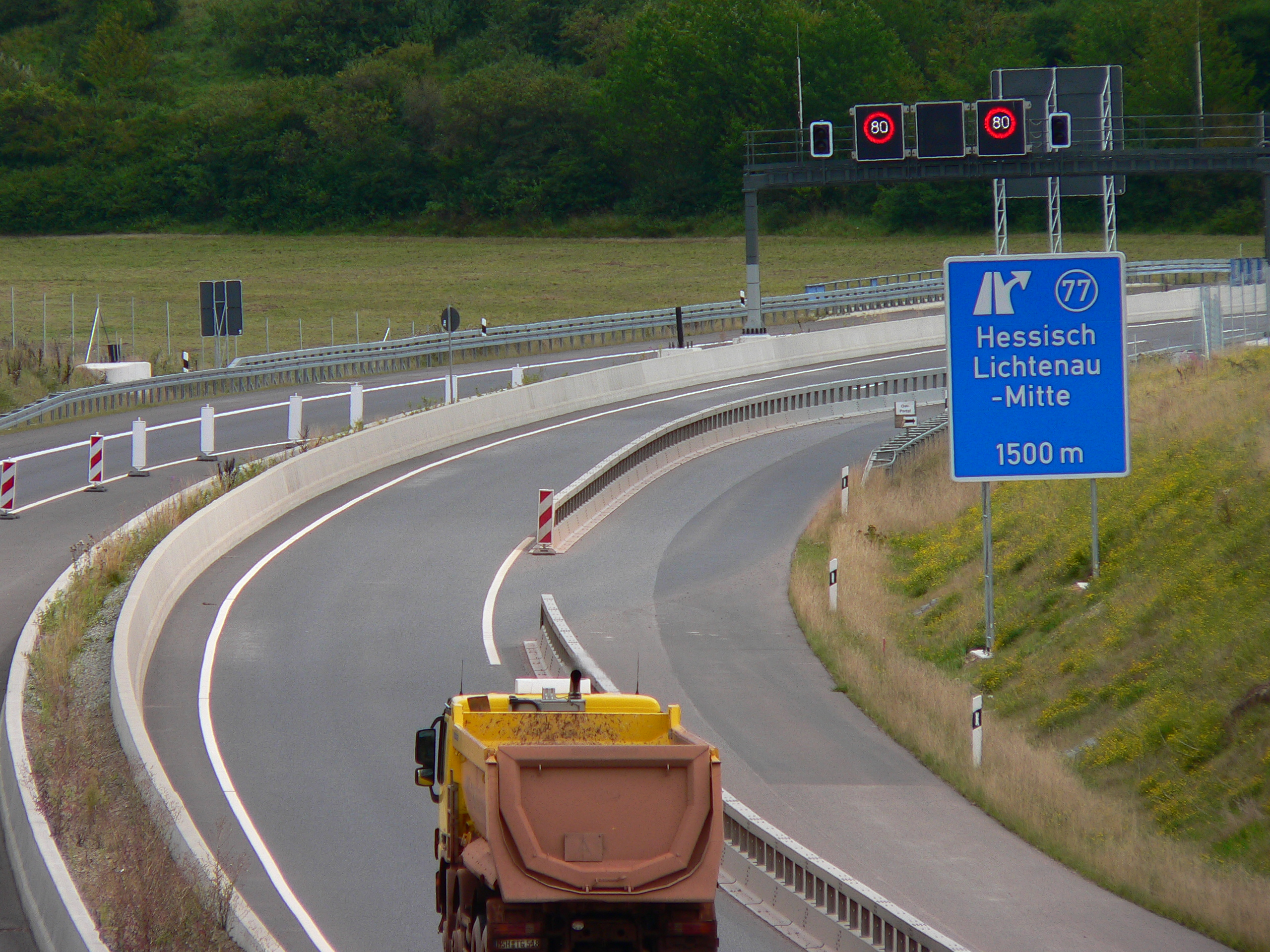
Westliches Ende des Teilstückes bei Hessisch Lichtenau
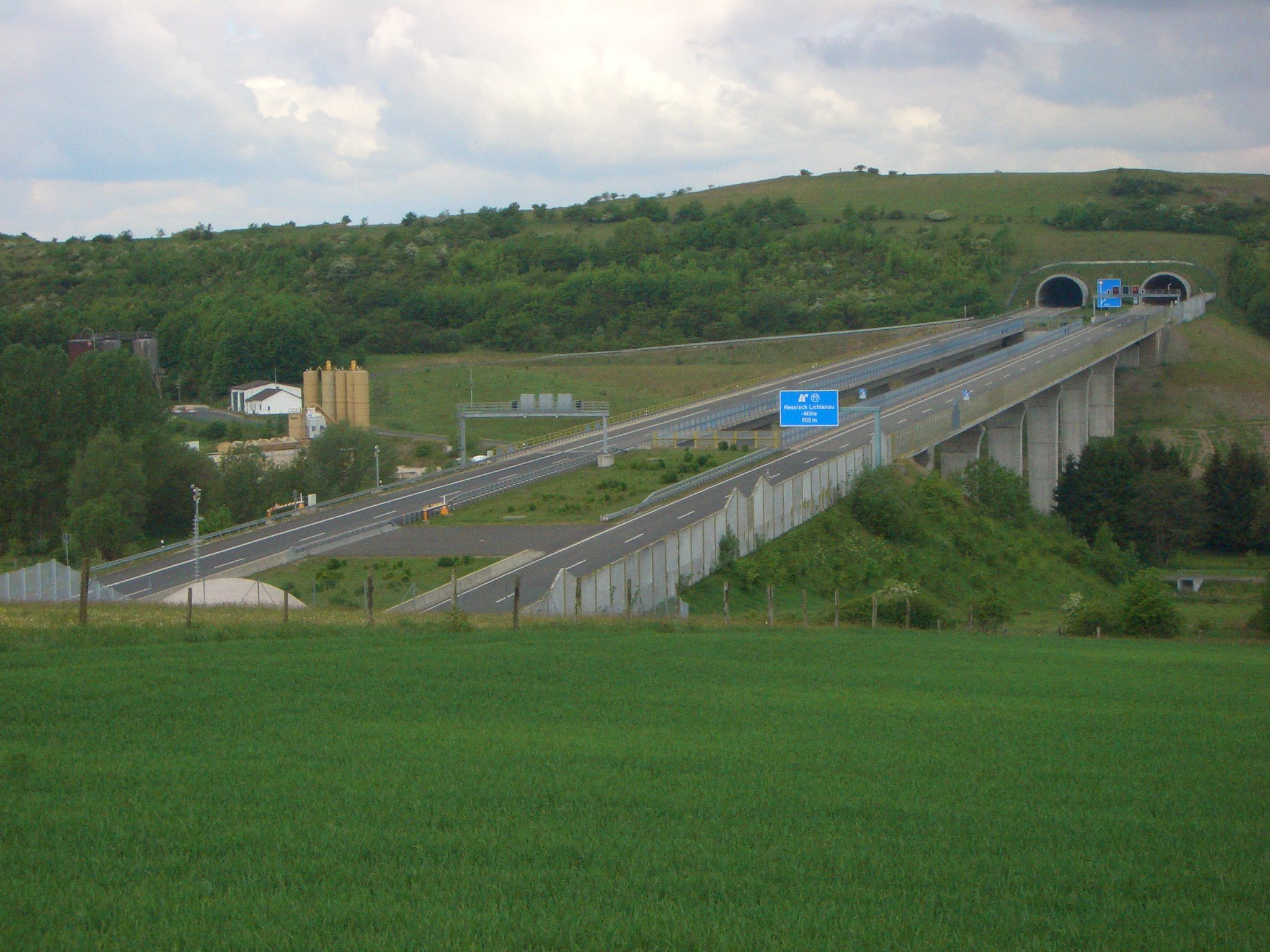
Hopfenbachtalbrücke bei Hessisch Lichtenau
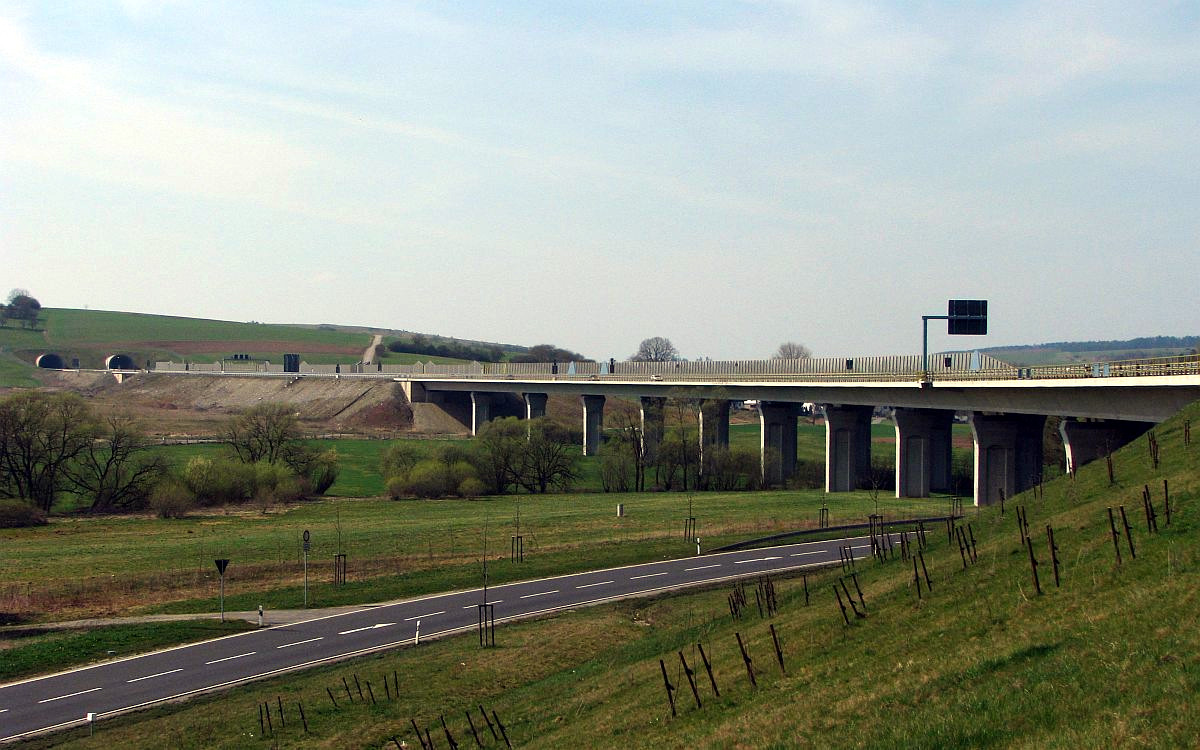
Wehretalbrücke bei Walburg

Der Abschnitt von Sontra-West nach Wommen befindet sich derzeit (Dezember 2024) in Bau.

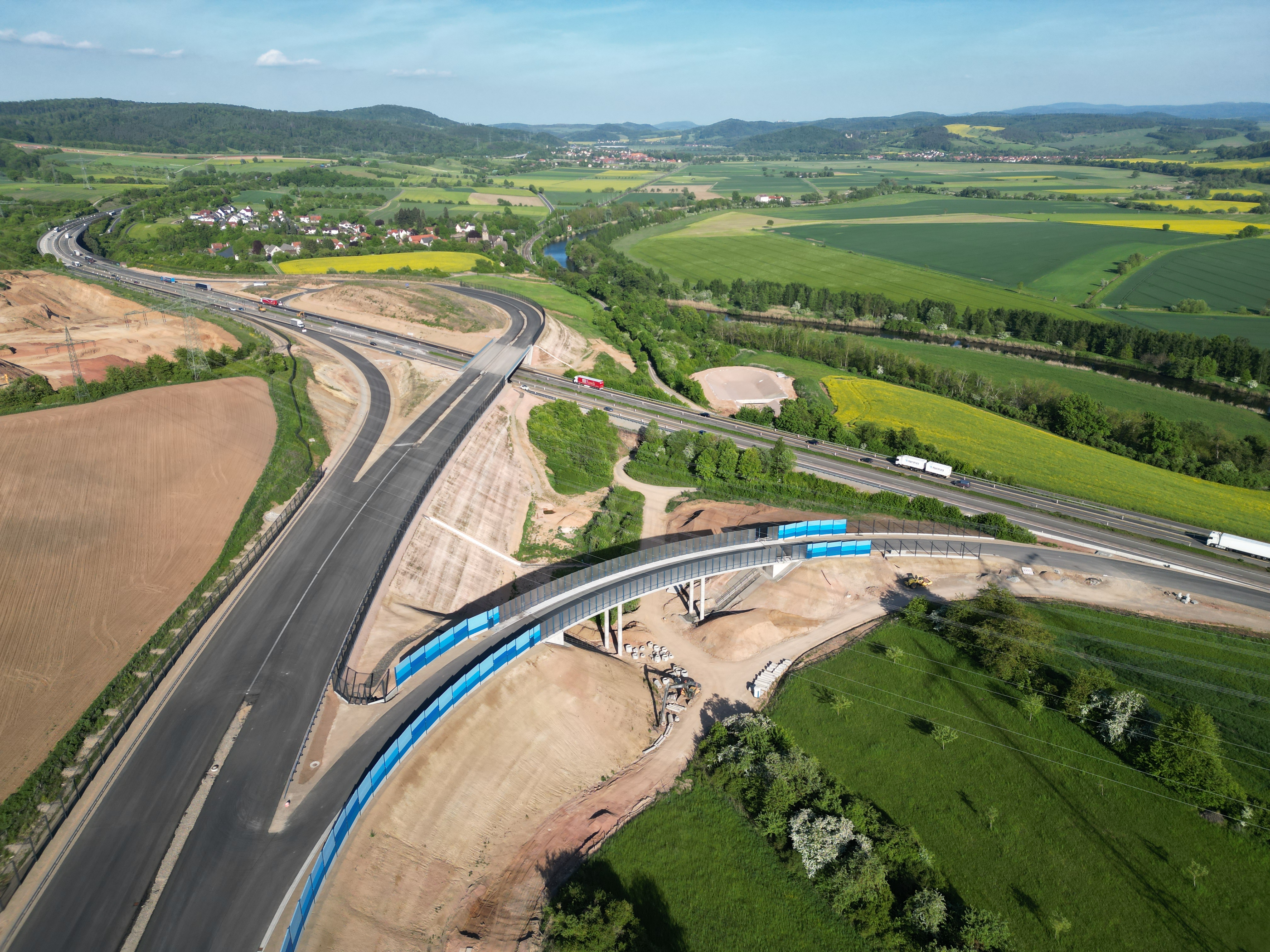
Wommener Dreieck im Bau
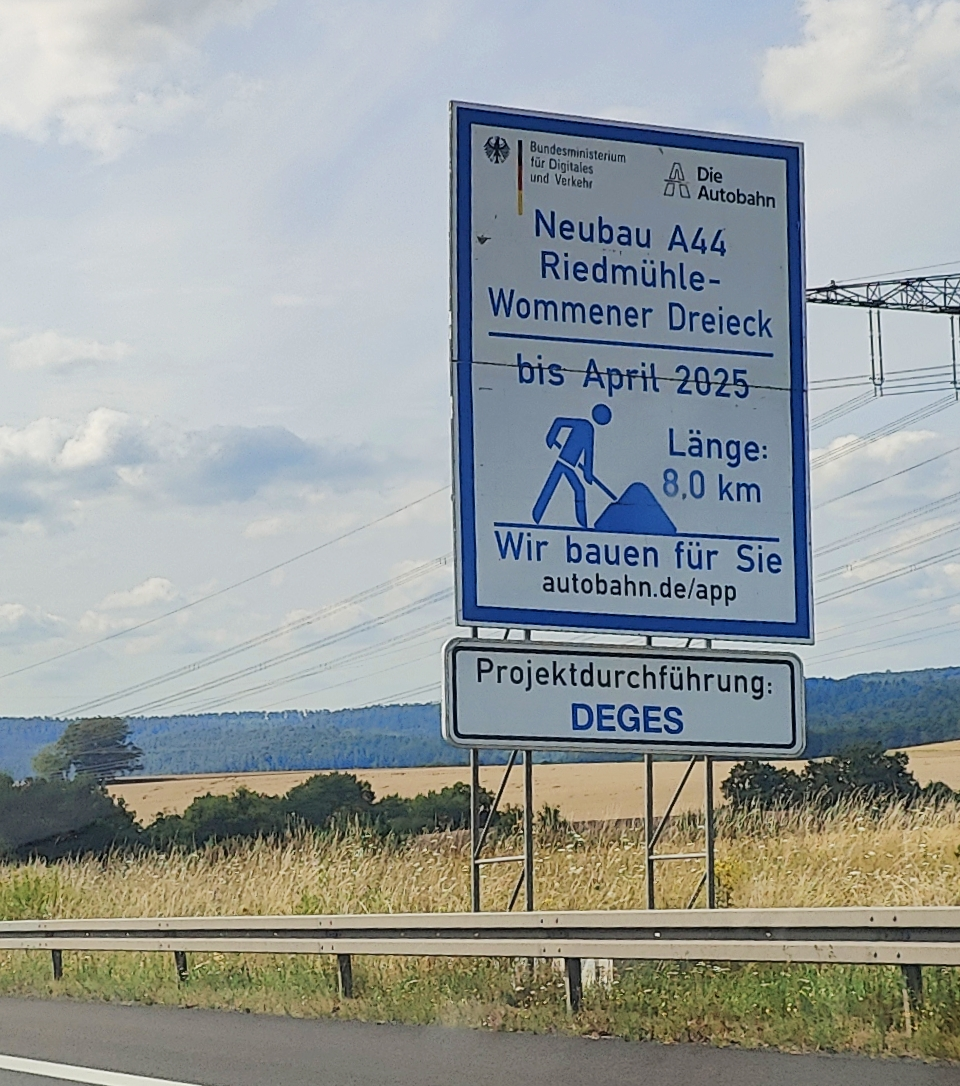
Bauschild am Wommener Dreieck
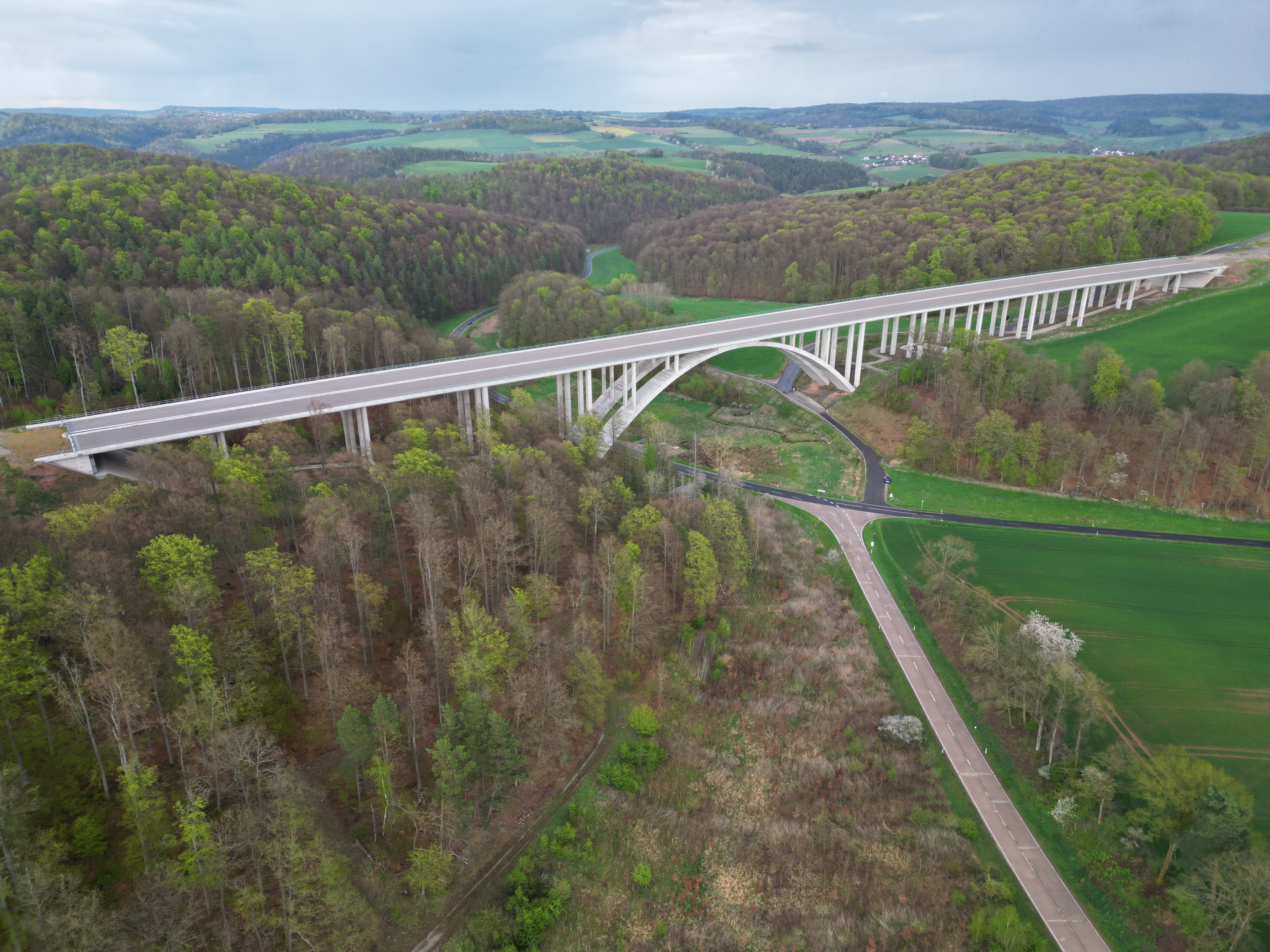
Talbrücke Lindenau

## Geschichte

### Erste Planungen
Die ersten Vorhaben, für den Kraftverkehr vorbehaltene Straßen zu bauen, stammen aus den 1920er Jahren. Nach Vorbild der 1924 als erste reine Autostraße eröffneten italienischen Autostrada dei Laghi entwickelte der Verein HaFraBa (Verein zum Bau einer Straße für den Kraftwagen-Schnellverkehr von Hamburg über Frankfurt a. M. nach Basel) unter Robert Otzen eine Autofernstraße zwischen Hamburg, Frankfurt am Main und Basel, deren Planung ab 1928 nach Norden bis Lübeck mit einem Abzweig nach Bremen erweitert wurde. Der Verein bezeichnete sich später daher als Verein zur Vorbereitung der Autostraße Hansestädte–Frankfurt–Basel. Der 1927 erstmals aufgestellte Plan, derartige Kraftwagenstraßen durch ganz Deutschland zu bauen, enthielt bereits die Ost-West-Verbindungen Dortmund–Kassel und Kassel–Erfurt. 1932 verwendete Otzen erstmals den Begriff „Autobahn“ in Analogie zur Eisenbahn, zuvor wurde meistens von „Nur-Autostraße“ gesprochen.
Mit der Machtergreifung Adolf Hitlers übernahmen die Nationalsozialisten, die dem Autostraßenprojekt der HaFraBa zunächst kritisch gegenüberstanden, die Planungen weitgehend unverändert und reklamierten diese für sich. Hierfür wurde der Verein HaFraBa in GEZUVOR (Gesellschaft zur Vorbereitung der Reichsautobahnen e. V.) umbenannt und die 1932 eröffnete erste Autobahn in Deutschland zwischen Köln und Bonn zur Landstraße degradiert. Der fortan als Generalinspektor für das Straßenwesen mit den Straßenplanungen vertraute Fritz Todt äußerte sich hierzu, die „Reichsautobahnen, wie wir sie jetzt bauen, haben nicht als von der HAFRABA vorbereitet zu gelten, sondern einzig und allein als die Straßen Adolf Hitlers“.

### Reichsautobahnbau

#### Ruhrgebiet–Kassel
Auch die Pläne der Nationalsozialisten ab 1933 enthielten in der Regel Streckenplanungen für die Ost-West-Verbindung Ruhrgebiet–Kassel–Erfurt. Als Linie F wurde im September 1933 eine Strecke in den Grundnetzplan aufgenommen, die vom Ruhrgebiet über Paderborn, Eisenach, Leipzig, Chemnitz, Dresden, Bautzen und Liegnitz nach Breslau führte. Intention war die Verbindung des Ruhrgebiets mit dem Oberschlesischen Industriegebiet. Für den Abschnitt Ruhrgebiet–Kassel wurde die Zuständigkeit bei der Planungsaufsicht an den Siedlungsverband Ruhrkohlenbezirk in Essen und die Provinzverwaltung Westfalen in Münster übertragen. Dabei wurde der westliche Endpunkt an die bereits im Bau befindliche Reichsautobahn Ruhrgebiet–Berlin bei Hamm-Rhynern gelegt. Während der Siedlungsverband Ruhrkohlenbezirk eine Weiterführung über Hamm hinaus bis an die geplante Hansalinie (Hamburg–Ruhrgebiet) forderte, setzte sich die Provinzialverwaltung Münster mit ihrer Entscheidung, den Endpunkt bei Rhynern zunächst beizubehalten, durch. Eine mögliche Weiterführung nach Nordwesten war erst für Ende der 1940er Jahre geplant.
Die Festlegung der Linienführung kam bei einer Besprechung der Bauabteilung Kamen am 15. Oktober 1934 zustande. Die bestimmte Linie führte nun von Hamm-Rhynern nördlich an Soest, südlich an Erwitte, südlich an Geseke, weiter über Büren, Scherfede, Wettesingen bei Warburg vorbei nach Kassel. Anschlussstellen waren im westfälischen Teil lediglich bei Soest, Erwitte, Geseke, Wewelsburg, Scherfede und Wettesingen geplant. Mit dem Bau dieser als Strecke 77 (Hamm–Warburg) bzw. Strecke 75 (Warburg–Kassel) bezeichneten Autobahn wurde 1937 sowohl am westlichen als auch am östlichen Ende begonnen. Auf etwa 7,7 km von Rhynern bis Berwicke und des Weiteren zwischen Brockhausen und Erwitte-Schmerlecke waren Erdbauarbeiten im Gang, zudem wurde am Knotenpunkt mit der Reichsautobahn Ruhrgebiet–Berlin gearbeitet, der in Form eines Autobahndreiecks mit linksgeführter Trompete ausgeführt werden sollte. Am östlichen Ende bei Kassel begann der Bau einer hohen Talbrücke über die Fulda und eines Knotenpunkts mit der Reichsautobahn Hamburg–Frankfurt, die ab 1933 als Grundstrecke der HaFraBa durch den NS-Staat forciert wurde.
Während der Bau in diesen beiden Abschnitten bereits in vollem Gange war, wurde erst im März 1938 die endgültige Linienführung für den westfälischen Teil der Strecke festgelegt, zumal es immer wieder zu Protesten seitens örtlicher Landwirte kam. Für den gesamten Abschnitt bis Kassel wurde die Linienbestimmung sogar erst im Januar 1939 abgeschlossen. Im selben Jahr kam es aufgrund des Kriegsausbruchs erstmals zu einer Einstellung der Bauarbeiten an der Strecke. Im Rahmen von Ausnahmeregelungen durfte ab 1940 allerdings wieder gebaut werden, diese Arbeiten wurden allerdings zügig wieder eingeschränkt, sodass ab Februar 1941 nur noch Restarbeiten erlaubt waren, um vorrangig Lücken im Reichsautobahnnetz zu schließen. Im Juli 1941 folgte schließlich der endgültige Stopp aller Straßenbauarbeiten.
Bis zu diesem Punkt waren entlang der Trasse am westlichen Ende 17 Brücken- und Durchlassbauwerke fertiggestellt oder im Endstadium des Baus, umfangreiche Baumfällungen und Erdarbeiten vorgenommen und weitere Vorarbeiten im Abschnitt Hamm–Erwitte (Reichsstraße 1) erfolgt. Die Fuldatalbrücke bei Kassel und der Knotenpunkt mit der Reichsautobahn Hamburg–Frankfurt waren in Teilen fertiggestellt.

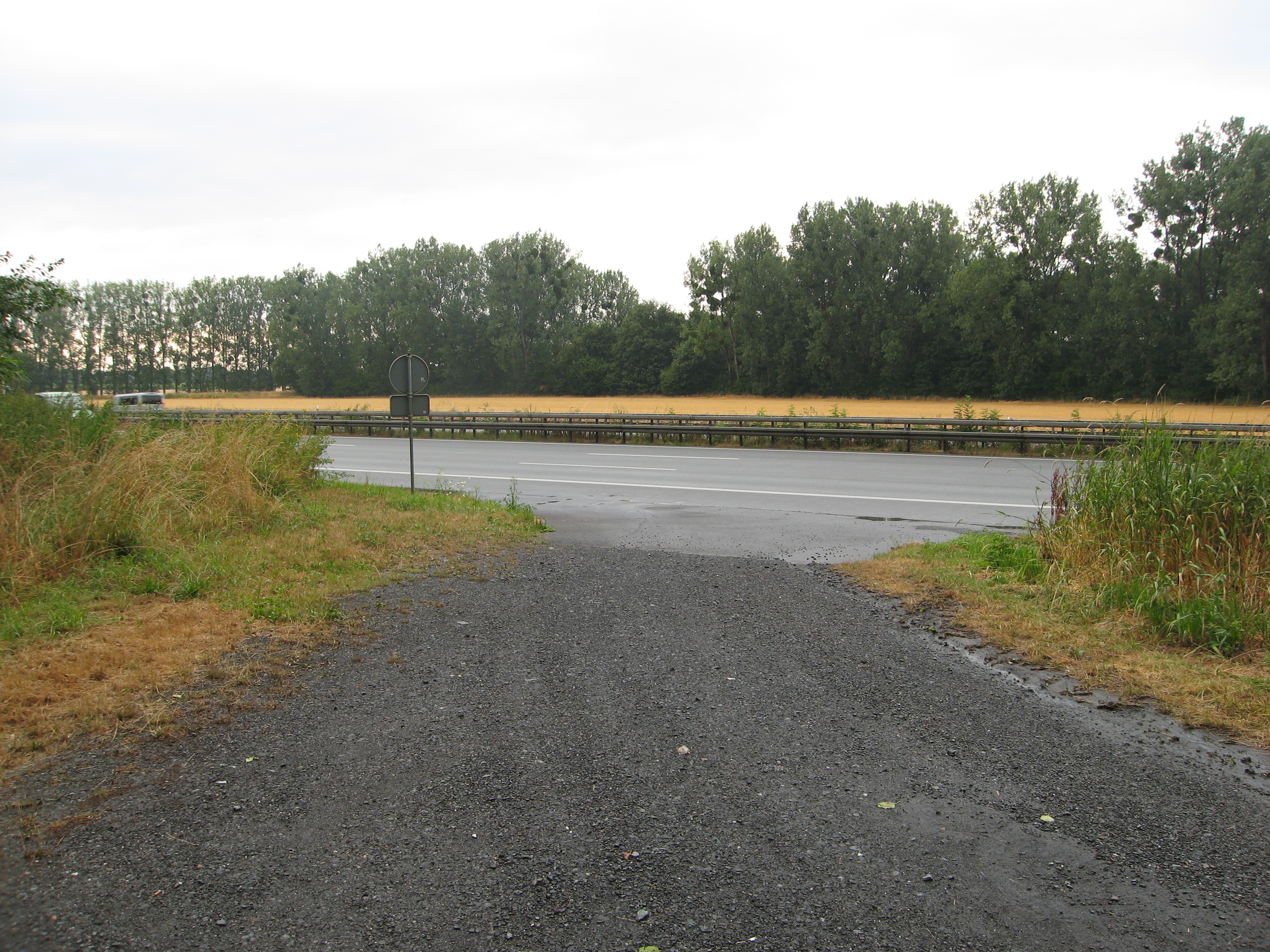
Rampe des nie genutzten Autobahndreiecks bei Hamm-Rhynern
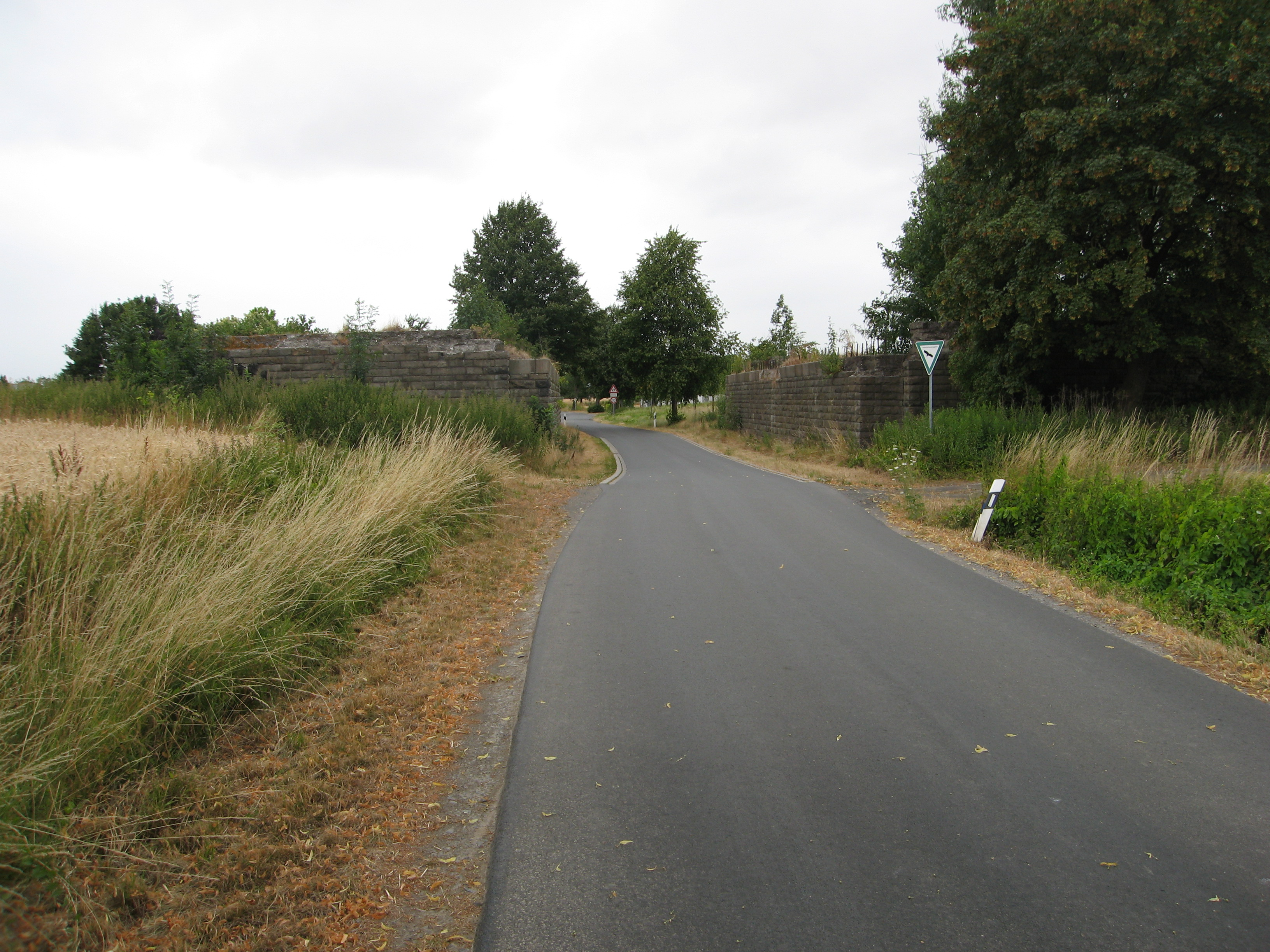
Relikt einer Autobahnbrücke bei Hamm/Süddinker
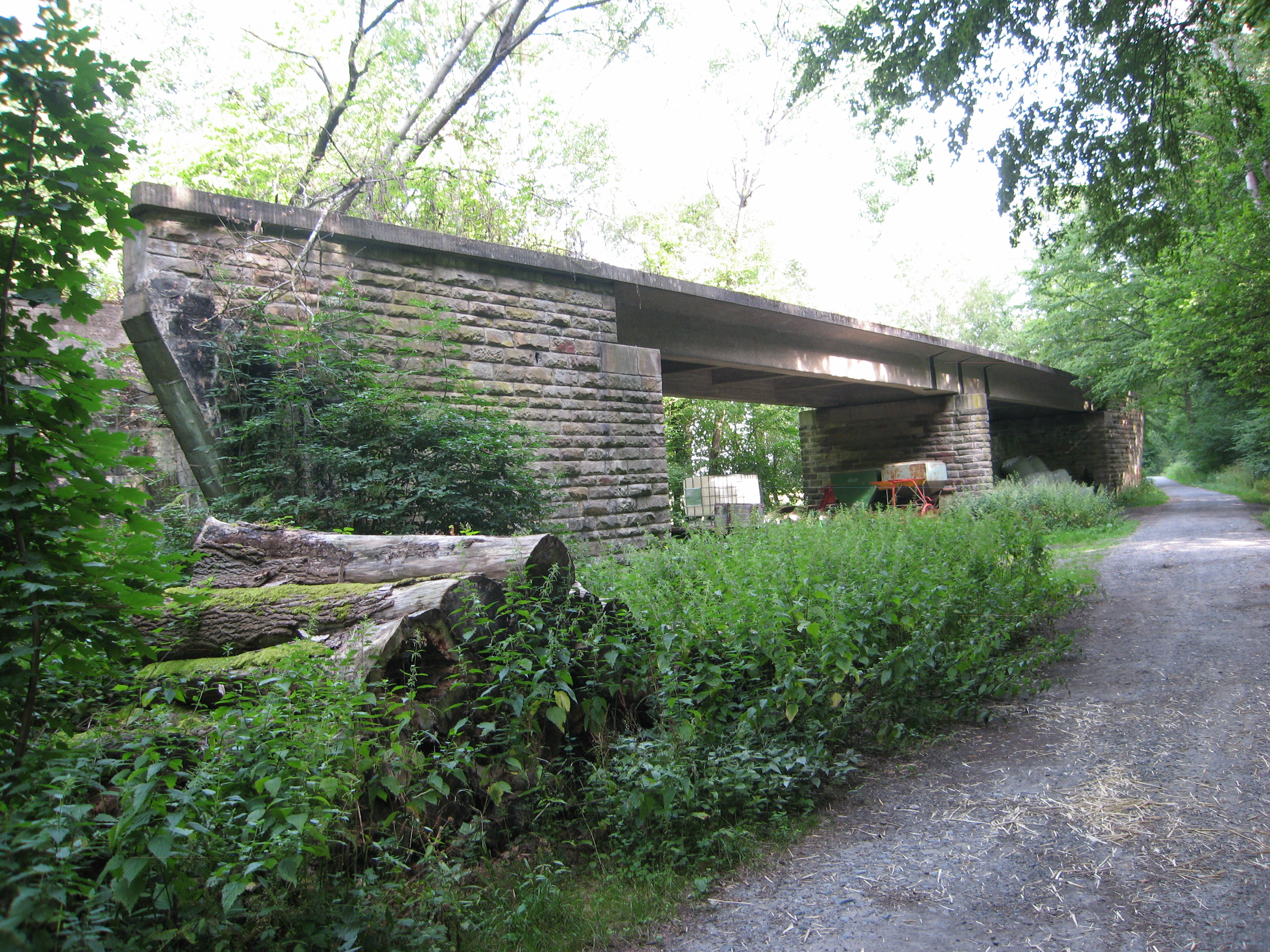
Ungenutzte Überführung über die vorgesehene Reichsautobahn bei Welver

#### Dortmund–Büren („Haarstranglinie“)
Als sogenannte Ergänzungslinie war eine Verbindung zwischen den geplanten Reichsautobahnen Bremen–Ruhrgebiet–Köln (Hansalinie bzw. Ruhrtangente) und Hamm–Kassel vorgesehen. Zweck dieser Strecke war eine Entlastung des Abschnitts der Reichsautobahn Ruhrgebiet–Berlin zwischen Kamen und Rhynern gewesen, auf dem sich der Verkehr zwischen zwei Autobahnen gesammelt hätte. In den ersten Jahren des Reichsautobahnbaus hielt man die bisherige Reichsstraße 1 zwischen Dortmund und Soest noch als für den Verkehr ausreichend; nicht zuletzt aufgrund der zahlreichen Ortsdurchfahrten entschied man sich hinterher, doch eine Autobahn anstelle der alten Fernstraße einzurichten. Besonders der Ausflugsverkehr der Einwohner des Ruhrgebiets in das Sauerland stand bei den Planungen für diese Strecke im Fokus.
Die von Fritz Todt entworfene Trasse hätte bei Schwerte an der Ruhrtangente begonnen und wäre dem Ruhrtal gefolgt, ehe bei Wickede (Ruhr) der Haarstrang überquert worden und die Autobahn direkt auf dem längs verlaufenden Höhenzug des Haarstrangs bei Büren in die Strecke 77 Hamm–Kassel eingemündet wäre. Eine derart aufwändige und landschaftsbetonende Streckenführung war in der damaligen Zeit üblich, da die Inszenierung der „deutschen Landschaft“ in Verbindung mit der Reichsautobahn als Prestigeprojekt und „Straßen Adolf Hitlers“ ein typisches Propagandaelement der Nationalsozialisten darstellte. Vom Haarstrang aus hätten sich entlang der gesamten Strecke weite Blicke sowohl auf die Ebene des Münsterlands als auch in die Bergwelt des Sauerlands ergeben. Gerade wegen des aufwändigen Baus am Mittelgebirgshang wurde der Bau dieser Strecke jedoch zurückgestellt, in den Planungen allerdings als autobahnähnliche Straße beibehalten. Bis zum Ende des Zweiten Weltkriegs kam es zu keinerlei Aufnahme der Bautätigkeiten mehr.

#### Kassel–Eisenach
Die Fortsetzung der vom Ruhrgebiet her kommenden Strecke über Kassel hinaus bis in Höhe von Eisenach war in den 1930er Jahren als Strecke 78 geplant worden. Der Knotenpunkt mit der Reichsautobahn Hamburg–Frankfurt war hierbei so ausgelegt worden, dass eine nahtlose Weiterführung der Autobahn nach Osten möglich gewesen wäre. Auch das Autobahndreieck bei Eisenach, an dem die Strecke auf die Reichsautobahn Kirchheim–Dresden münden sollte, war bereits in Teilen fertiggestellt.
Mit dem Bau dieser Strecke wurde erst im April 1939, einige Monate vor Ausbruch des Zweiten Weltkriegs, begonnen. Schon im Oktober desselben Jahres wurden die Bauarbeiten erstmals gestoppt. Bis dahin wurden einige Kilometer Trasse im Söhrewald gerodet und eine Waldwegunterführung bei Wellerode in Teilen fertiggestellt. Während des Zweiten Weltkriegs befand sich innerhalb dieser Unterführung ein Lager für Bauteile der Junkers Flugzeug- und Motorenwerke. Stattdessen wurde die Fertigstellung der im Bau weiter fortgeschrittenen Strecke von Kirchheim über Eisenach, Erfurt und Chemnitz nach Dresden forciert – als letztes zur Zeit des Nationalsozialismus fertiggestelltes Reichautobahnstück wurde 1943 die letzte Lücke an dieser Verbindung geschlossen.

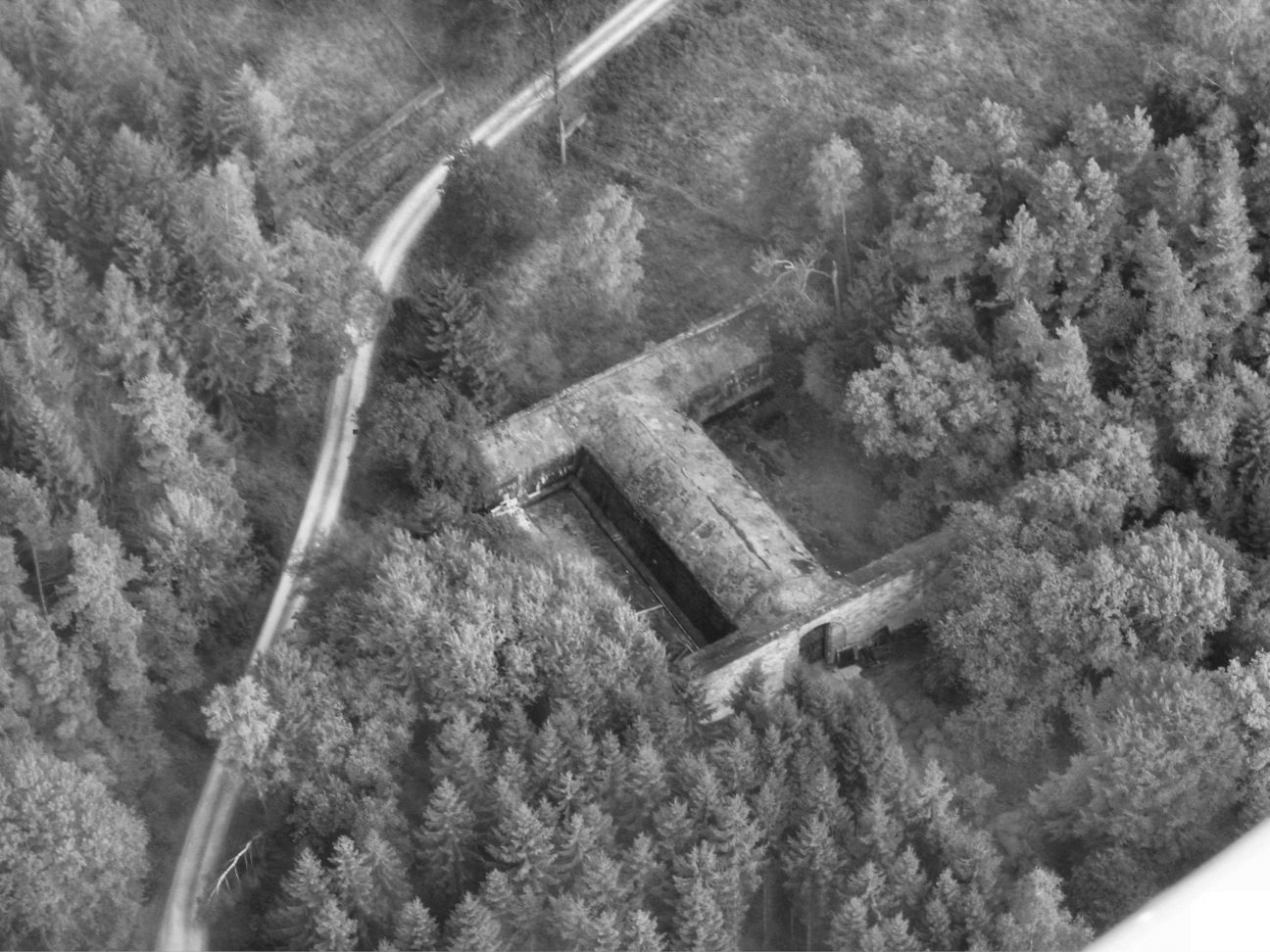
Baulich begonnene Autobahnbrücke im Gebiet der Gemeinde Söhrewald (2007), wo sich im Zweiten Weltkrieg ein Junkers-Werk befand (Lage)
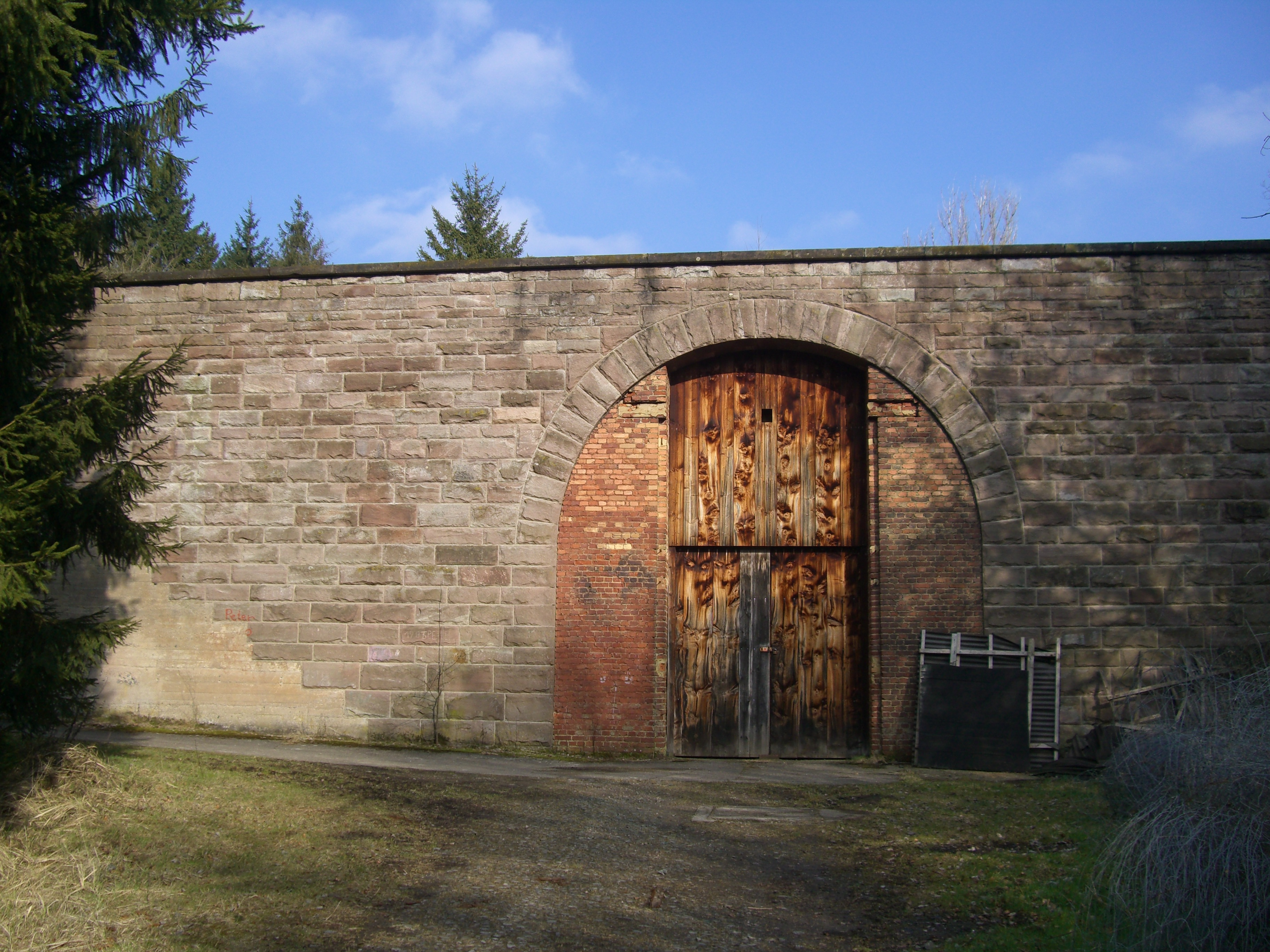
Nahaufnahme der Unterführung mit Tor

#### Strecken zwischen Aachen und Dortmund
Wie die Haarstranglinie war auch eine südliche Umgehung des Ruhrgebiets als Ergänzungsstrecke ins Reichsautobahnnetz aufgenommen worden. In einer 1938 veröffentlichten Straßenkarte der Firma OLEX ist der geplante Verlauf eingezeichnet: Im Gegensatz zur damals in Teilen fertiggestellten Ruhrtangente, die von Dortmund über Hagen und Remscheid nach Köln geführt wurde, sollte diese Strecke sehr viel dichter am Siedlungskern des Reviers entlangführen. Der Beginn dieser Strecke sollte an der Reichsautobahn Ruhrgebiet–Berlin nördlich von Dortmund liegen. Sie hätte Dortmund westlich und Bochum südlich umgangen, ehe bei Hattingen das Ruhrtal erreicht worden wäre. Auf der südlichen Seite des Flusses wäre sie über Velbert zur bestehenden Reichsautobahn Ruhrgebiet–Köln geführt worden und hätte dort geendet.
Eine weitere Karte aus dem Jahr 1940 enthält noch mehr Autobahn- und Fernstraßenplanungen der damaligen Zeit: Eine Verbindung zwischen Mönchengladbach und Duisburg war als Strecke 112, eine Autobahn von Mehren über Aachen nach Mönchengladbach als Strecke 95 in Vorbereitung. Zur Aufnahme der Arbeiten kam es vor dem Ende des Zweiten Weltkriegs jedoch auf keiner der genannten Teilstrecken mehr.

### Belgische Grenze–Aachen („Belgienlinie“)
Das erste fertiggestellte Teilstück der heutigen BAB 44, das Anfang der 1960er Jahre gebaut wurde, verläuft zwischen dem Kreuz Aachen und dem Grenzübergang Lichtenbusch. Straßenplanungen der belgischen Regierung aus den 1950er Jahren fokussierten sich auf eine Verbindung des Hafen Antwerpen mit dem deutschen Straßennetz. Gleichzeitig wurde die Weiterführung auf deutschem Gebiet ab Mitte der 1950er Jahre, teils als Belgienlinie bezeichnet, aufgenommen. Da auf belgischer Seite das erste Teilstück der neuen Autobahn Antwerpen–Lüttich zwischen Wommelgem und Herentals schon 1958 fertiggestellt wurde, war ein zügiger Abschluss der Planungen auf deutschem Gebiet gefordert. So wurde zum 22. Januar 1959 der Planfeststellungsbeschluss für die A 201, Strecke Lichtenbusch–Verlautenheide (Anschluss an die Autobahn Aachen–Köln) erlassen. Der erste Spatenstich folge im Juli 1961 in Höhe der heutigen Anschlussstelle Aachen-Brand. Das Material, das zur Erstellung des Fahrbahndamms benötigt wurde, stammte von der nahegelegenen Abraumhalde der Westdeutschen Kaliwerke.
Der erste Abschnitt der Linie wurde am 18. Dezember 1963 zwischen dem Kreuz Aachen und Aachen-Brand dem Verkehr übergeben. Die Baukosten für den 7 km langen Abschnitt wurden auf 44 Millionen DM geschätzt. Knapp ein Jahr später folgte dann die Verkehrsfreigabe des zweiten Abschnitts zwischen Aachen-Brand und dem Grenzübergang Lichtenbusch, der an diesem Tag ebenfalls in Betrieb ging. Mit diesem Abschnitt, der auf belgischer Seite bis zum Autobahnkreuz Vottem bei Lüttich führt, war die Autobahn zwischen Antwerpen und Aachen fertiggestellt und bekam den Namen König-Baudouin-Autobahn (benannt nach dem König der Belgier 1951–1993 Baudouin). Da Lichtenbusch der erste nach Ende des Zweiten Weltkriegs neu gebaute Autobahn-Grenzübergang in Europa war, fand die Vollendung der Autobahn sogar Erwähnung in der New York Times. Im bundesdeutschen Nummerierungssystem (Plan für den Ausbau der Bundesfernstraßen in den Jahren 1971 bis 1985), das bis 1974 intern verwendet wurde, war diese Strecke Teil der Autobahn A 15 Aachen-Lichtenbusch–Köln–Frankfurt am Main–Nürnberg–Passau.
Ab 1976 wurde die Belgienlinie durch eine kürzere Verbindung zum Hafen von Antwerpen ersetzt. Diese führt heute über die belgischen Autobahn 13 und Autobahn 2, der niederländischen Autobahn 76 sowie der Bundesautobahn 4 Richtung Köln.

### Dortmund–Kassel
Die Planungen für die Strecke Ruhrgebiet–Kassel, mit deren Trassenbau noch während der Zeit des Nationalsozialismus begonnen worden war, wurden ab 1957 wieder aufgenommen. Als Nachfolger der Bauabteilung Kamen der Provinzverwaltung Westfalen trat nun das Autobahnamt Hamm des Landschaftsverbands Westfalen-Lippe, das mit der Streckenplanung auf nordrhein-westfälischem Gebiet beauftragt wurde. Zwei Jahre später begann im Jahr 1959 auf hessischer Seite eine verkehrswirtschaftliche Untersuchung für den Weiterbau der Strecke bis Kassel.
Auf Basis der Planungen einer 1957 gegründeten Arbeitsgruppe der Industrie- und Handelskammer Kassel genehmigte das Bundesverkehrsministerium in Bonn den Bau einer 4,7 km langen Verbindung zwischen der Autobahn Hamburg–Frankfurt und der B 3. Die einbahnige hochwasserfreie Verbindung Kassel entstand von 1958 bis 1962 auf der vorbereiteten Trasse der Reichsautobahn. Dabei wurde auch die Fuldatalbrücke Bergshausen mit einer Fahrbahn fertiggestellt. Der Bau dieser Brücke wurde bereits in der NS-Zeit begonnen, bis zur Einstellung des Baus infolge des Zweiten Weltkriegs waren nur einige Arbeiten an der Gründung im Gange gewesen.
In den Jahren 1959 und 1963 wurden Verkehrsgutachten zur Überprüfung der Trassenführung in Auftrag gegeben. Im Juni 1961 richtete der Landschaftsverband Westfalen-Lippe in Soest das Autobahnneubauamt Rhynern–Kassel ein, das die Planungen für die Neubaustrecke koordinieren sollte. Im ersten Planungsentwurf war noch ein Verlauf auf der zur NS-Zeit geplanten Trasse mit Beginn an der Autobahn Ruhrgebiet–Berlin bei Hamm-Rhynern vorgesehen. Die endgültige Linienbestimmung folgte für hessischen Abschnitt im Februar 1962, für den nordrhein-westfälischen Abschnitt im Jahr 1965. Spätestens bei Beginn der Planungsarbeiten im nordrhein-westfälischen Teil im Jahr 1963 verwarf man schließlich die Linienführung nach Hamm-Rhynern aufgrund der zusätzlichen prognostizierten Verkehrsbelastung zwischen Kamen und Rhynern. Die schließlich ausgearbeitete Planung folgt der Bundesstraße 1, sodass das westliche Ende nun bei Unna an der damals im Bau befindlichen Ruhrtangente (Kamen–Leverkusen) lag.
Die restliche Strecke wurde nur grob an die Reichsautobahnplanung angepasst, größere Abweichungen der Trasse wurden bei Büren und Warburg realisiert, um eine direktere Linienführung zu ermöglichen. Im November 1964 begann schließlich der Bau des ersten Teilstücks der Strecke Dortmund–Kassel auf hessischem Gebiet zwischen Kassel und Burghasungen. Das 16 km lange Teilstück wurde nach knapp vierjähriger Bauzeit im Oktober 1968 fertiggestellt. Zwei Jahre später folgte im Jahr 1970 die Fortsetzung von Burghasungen nach Breuna, 1971 die von Breuna nach Diemelstadt. Im selben Jahr wurde die Fuldatalbrücke um ein zweites Parallelbauwerk ergänzt und der Abschnitt von der Einmündung in die Autobahn Hamburg–Frankfurt (Kasseler Kreuz) und Kassel-Süd um die zweite Richtungsfahrbahn ergänzt.
Das erste nordrhein-westfälische Teilstück wurde 1972 zwischen Unna (Kreuz mit der Ruhrtangente) und der Anschlussstelle Soest-Ost eröffnet. Im selben Jahr wurde der Abschnitt zwischen Haaren und Diemelstadt fertiggestellt, sodass noch eine Lücke zwischen Soest und Wünnenberg bestand. Der Lückenschluss zwischen Dortmund und Kassel folgte schließlich am 8. Juli 1975. An diesem Tag wurde das letzte 38,2 km lange Stück Soest-Ost bis Haaren von Bundesverkehrsminister Kurt Gscheidle feierlich für den Verkehr freigegeben. Gleichzeitig mit dem Lückenschluss wurde von der Anschlussstelle Büren auch eine einbahnige, großzügig trassierte Zubringerstrecke (Landesstraße 776n) auf 17,2 km nach Nordosten in Richtung Paderborn fertiggestellt. Später wurde von der AS-Büren noch eine direkte Anbindung zum Flughafen Paderborn-Lippstadt geschaffen. Acht Kilometer weiter östlich ist die Anschlussstelle Haaren für die hier beginnende, erst später gebaute A33 bereits wie ein Autobahnkreuz errichtet worden.

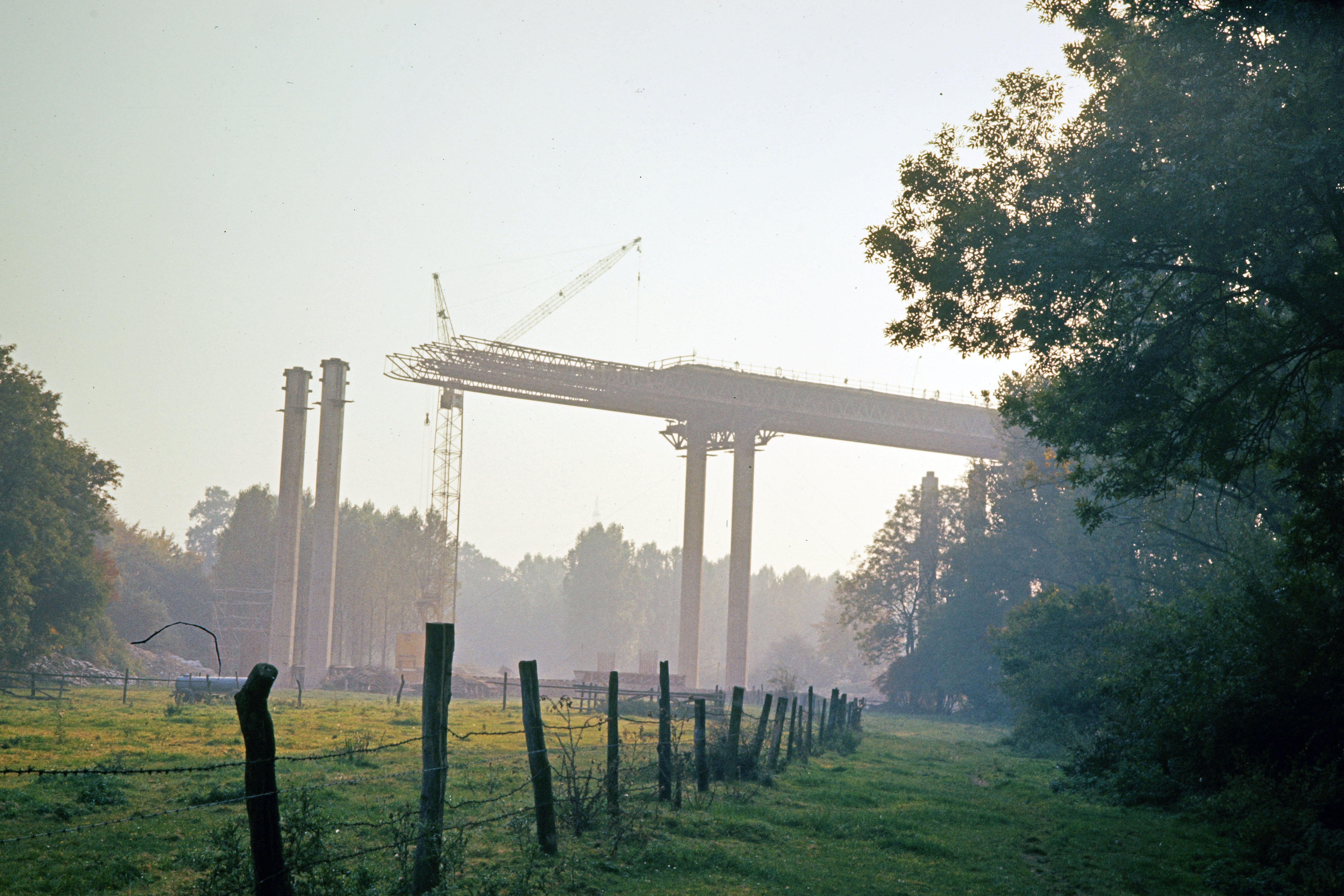
Talbrücke Pöppelsche bei Erwitte im Bau Anfang der 1970er Jahre
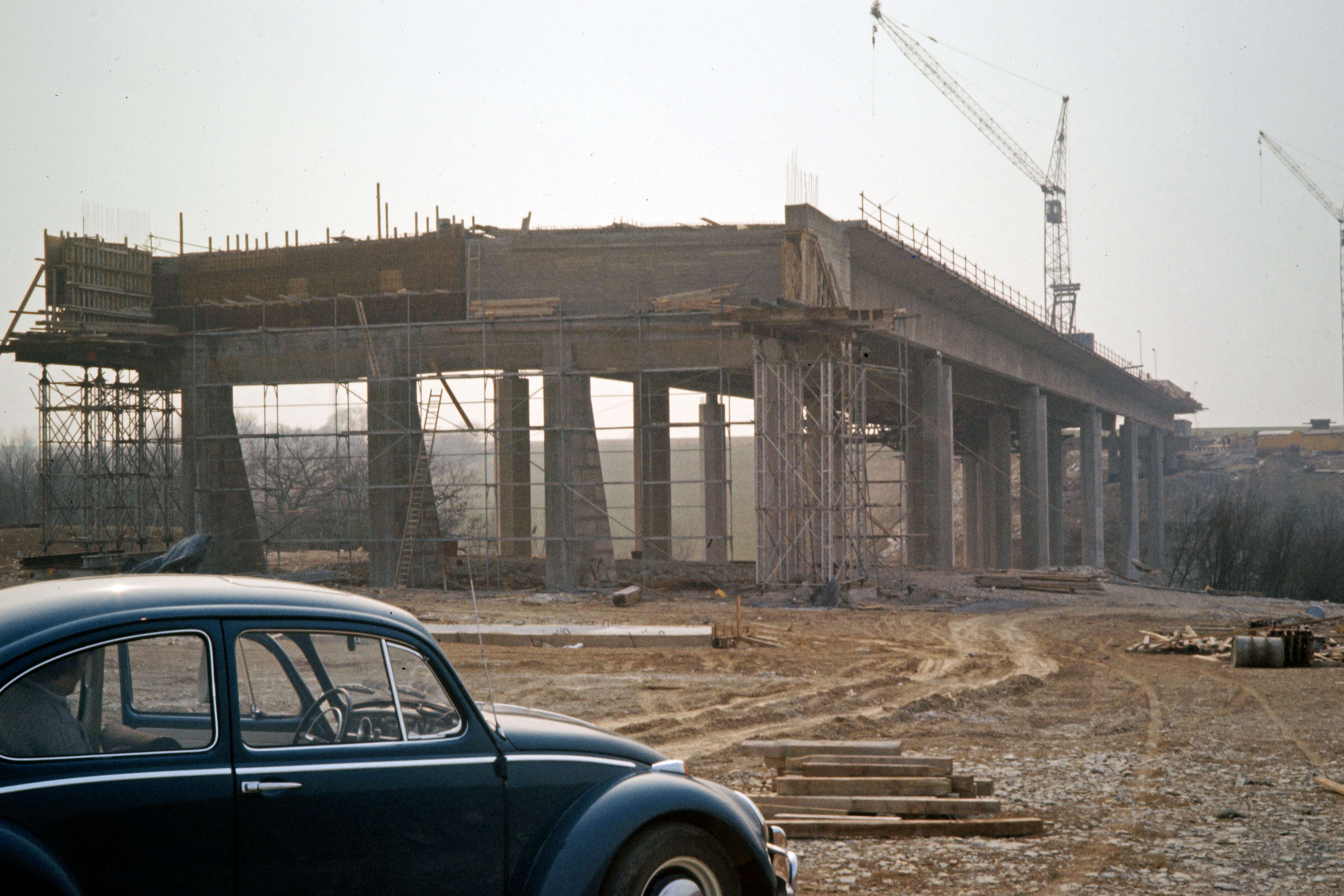
Frontansicht der Brückenbaustelle
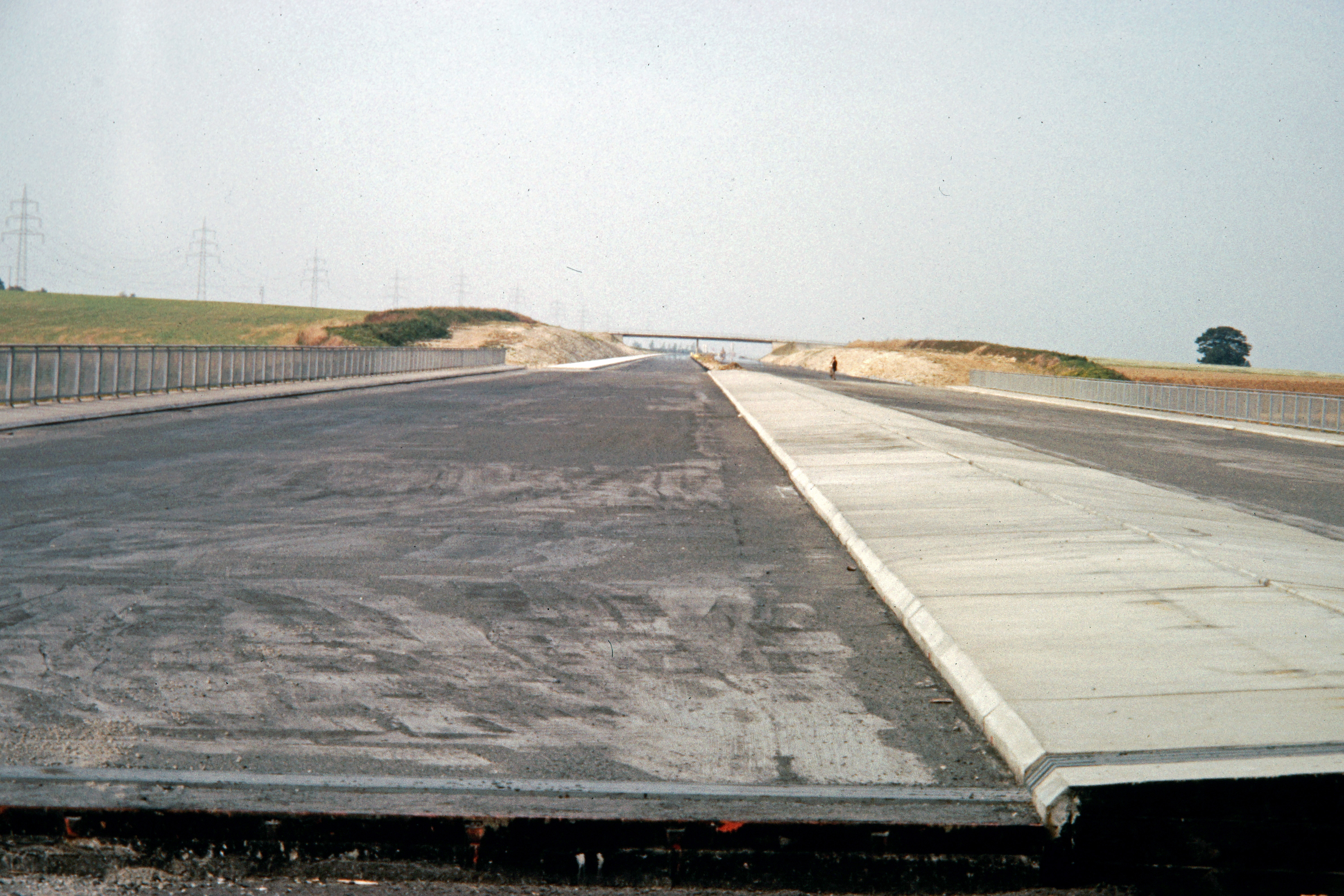
Trassenbau bei Erwitte, Anfang der 1970er Jahre
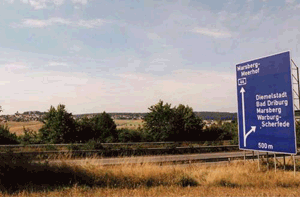
Bei der Anschlussstelle Diemelstadt, 2005

Da im selben Jahr im Zuge der Gebietsreform in Nordrhein-Westfalen die Gemeinde Haaren in die Stadt Wünnenberg eingemeindet wurde, änderte man kurzfristig vor Eröffnung der Strecke den Namen der Anschlussstelle „Haaren“ in „Wünnenberg“, sodass Haaren von den Wegweisern gänzlich verschwand. Bei der feierlichen Eröffnung der Strecke kam es zu Protestaktionen seitens Einwohner Haarens, bei denen die Fahrbahn blockiert wurde, sodass die Eröffnungskolonne nicht wie geplant stattfinden konnte. Wünnenberger Lokalpolitiker erwirkten schließlich beim Landesverkehrsministerium in Düsseldorf einen Kompromiss, sodass die Anschlussstelle, wie das spätere Autobahnkreuz, ab Oktober 1975 Wünnenberg-Haaren hieß. Bemerkenswerterweise trägt das Autobahnkreuz (noch 2025) diesen Namen, obwohl Wünnenberg seit dem Jahr 2000 Bad Wünnenberg heißt und das Voranstellen des Gemeinde- bzw. Städtenamens vor den Stadtteilnamen bei Orten mit weniger als 100.000 Einwohnern gegen die nordrhein-westfälischen Wegweisungs-Richtlinien verstößt.
Das letzte fertiggestellte Teilstück weist eine Besonderheit auf: Zwischen den Anschlussstellen Geseke und Büren ist die Autobahn schnurgerade, besitzt einen betonierten Mittelstreifen mit herausnehmbaren Leitplanken und an beiden Enden des Abschnitts große Parkplätze. Es führen keine Bauwerke über die Autobahn und die Freileitungsmasten in Fahrbahnnähe am westlichen Ende sind als Luftfahrthindernis mit einer rot-weißen Warnmarkierung gestrichen. Der Abschnitt sollte als Behelfs-Landepiste für Militärtransporter der US-Luftwaffe dienen, die ihn im Konfliktfall mit dem Warschauer Pakt nonstop aus den USA anfliegen sollten. Die Parkplätze sollten zum Entladen und Wenden der Flugzeuge genutzt werden. 2009 wurde die einfache Leitplanke durch eine normale, doppelte Leitplanke ersetzt, sodass der Behelfslandeplatz nicht mehr ohne weiteres nutzbar ist.

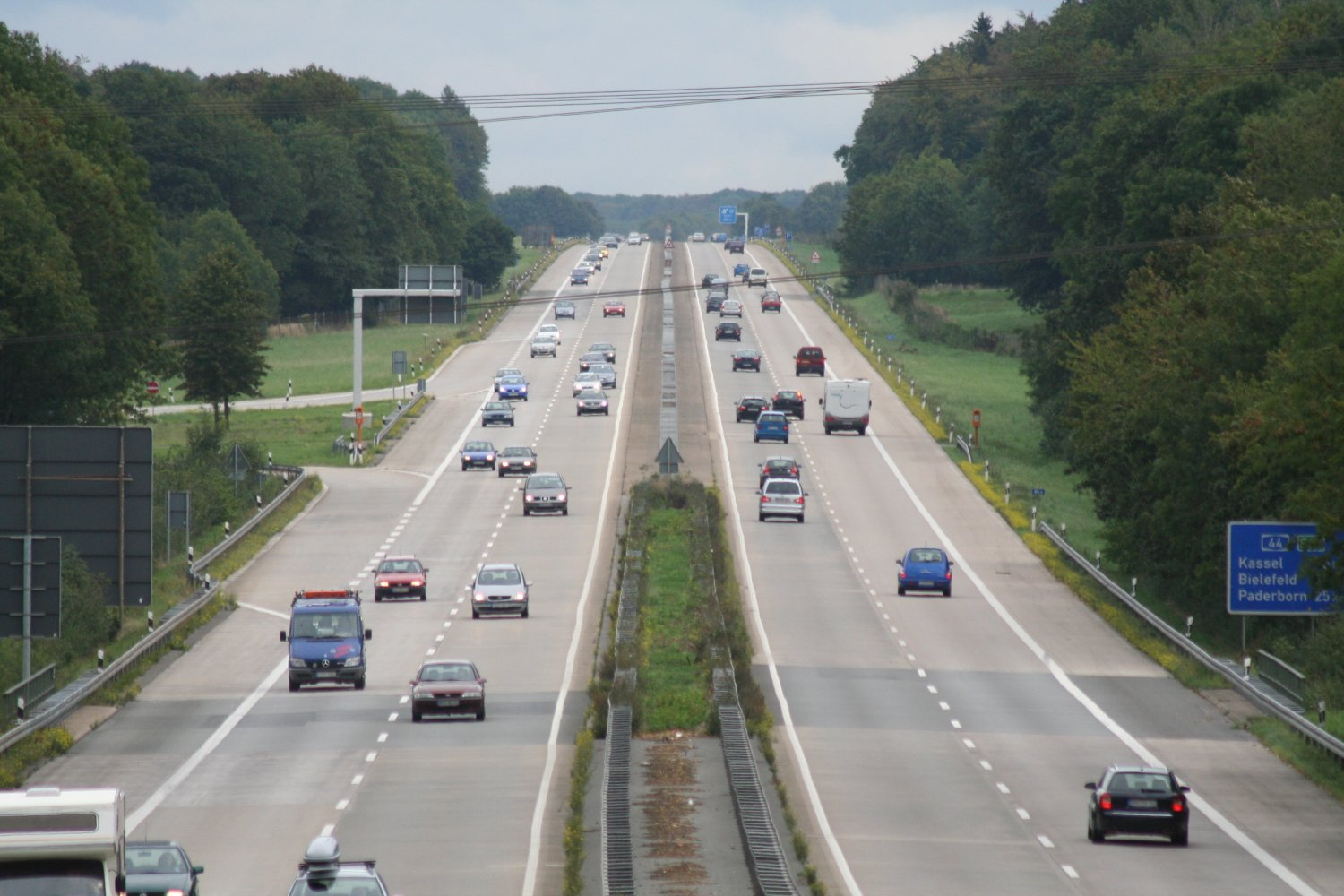
(ehemaliger) Behelfslandeplatz III/4 (Bild von 2006, vor dem Umbau)
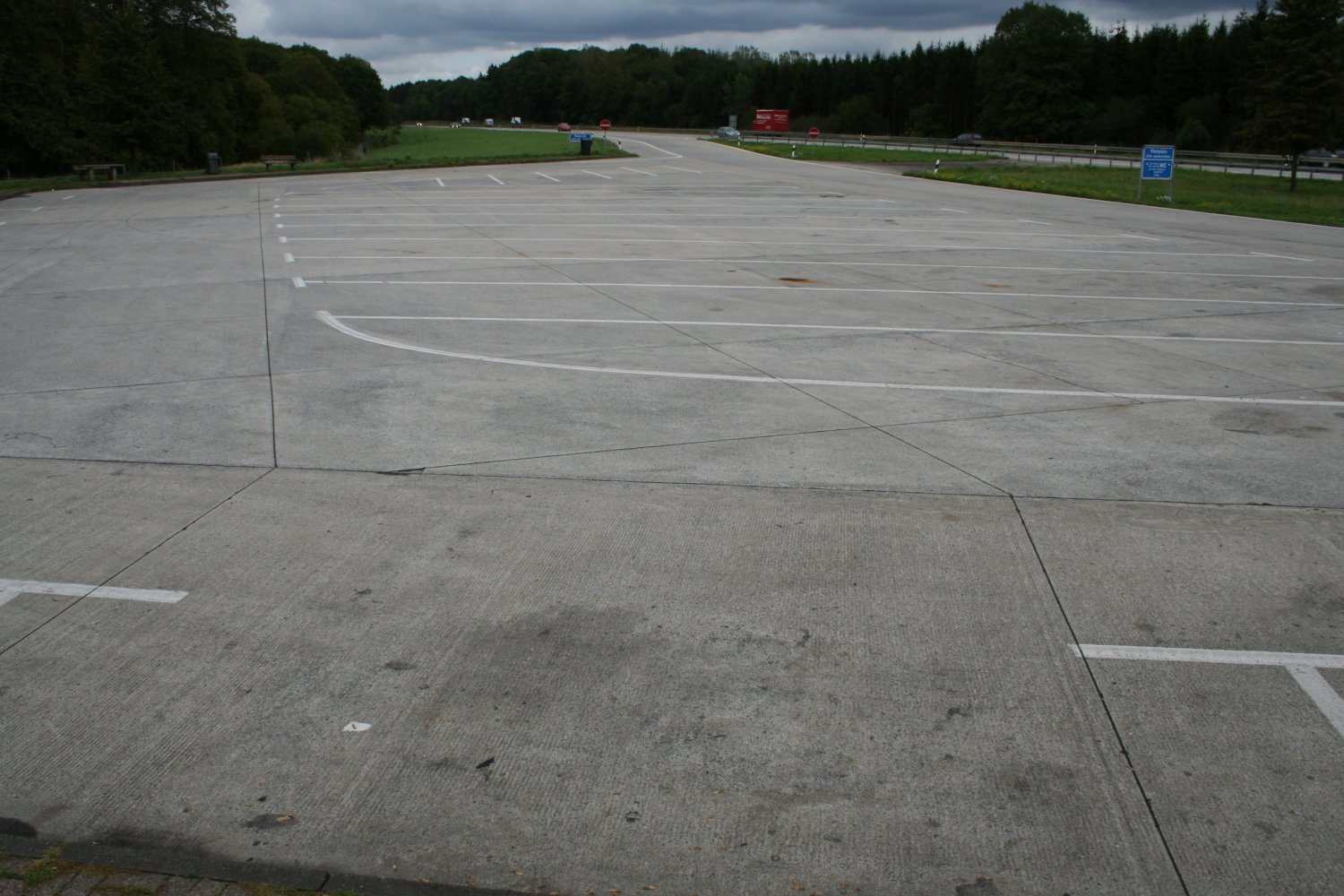
Großzügig dimensionierter Parkplatz als Abstellfläche für Flugzeuge
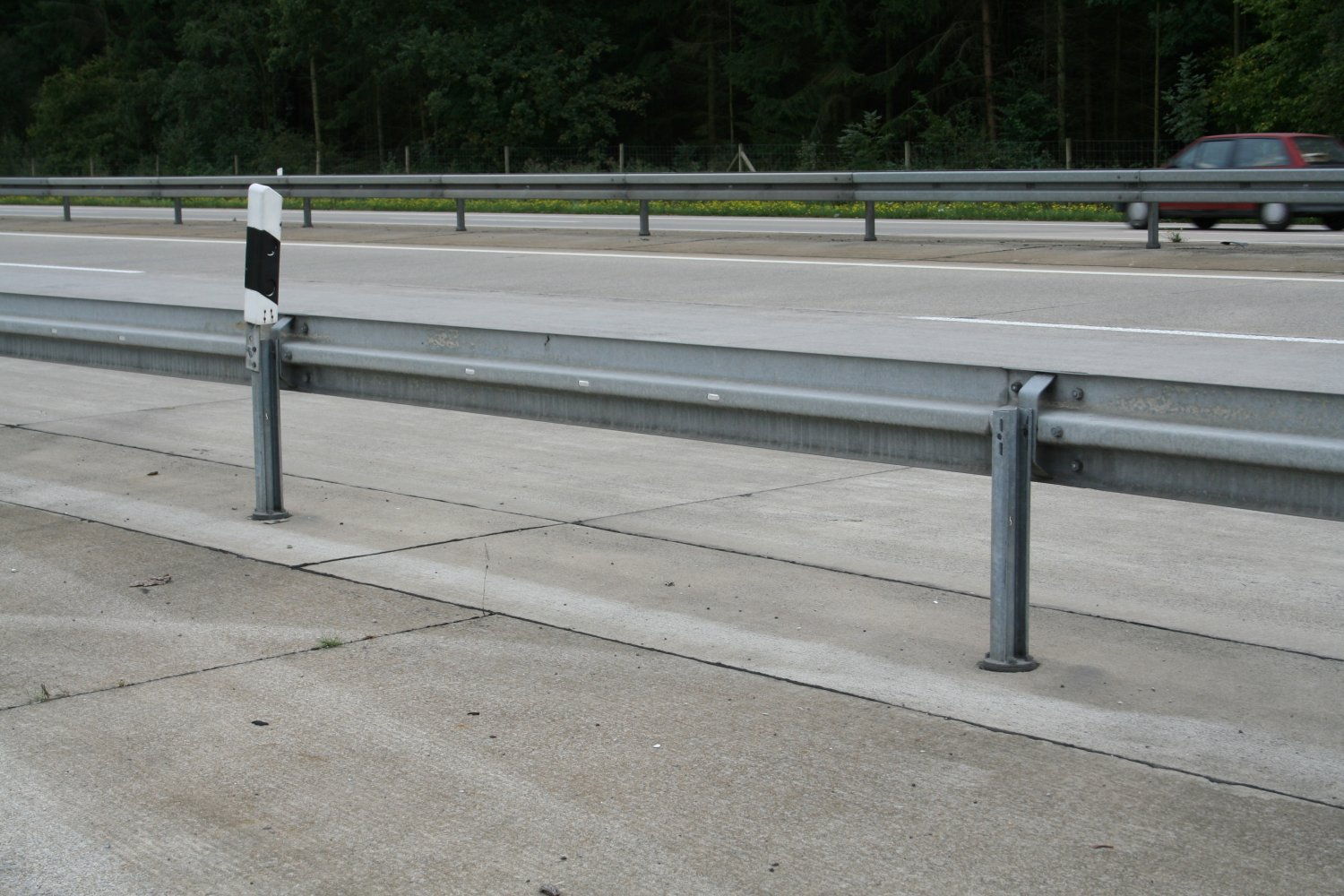
Herausnehmbare Leitplanken und betonierter Mittelstreifen

### Aachen–Mönchengladbach
Zwischen Aachen und Neuss war ein vierstreifiger Ersatzneubau parallel zur bestehenden B 1 als Ersatzbundesstraße 1 (EB 1) vorgesehen. Ab 1965 befand sich das Teilstück zwischen Jackerath und Hemmerden in Bau. Der erste fertiggestellte Abschnitt der EB 1 wurde 1968 zwischen dem Autobahnkreuz Aachen und Alsdorf dem Verkehr übergeben. Dabei handelte es sich um die Fortsetzung der vom Grenzübergang Lichtenbusch her kommenden Belgienlinie, die im Alsdorfer Stadtteil Begau in die eigentliche B 1 mündete.
Der Bedarfsplan des Gesetzes über den Ausbau der Bundesfernstraßen in den Jahren 1971 bis 1985 sah weiterhin den Bau der 58,4 km langen Neubaustrecke als Ersatzbundesstraße 1 zwischen Aachen und Neuss vor. Bis 1972 war die Strecke von Jackerath bis Grevenbroich bereits fertiggestellt. Ab 1973 liefen die Planungen nicht mehr als Ersatzbundesstraße, sondern als Autobahn – die A 201 sollte in ihrem Endausbau von Aachen über Neuss, Düsseldorf, Wuppertal und Hagen bis nach Arnsberg führen. Im Jahr 1975 wurden schließlich die letzten 30,6 km zwischen Alsdorf-Hoengen und Jackerath fertiggestellt, womit die Strecke zwischen Aachen und Neuss durchgehend unter Verkehr war. Zwei Jahre später, im Jahr 1977, wurde mit dem Bau des Autobahnkreuz Holz im Zuge des BAB 46-Abschnitts Heinsberg–Mönchengladbach ein kurzes Teilstück bis zur nächsten Anschlussstelle Mönchengladbach-Odenkirchen gebaut, diesmal bereits unter der Nummer BAB 44.

### Mönchengladbach–Ratingen
Ähnlich wie zwischen Aachen und Neuss war auch zwischen Mönchengladbach und Krefeld der vierstreifige Neubau einer Bundesstraße geplant, in diesem Fall der B 57. Dieser Straßenabschnitt galt aufgrund des hohen Verkehrsaufkommens und der unübersichtlichen Ortsdurchfahrt von Neersen als besonders unfallträchtig. Forderungen für eine Verlegung der Bundesstraße aus dem Ortsgebiet heraus gab es schon Mitte der 1950er Jahre. Die Planungen für die Ersatzbundesstraße 57 (EB 57) begannen schließlich im November 1961.
Nach siebenjähriger Planungs- und dreijähriger Bauzeit wurde am 20. Dezember 1968 schließlich das erste Teilstück der Ersatzbundesstraße 57 dem Verkehr übergeben. Dabei handelte es sich um die 5,5 km lange Strecke zwischen dem Kreuz Neersen und Münchheide. Da sich zur gleichen Zeit eine in Ost-West-Richtung verlaufende Ersatzbundesstraße zwischen Mönchengladbach und Düsseldorf als Ersatz für die B 7 in Planung befand, baute man südöstlich von Neersen als Bauvorleistung das Autobahnkreuz gleich mit. Das südliche Ende der Schnellstraße befand sich an einem provisorischen Übergang zur alten B 57 unmittelbar südlich des Kreuzungsbauwerks bei Neersen.
Der weitere Ausbau von Schnellstraßen im Zuge des Ersatzbundesstraßen-Programms wurde im Bedarfsplangesetz von 1971 gefestigt. Aufgelistet waren die Fortführung der EB 57 von Münchheide bis Krefeld sowie der Bau einer Verbindung von Krefeld nach Düsseldorf. Erst Ende der 1970er Jahre folgte in diesem Bereich der Bau weiterer Teilstücke, nachdem 1971 die Strecke Mönchengladbach–Düsseldorf als Ersatzbundesstraße 7 und bis 1972 die Strecke Krefeld–Köln, letztere bereits als Autobahn (A 14), fertiggestellt war. Spätestens mit Einführung des neuen Nummerierungsschemas zum 1. Januar 1975 wurden sämtliche Ersatzbundesstraßen zu Autobahnen hochgestuft. Dies galt auch für die Strecke Aachen–Düsseldorf, die zunächst als Bundesautobahn 53 (BAB 53), ab 1976 dann als Teil der Bundesautobahn 44 (BAB 44) geführt wurde.
Ein kurzer Abschnitt vom provisorischen Ende südlich von Neersen bis zur Anschlussstelle Mönchengladbach-Ost ging 1977 in Betrieb, als die Autobahn bereits die Nummer BAB 44 trug. Das Kreuz mit der Autobahn Krefeld–Köln bei Strümp, nun Teil der BAB 57, ging 1976 in Betrieb, zusammen mit einigen Kilometern der BAB 44 zwischen der Anschlussstelle Osterath westlich und einem provisorischen Anschluss östlich des Kreuzes. Das erste auf rechtsrheinischer Seite fertiggestellte Stück der Strecke war 1979 zwischen der L 455 (Reichswaldallee) und der Anschlussstelle Ratingen-Schwarzbach.
Noch bis in die 1990er Jahre war der heute zusammenhängende Abschnitt zwischen Mönchengladbach, Krefeld, Düsseldorf und Ratingen an vielen Stellen unterbrochen, es wurden immer nur einzelne kurze Teilstücke fertiggestellt. Bis 1983 folgte eine Verlängerung von Ratingen-Schwarzbach zur Anschlussstelle Ratingen-Ost, die nur wenige hundert Meter westlich der BAB 3 lag. Auch auf linksrheinischer Seite wurde die Autobahn verlängert, von Münchheide bis Krefeld-Forstwald parallel zur alten B 57. Auf Düsseldorfer Stadtgebiet ging 1985 der kurze Abschnitt Düsseldorf-Messe bis Düsseldorf-Stockum in Betrieb. Im Wesentlichen wurde dabei das großzügig angelegte Kreuzungsbauwerk mit der B 8 zwischen Duisburg und Düsseldorf fertiggestellt. Dieses besteht aus mehreren Brückenbauwerken und wird gleichzeitig von einer Stadtbahnstrecke durchquert.
Der Lückenschluss zwischen Mönchengladbach und Meerbusch wurde 1990 vollendet, als der Abschnitt von Krefeld-Forstwald bis Osterath in Betrieb ging. Im Düsseldorfer Norden folgte in drei Etappen die Durchbindung von der Anschlussstelle Düsseldorf-Messe (heute Düsseldorf-Messe/Arena) bis zur BAB 3. 1991 wurde die Autobahn zwischen dem Autobahnkreuz Düsseldorf-Nord, der Verbindung mit der BAB 52 im Abschnitt Düsseldorf–Essen und dem bisherigen provisorischen Anschluss an der Reichswaldallee fertiggestellt. In östliche Richtung besteht an dieser Stelle bis heute eine Auffahrt in Richtung Osten. Die beiden fehlenden Teilstücke zwischen Düsseldorf-Stockum und Düsseldorf-Flughafen sowie zwischen Ratingen-Ost und der BAB 3 (Autobahnkreuz Ratingen-Ost) wurden 1992 eröffnet. Das Autobahnkreuz wurde dabei so gebaut, dass eine Verlängerung der BAB 44 in Richtung Velbert möglich ist.

### Bau der Rheinquerung

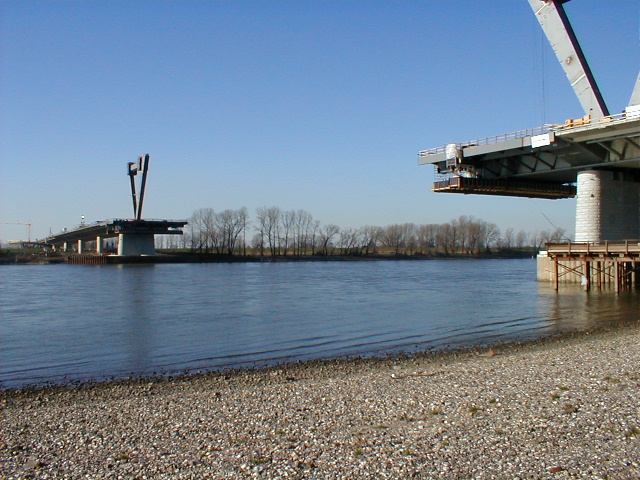
Flughafenbrücke im Bau (2001)

Das letzte noch fehlende Teilstück zwischen Mönchengladbach und Ratingen war die Rheinquerung zwischen Lank-Latum und der Düsseldorfer Messe. Zwar wurde die Linienbestimmung für diesen Abschnitt schon am 28. April 1977 durch Bundesverkehrsminister Kurt Gscheidle festgelegt, jedoch stellte man den Bau in diesem Bereich aus Umweltschutzgründen zunächst zurück. Bezug genommen wurde dabei auf ein landschaftsökologisches Gutachten im Auftrag der neu gegründeten Stadt Meerbusch aus dem Jahr 1973, das sich für den unbedingten Erhalt des Ilvericher Altrheins als naturnahe Landschaftszone inmitten eines stark besiedelten Ballungsraums aussprach. Ein neuer Entwurf sah im Jahr 1980 vor, den kompletten Abschnitt als Tunnelbauwerk auszuführen („Volluntertunnelung“). Diese Variante wurde 1988 aus Kostengründen jedoch wieder verworfen, stattdessen einigte man sich auf eine Kompromissvariante, die eine Rheinquerung als Brückenbauwerk, allerdings in Kombination mit zwei kürzeren Tunnelbauwerken im Bereich von Strümp und Ilverich vorsah. Das Planfeststellungsverfahren gemäß der Kompromissvariante wurde 1993 eingeleitet, sodass am 7. Februar 1996 der Planfeststellungsbeschluss stand. Die letzte Klage gegen den Bau der Autobahn wurde im März 1997 durch das Oberverwaltungsgericht Münster abgewiesen.
Offizieller Baubeginn für die Rheinquerung war der 26. Juni 1998. Es handelte sich zum damaligen Zeitpunkt um die größte und aufwändigste Straßenbaustelle Nordrhein-Westfalens. Die Brücke selbst wurde in Form einer Schrägseilbrücke mit auffälligen Pylonen ausgeführt, die in etwa die Form eines auf dem Kopf stehenden Dreiecks aufweisen. Durch diese Bauform konnte die Spannweite hoch, die Höhe der Pylone allerdings niedrig gehalten werden. Dies wurde erforderlich, da sich die Brücke in der Nähe des Flughafens Düsseldorf befindet. Von diesem leitet sich auch ihr offizieller Name (Flughafenbrücke) ab. Beide Tunnelbauwerke, die sich westlich an die Brücke anschließen, wurden in offener Bauweise errichtet und unterqueren naturnahe Flächen wie das Naturschutzgebiet Ilvericher Altrheinschlinge. Nach vierjähriger Bauzeit wurde die Autobahn zwischen Lank-Latum und Düsseldorf-Messe am 3. Juni 2002 freigegeben. Mit Inbetriebnahme dieses bereits sechsstreifig ausgebauten Teilstücks wurde der Autobahnring um Düsseldorf, der sich aus den Bundesautobahnen 3, 44, 46 und 57 zusammensetzt, geschlossen.

### Düsseldorf–Bochum–Dortmund

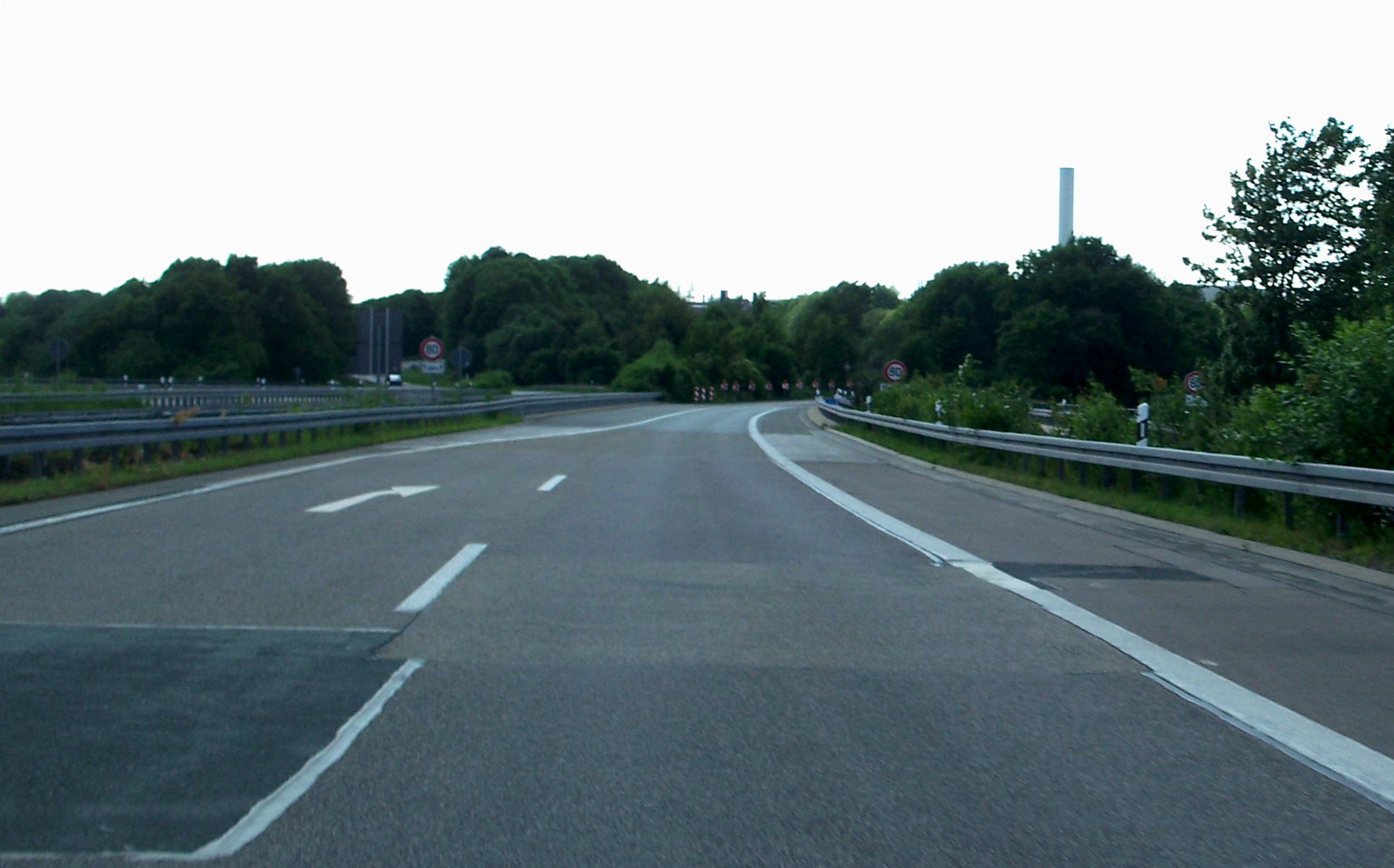
Ehemaliges Ausbauende der vormaligen BAB 44 in Bochum 2010, vor Baubeginn der BAB 448 (Opel-Querspange)

Die schon zur Zeit des Nationalsozialismus als Ergänzungsstrecke im Reichsautobahnnetz geplante Verbindung Düsseldorf–Bochum–Dortmund wurde in den 1960er Jahren wieder in die Planungen aufgenommen. Die meist kurz nur als DüBoDo bezeichnete Streckenführung am südlichen Rand des Ruhrgebiets entlang war politisch von Anfang an umstritten, da sie zahlreiche Ortschaften und Naherholungsgebiete durchschnitten hätte. Von Beginn an gab es Widerstand gegen den Bau der DüBoDo. Mehrere Bürgerinitiativen wurden aktiv, darunter Hattingen/Essen gegen die DüBoDo und Bochum gegen die DüBoDo.
Im 1971 in Kraft getretenen Plan für den Ausbau der Bundesfernstraßen in den Jahren 1971 bis 1985 war eine Streckenführung von Ratingen über Velbert und Hattingen in den Bochumer Süden vorgesehen. Bei Langenberg sollte die Autobahn weiter nach Nordosten führen, während der heutige Verlauf die Fortsetzung der B 227 bilden sollte. Sie wäre dann östlich an Kupferdreh und zwischen Burgaltendorf und Niederwenigern verlaufen, hätte bei Dahlhausen das Ruhrtal überquert, wäre in Weitmar auf den Bochumer Ring getroffen und von dort aus direkt nach Osten in Richtung Dortmund verlaufen. Anschließend war eine Führung durch den Dortmunder Süden quer durch die Stadtteile Hombruch, Kirchhörde, Lücklemberg, Hörde, Berghofen, Aplerbeck und Sölde geplant. Südlich von Holzwickede wäre die Ruhrtangente (Autobahn Bremen–Köln) gekreuzt worden, anschließend sollte sie parallel zur Autobahn Dortmund–Kassel südlich von Unna bis in Höhe Siddinghausen führen. Dort wäre sie in letztgenannte Strecke gemündet.
Das Erste Gesetz vom 5. August 1976 zur Änderung des Gesetzes über den Ausbau der Bundesfernstraßen in den Jahren 1971 bis 1985 führte zur Streichung der Planung zwischen Unna-Süd und Siddinghausen, diesmal bereits als BAB 44. Stattdessen sollte die Autobahn über die spätere Trasse der A 443 bzw. B 233 zum Kreuz Unna-Ost verlaufen. Das Zweite Gesetz vom 25. August 1980 zur Änderung des Gesetzes über den Ausbau der Bundesfernstraßen in den Jahren 1971 bis 1985, mit dem der Gesetzgeber auf Parallelplanungen verzichtete, enthielt die Planung im Dortmunder Süden nicht mehr. Auch das Dritte Gesetz vom 21. April 1986 zur Änderung des Gesetzes über den Ausbau der Bundesfernstraßen änderte hieran nichts.
Mit der deutschen Wiedervereinigung 1990 wurden auch die Folgen eines anwachsenden Ost-West-Verkehrs für das Ruhrgebiet diskutiert. Das Vierte Gesetz zur Änderung des Fernstraßenausbaugesetzes vom 15. November 1993 enthielt deshalb als „weiteren Bedarf“ eine Strecke vom Kreuz Dortmund/Witten durch den Dortmunder Süden bis zu einem Autobahndreieck mit der A 1 bei Holzwickede. Im bis 2015 geltenden Bundesverkehrswegeplan 2003 war diese Strecke nicht mehr enthalten, ebenfalls nicht im Bundesverkehrswegeplan 2030. Stattdessen ist langfristig die Verlängerung der A 40 (teils als Aufstufung der B 1) von Dortmund bis zur A 44 bei Unna vorgesehen.
In der Unterführung der Reichswaldallee in Düsseldorf ist seit dem 13. Oktober 2022 die Höchstgeschwindigkeit von 80 km/h auf 60 km/h beschränkt, welches auf deutschen Autobahnen eher selten zu sehen ist.

#### Teilstrecke A 45–Bochum
Anfang der 1970er Jahre wurde ein erstes Teilstück der DüBoDo gebaut. Dabei handelte es sich um die rund 10 km lange Querverbindung zwischen der Autobahn Münster–Wuppertal (ab 1975 BAB 43) und der Sauerlandlinie (ab 1975 BAB 45). Das Autobahnkreuz am östlichen Ende wurde zusammen mit 2 km Strecke zur Anschlussstelle Witten-Annen beim Bau der Sauerlandlinie, die hier 1971 fertiggestellt wurde, gleich mitgebaut und bereits für eine Fortsetzung der kreuzenden Strecke weiter nach Osten ausgelegt. Die Bauvorleistungen sind noch heute deutlich zu erkennen. Das restliche Stück zwischen Bochum und Witten-Annen wurde 1975 fertiggestellt.
Da ab 2009 der westliche und südliche Bochumer Ring zur neuen BAB 448 ausgebaut und mittels einer Neubaustrecke (so genannte Opel- oder Querspange) an die bisherige BAB 44 angeschlossen wurde, um eine Südumfahrung Bochums zu ermöglichen, ist der Abschnitt der BAB 44 zwischen Bochum und Dortmund ebenfalls zur BAB 448 umgewidmet.

#### Teilstrecke Bochum–Velbert
Im Stadtgebiet von Velbert ging 1985 ein weiteres DüBoDo-Teilstück in Betrieb, dabei handelte es sich im Wesentlichen um die Strecke durch den Tunnel Birth. Bis 1989 wurden ein paar weitere Kilometer in östliche Richtung fertiggestellt. Sie banden das kurze Autobahnstück am Dreieck Velbert-Nord an die autobahnähnliche B 224 nach Wuppertal an. Die als Autobahndreieck ausgeführte Anschlussstelle wurde 1991 fertiggestellt. Seit November 2008 ist die B 224 in diesem Bereich als Bundesautobahn 535 gewidmet.
Noch bis 2003 war der Lückenschluss zwischen Velbert und Bochum Teil der Bundesautobahnplanungen: Der Abschnitt war im Plan aus dem Jahr 1971 für den Ausbau der Bundesfernstraßen in den Jahren 1971 bis 1985 enthalten, das Erste Gesetz vom 5. August 1976 zur Änderung des Gesetzes über den Ausbau der Bundesfernstraßen in den Jahren 1971 bis 1985 ordnete den Abschnitt dabei der Dringlichkeitsstufe 1b zu. Mit dem Zweiten Gesetz vom 25. August 1980 zur Änderung des Gesetzes über den Ausbau der Bundesfernstraßen in den Jahren 1971 bis 1985 wurde die Strecke erstmals ersatzlos gestrichen. Mit dem Dritten Gesetz vom 21. April 1986 zur Änderung des Gesetzes über den Ausbau der Bundesfernstraßen wurde der Abschnitt dann als „weitere Planung“ wiederaufgenommen. Das Vierte Gesetz zur Änderung des Fernstraßenausbaugesetzes vom 15. November 1993 stufte den gesamten Abschnitt von Ratingen über Velbert nach Bochum als „vordringlichen Bedarf“ ein. In dem bis 2015 geltenden Bundesverkehrswegeplan 2003 wurde der Abschnitt erneut gestrichen.

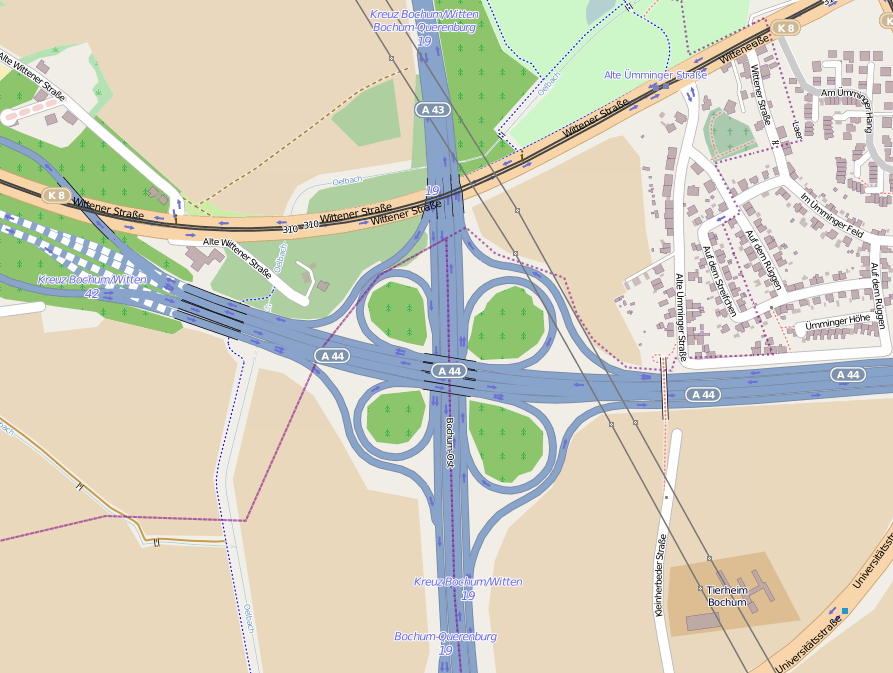
Das Kreuz Bochum/Witten wurde für eine Fortführung nach Westen in Richtung Velbert gebaut, mittlerweile führt die nach Westen führende Strecke als BAB 448 auf den Bochumer Ring.
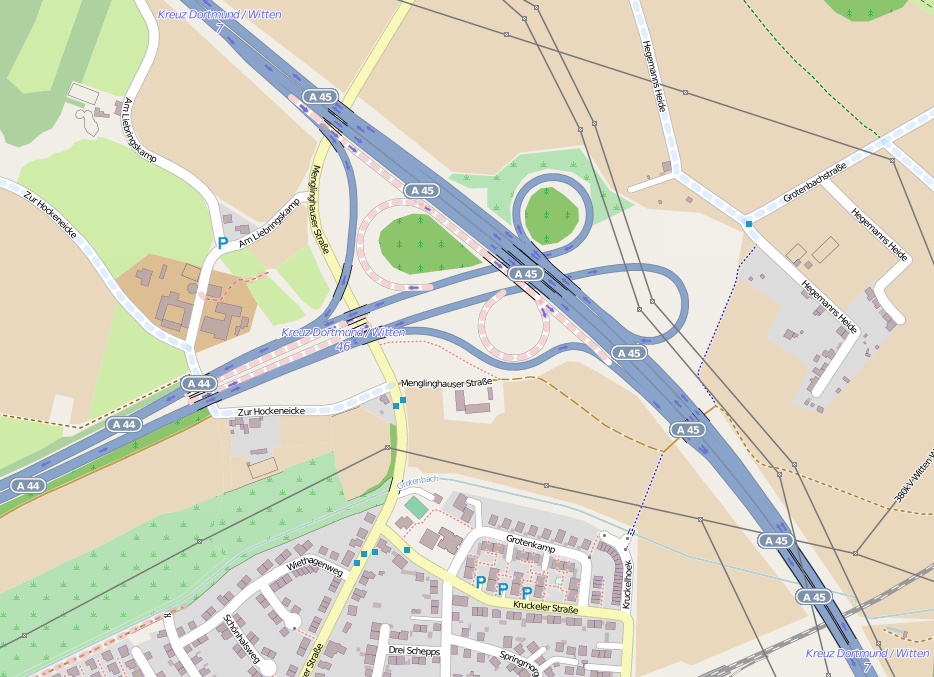
Das Kreuz Dortmund/Witten wurde beim Bau der Sauerlandlinie mit allen Verbindungsrampen gebaut, von denen die nach Osten führenden nie genutzt wurden.

Nach Aufgabe der DüBoDo-Pläne änderte man den Verlauf der BAB 44. Am 5. Dezember 2005 wurde die Bundesstraße 227 als Verlängerung vom Autobahnende bei Velbert-Langenberg bis Essen-Kupferdreh fertiggestellt. Dieses 32,6 Millionen Euro teure und 3,5 km lange Teilstück wurde etwa 4 Jahre nach Fertigstellung zum 1. Januar 2010 zur Bundesautobahn 44 hochgestuft. Im Bedarfsplan von 2016 wurde als „Weiterer Bedarf mit Planungsrecht“ der Bau eines Tunnels unter der Essener Ruhrallee zur direkten Verbindung der A 44 mit der A 52 aufgeführt.

#### Lückenschluss Heiligenhaus–Ratingen-Ost

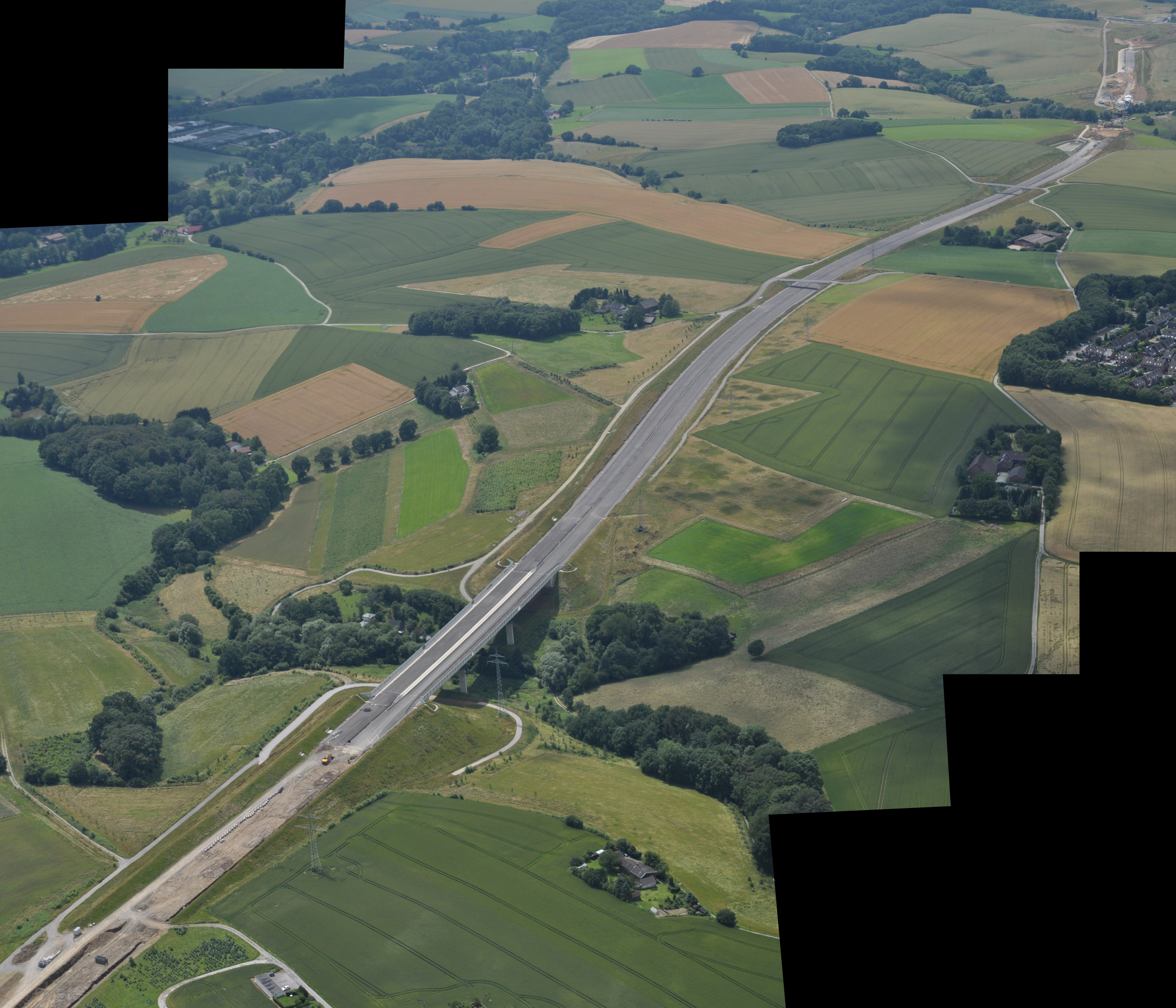
Lückenschluss der BAB 44 im Abschnitt Heiligenhaus–Hetterscheidt im Bau, 26. Juni 2016

Der knapp 10 km lange Lückenschluss zwischen Ratingen und Velbert befindet sich seit April 2010 im Bau. Insgesamt sind elf Brückenbauwerke erforderlich, davon fünf Talbrücken, außerdem umfangreiche Lärmschutzeinrichtungen. Die Baukosten wurden zu Beginn auf 222 Millionen Euro geschätzt und die Fertigstellung war bis 2015 geplant. Mehrere Klagen benachbarter Städte und von Privatpersonen führten zu erheblichen Verzögerungen. Das erste Teilstück zwischen den Anschlussstellen Heiligenhaus und Hetterscheidt wurde schließlich am 13. April 2018 für den Verkehr freigegeben. Der verbliebene Abschnitt zum Kreuz Ratingen-Ost befindet sich noch im Bau und soll frühestens 2025 fertiggestellt werden (siehe Abschnitt Lückenschluss Ratingen-Ost–Heiligenhaus).

### Kassel–Herleshausen
Die Weiterführung über Kassel hinaus zur BAB 4 bei Herleshausen war Bestandteil des im Jahr 1971 aufgestellten Plans für den Ausbau der Bundesfernstraßen in den Jahren 1971 bis 1985. Der Bedarfsplan des Ersten Gesetzes vom 5. August 1976 zur Änderung des Gesetzes über den Ausbau der Bundesfernstraßen in den Jahren 1971 bis 1985 enthielt die Linie im weiteren Bedarf. Mit dem Zweiten Gesetz vom 25. August 1980 zur Änderung des Gesetzes über den Ausbau der Bundesfernstraßen in den Jahren 1971 bis 1985 wurde diese Planung aufgegeben. Übrig blieb das zweistreifige Neubauprojekt der B 7n zwischen Oetmannshausen und Herleshausen. 1986 wurde mit dem Dritten Gesetz vom 21. April 1986 zur Änderung des Gesetzes über den Ausbau der Bundesfernstraßen auch dieses Vorhaben gestrichen.
Ohnehin war aufgrund der Lage im Zonenrandgebiet und der bereits existierenden Autobahnanbindung der DDR als eine der Transitstrecken nach West-Berlin der Bedarf für diese Autobahnstrecke sehr gering. Die Verhältnisse änderten sich jedoch schlagartig mit dem Fall der Mauer im November 1989 und der Wiedervereinigung im Jahr darauf. Für die Linie Niederrhein–Ruhrgebiet–Kassel–Erfurt–Chemnitz–Dresden wurde ein stark erhöhter Verkehrsbedarf vorhergesagt. Die Strecke wurde 1991 als Projekt Nr. 15 Teil der Verkehrsprojekte Deutsche Einheit wieder in die Planungen aufgenommen. Das VDE Nr. 15 umfasste neben dem Neubau des BAB-44-Abschnitts von Kassel nach Herleshausen auch den sechsstreifigen Ausbau der sich anschließenden BAB 4 zwischen Eisenach und Dresden sowie deren Weiterführung bis Görlitz.
Während die anderen VDE-Projekte im Straßenbau zügig umgesetzt wurden, gestalteten sich die Planungen zwischen Kassel und Eisenach schwierig. Als Ergebnis einer Trassenuntersuchung wurde die vor dem Zweiten Weltkrieg aufgestellte Planung verworfen. So wird künftig die Autobahn nicht durch die Söhre, sondern durch das Losse- und Wehretal führen, so dass das 1936 in dem Waldgebiet begonnene Brückenbauwerk, wie auch die vorbereitete Trasse, lediglich Baudenkmäler bleiben. Eine Bürgerinitiative kämpfte für eine andere, im Wesentlichen an der Vorkriegsplanung ausgerichteten Trassenführung.
Die Verlängerung der BAB 44 wird auf insgesamt 69,42 km Länge in elf Teilabschnitten, Verkehrskosteneinheiten (VKE) genannt, einerseits von „Hessen Mobil Kassel“ (Abschnitt Kassel–Waldkappel; 39,72 km; sieben VKE: VKE 01 bis 33) und andererseits von „Hessen Mobil Eschwege“ (Abschnitt Waldkappel–Herleshausen; 29,7 km; vier VKE: VKE 40.1 bis 60) geplant. Dazu gehört auch der Abschnitt VKE 01 (achtstreifiger Ausbau des gemeinsamen Abschnitts von A 7 und A 44), das im Zeitraum von 2010 bis 2022 realisiert wurde. Für die Neubaustrecke ist der Sonderquerschnitt 27 mit zwei 3,5 m breiten Fahrstreifen und einem 2,5 m breiten Standstreifen je Fahrbahn vorgesehen. Unter anderem sind 13 neue Tunnel mit einer Gesamtlänge von rund 14 km geplant, so dass die A 44 insgesamt etwa 21 km Tunnellänge hat (vgl. hierzu auch den weiter unten aufgeführten Abschnitt Tunnel.).
Während der Ausbau der BAB 4 zwischen Hessen und Thüringen vollständig abgeschlossen ist, befindet sich der Abschnitt der BAB 44 teilweise noch in der Planungs- und Bauphase. Fertiggestellt wurde bislang gut die Hälfte der Strecke; zwischen Helsa und Sontra ist die Autobahn befahrbar. Mit dem Bau des ersten Abschnitts, der Umfahrung des Hessisch Lichtenauer Ortsteils Walburg, wurde im Jahr 2001 nach Inkrafttreten des Planfeststellungsbeschlusses (5. April 2001) begonnen. Der erste Spatenstich wurde jedoch schon am 12. Mai 2000 gesetzt. Trotz der Länge von nur rund 4,4 km mussten zwei Tunnel- und zwei größere Brückenbauwerke errichtet werden. Mit Urteil vom 17. Mai 2002 (Az.: 4 A 28.01) stoppte das Bundesverwaltungsgericht den Bau jedoch, da der Planfeststellungsbeschluss nicht der Flora-Fauna-Habitat-(FFH)-Richtlinie entsprach. Nach späterer Wiederaufnahme der Bauarbeiten wurde der Abschnitt am 6. Oktober 2005 schließlich dem Verkehr übergeben.
Das zweite Teilstück zwischen den Anschlussstellen Hessisch Lichtenau-West und Hessisch Lichtenau-Mitte, das sich an den 2005 eröffneten Abschnitt westlich anschließt, wurde am 24. Juli 2014 feierlich für den Verkehr freigegeben. Dieses 2,2 km lange Teilstück führt durch den 704 m langen Schulbergtunnel. Baubeginn für den Abschnitt war mit dem ersten Spatenstich am 10. April 2008. Im Herbst 2013 war der Rohbau des Tunnels abgeschlossen, sodass der Bau der Fahrbahn beginnen konnte. Das Teilstück dient daneben auch als Ortsumfahrung der Kernstadt Hessisch Lichtenaus.
Der Bau des dritten Teilstücks von Hessisch Lichtenau nach Sontra wurde in fünf Abschnitten ausgeführt, von denen im September 2010 im ersten, im März 2011 im zweiten und im Oktober 2014 im dritten die Bauarbeiten begannen. Der Abschnitt ist 11,5 km lang und weist mit dem Tunnel Küchen ein 1370 m langes Tunnelbauwerk auf. Das Teilstück wurde am 13. April 2018 feierlich eröffnet. Am 7. Oktober 2022 wurde das 5,9 Kilometer lange Teilstück von Helsa-Ost bis zur Anschlussstelle Hessisch Lichtenau-West freigegeben. Am 9. Dezember 2024 folgte der zwölf Kilometer lange Abschnitt zwischen Waldkappel und Sontra-West.
Die beiden übrigen Teilstücke zwischen Kassel-Ost und Helsa-Ost sowie zwischen Sontra-West und Herleshausen (Autobahndreieck Wommen) befinden sich derzeit (Stand Dezember 2024) in Bau bzw. in der Planfeststellung.
Der Tunnel Holstein musste, nachdem das einzige Angebot zu einer Ausschreibung 2023 abgelehnt wurde, erneut ausgeschrieben werden. Die eigentliche geplante Freigabe für 2027 musste dadurch auf 2030 verschoben werden.

### Nummerierung
Zum Zeitpunkt des Baus hatten die verschiedenen Teilstücke unterschiedliche Bezeichnungen. Die Strecken Kreuz Aachen–Grenzübergang Lichtenbusch und Dortmund–Kassel waren von Anfang an als Autobahn ausgewiesen worden. Alle bis Anfang der 1970er Jahre gebauten Abschnitte zwischen Aachen und Düsseldorf waren zunächst als Ersatzbundesstraßen geführt worden, da sie parallel zur Trasse der Bundesstraßen 1 (Aachen–Holz) und 57 (Holz–Krefeld) führten. Ab etwa 1973 wurden dann auch die als Ersatzbundesstraße geführten Abschnitte zu Autobahnen aufgestuft.
Der kurze Abschnitt bei Aachen an die belgische Grenze war Teil der A 15, die weiter über Köln, Frankfurt am Main und Nürnberg in Richtung Passau führte. Zwischen Dortmund und Kassel hatte die Autobahn die Nummer A 16, die in ihrem damals geplanten Endausbau über Kassel hinaus über Eisenach, Erfurt und Dresden bis Bautzen weitergeführt worden wäre. Ab 1973 wurde auch der Abschnitt vom Kreuz Aachen bis zum Kreuz Holz als Bundesautobahn mit der Bezeichnung A 201 gewidmet, diese sollte dann weiter über Neuss, Düsseldorf, Wuppertal und Hagen nach Arnsberg führen. Der Abschnitt ab Kreuz Holz über Krefeld und Düsseldorf bis Dortmund (DüBoDo) wurde zur A 140.
Mit Inkrafttreten der neuen Netzstruktur 1975 wurde der Abschnitt von der deutsch-belgischen Grenze bei Lichtenbusch bis zum Flughafen Düsseldorf als Bundesautobahn 53 (BAB 53) gewidmet. An dieser Stelle war zu dieser Zeit ein Kreuz mit der BAB 59 geplant. Der Abschnitt vom Kreuz Düsseldorf-Nord, diesmal mit der BAB 52, bis nach Eisenach als BAB 44. Durch das Erste Gesetz vom 5. August 1976 zur Änderung des Gesetzes über den Ausbau der Bundesfernstraßen in den Jahren 1971 bis 1985 wurde auch der Abschnitt Aachen–Düsseldorf Teil der BAB 44.

### Liste der Verkehrsfreigaben
| Abschnitt                                                    | Jahr         | km      | Bemerkungen                                                             |
| ------------------------------------------------------------ | ------------ | ------- | ----------------------------------------------------------------------- |
| Grenzübergang Lichtenbusch–AS Aachen-Brand                   | 1964         | 4,4 km  |                                                                         |
| AS Aachen-Brand–Kreuz Aachen                                 | 1963         | 7,7 km  |                                                                         |
| Kreuz Aachen–AS Alsdorf                                      | 1968         | 8,1 km  | Zunächst als Ersatzbundesstraße 1 (EB 1), ab 1975 BAB 53, 1976 BAB 44   |
| AS Alsdorf–Kreuz Jackerath                                   | 1975         | 30,9 km | als BAB 53, ab 1976 BAB 44                                              |
| Kreuz Jackerath–Kreuz Holz                                   | 1972         | 7,2 km  | Zunächst als Ersatzbundesstraße 1 (EB 1), ab 1975 BAB 53, 1976 BAB 44   |
| Kreuz Jackerath–Kreuz Holz                                   | 2018         | 9,5 km  | Neubau wegen des Tagebaus Garzweiler gemeinsam als BAB 44 & BAB 61      |
| Kreuz Holz–AS Mönchengladbach-Odenkirchen                    | 1977         | 3,9 km  |                                                                         |
|                                                              |              |         |                                                                         |
| AS Mönchengladbach-Ost–prov. Anschluss südlich Kreuz Neersen | 1977         | 2,0 km  |                                                                         |
| prov. Anschluss südlich Kreuz Neersen–AS Münchheide          | 1968         | 5,5 km  | Zunächst als Ersatzbundesstraße 57 (EB 57), ab 1975 BAB 53, 1976 BAB 44 |
| AS Münchheide–AS Krefeld-Forstwald                           | 1983         | 2,2 km  |                                                                         |
| AS Krefeld-Forstwald–AS Osterath                             | 1990         | 5,6 km  |                                                                         |
| AS Osterath–AS Lank-Latum                                    | 1976         | 3,7 km  |                                                                         |
| AS Lank-Latum–AS Düsseldorf-Messe/Arena                      | 2002         | 5,9 km  |                                                                         |
| AS Düsseldorf-Messe/Arena–AS Düsseldorf-Stockum              | 1985         | 2,1 km  |                                                                         |
| AS Düsseldorf-Stockum–Kreuz Düsseldorf-Nord                  | 1992         | 5,3 km  |                                                                         |
| Kreuz Düsseldorf-Nord–Anschluss Reichswaldallee              | 1991         | 2,6 km  |                                                                         |
| Anschluss Reichswaldallee–AS Ratingen-Schwarzbach            | 1979         | 3,0 km  |                                                                         |
| AS Ratingen-Schwarzbach–AS Ratingen-Ost                      | 1983         | 1,2 km  |                                                                         |
| AS Ratingen-Ost–Kreuz Ratingen-Ost                           | 1992         | 0,9 km  |                                                                         |
|                                                              |              |         |                                                                         |
| AS Heiligenhaus–AS Hetterscheidt                             | 2018         | 4,2 km  |                                                                         |
| AS Hetterscheidt–AS Velbert-Nord                             | 1985         | 2,2 km  |                                                                         |
| AS Velbert-Nord–AS Langenberg                                | 1989         | 3,4 km  |                                                                         |
| AS Langenberg–AS Essen-Kupferdreh                            | 2005, 2010   | 3,5 km  | Gebaut als B 227, Aufstufung zur BAB 44 am 1. Januar 2010               |
| AS Essen-Kupferdreh–AS Essen-Heisingen                       | 1976/7, 2010 | 2,2 km  | Gebaut als B 227, Aufstufung zur BAB 44 am 1. Januar 2010               |
|                                                              |              |         |                                                                         |
| Kreuz Dortmund/Unna–AS Soest-Ost                             | 1972         | 38,8 km |                                                                         |
| AS Soest-Ost–Kreuz Wünnenberg-Haaren                         | 1975         | 38,2 km |                                                                         |
| Kreuz Wünnenberg-Haaren–AS Diemelstadt                       | 1972         | 24,4 km |                                                                         |
| AS Diemelstadt–AS Breuna                                     | 1971         | 16,8 km |                                                                         |
| AS Breuna–AS Zierenberg                                      | 1970         | 13,4 km |                                                                         |
| AS Zierenberg–Kreuz Kassel-West                              | 1968         | 14,0 km |                                                                         |
| Kreuz Kassel-West–Dreieck Kassel-Süd                         | 1962, 1971   | 4,7 km  | Zunächst einbahnige Kraftfahrstraße, Erweiterung zur Autobahn 1971      |
|                                                              |              |         |                                                                         |
| AS Helsa-Ost-AS Hessisch Lichtenau-West                      | 2022         | 5,9 km  |                                                                         |
| AS Hessisch Lichtenau-West–AS Hessisch Lichtenau-Mitte       | 2014         | 2,7 km  |                                                                         |
| AS Hessisch Lichtenau-Mitte–AS Hessisch Lichtenau-Ost        | 2005         | 4,4 km  |                                                                         |
| AS Hessisch Lichtenau-Ost–AS Waldkappel                      | 2018         | 12,0 km |                                                                         |
| AS Waldkappel-AS Sontra West                                 | 2024         | 11,8 km |                                                                         |

## Abriss und Wiederaufbau zwischen Jackerath und Holz

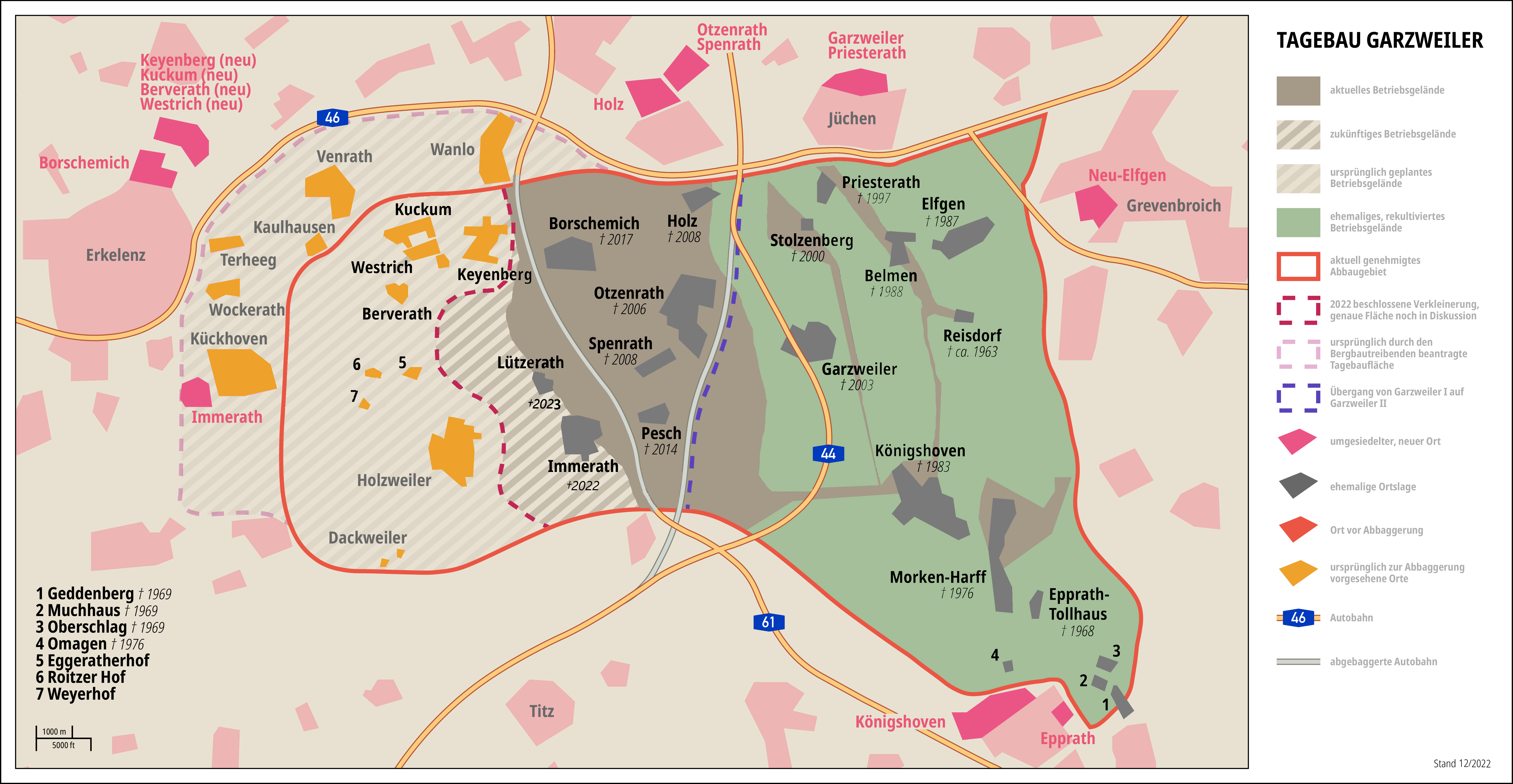
Übersichtskarte

Der Abschnitt zwischen den Autobahnkreuzen Jackerath und Holz (Teilstrecke Aachen–Mönchengladbach) führte durch ein Gebiet, das als Erweiterung für den Tagebau Garzweiler ausgewiesen wurde. Nach dem Zusammenschluss der beiden kleineren Braunkohletagebaue Frimmersdorf-West und Frimmersdorf-Süd zum Großtagebau Garzweiler im Jahr 1983 bildete die BAB 44 zunächst die westliche Begrenzung des Abbaufelds.

Im Braunkohlenplan der nordrhein-westfälischen Landesregierung, der am 31. März 1995 genehmigt wurde, war das Erweiterungsfeld westlich der BAB 44 als Garzweiler II ausgewiesen. Ursprünglich sollte das Abbaugebiet westlich bis zur BAB 46 bei Erkelenz reichen, nach der Reduktion der Fläche endete das Gebiet allerdings westlich der nahezu parallel zur BAB 44 verlaufenden BAB 61, die in einem späteren Stadium des Tagebaus ebenfalls abgerissen wurde. Die BAB 44 nimmt mit einer sechsstreifigen Neubaustrecke auf leicht veränderter Trasse wiederum den Verkehr der BAB 61 auf. Ab etwa dem Jahr 2035, wenn der Braunkohleabbau im Tagebau Garzweiler II beendet wird, sollten beide Autobahnen ursprünglich wieder zur Verfügung stehen.
Da Mitte 2006 der Braunkohleabbau im Erweiterungsfeld Garzweiler II beginnen sollte, musste die BAB 44 bis dahin für den Verkehr gesperrt und anschließend, wie sämtliche Bauwerke im Abbaugebiet, abgerissen werden. Im Vorfeld des Abrisses wurde als Ausgleichsmaßnahme für den erwarteten Anstieg des Verkehrs die BAB 61 zwischen den Kreuzen Wanlo und Jackerath von vier auf sechs Fahrstreifen erweitert. Als Ersatz für die wegfallende Anschlussstelle Otzenrath auf der BAB 44 wurde südlich des Kreuzes Wanlo eine zusätzliche Anschlussstelle gebaut. Im Kreuz selbst wurde die Verbindung Neuss (BAB 46)–Koblenz (BAB 61) in eine zweistreifige Direktrampe umgebaut. Das umgebaute Kreuz und die Anschlussstelle wurden zusammen mit dem sechsstreifigen Abschnitt der BAB 61 am 23. September 2005 dem Verkehr übergeben.
Etwa drei Wochen später wurde am 14. Oktober 2005 der Abschnitt der BAB 44 zwischen Jackerath und Holz für den Verkehr gesperrt und schließlich aus dem offiziellen Netzplan herausgenommen. Die Abrissarbeiten konnten somit beginnen, sodass im Juni 2006 der Braunkohleabbau im Feld Garzweiler II beginnen konnte.

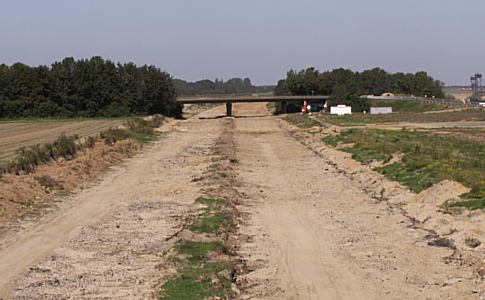
Im Abriss befindliche BAB 44 nördlich von Jackerath, September 2006
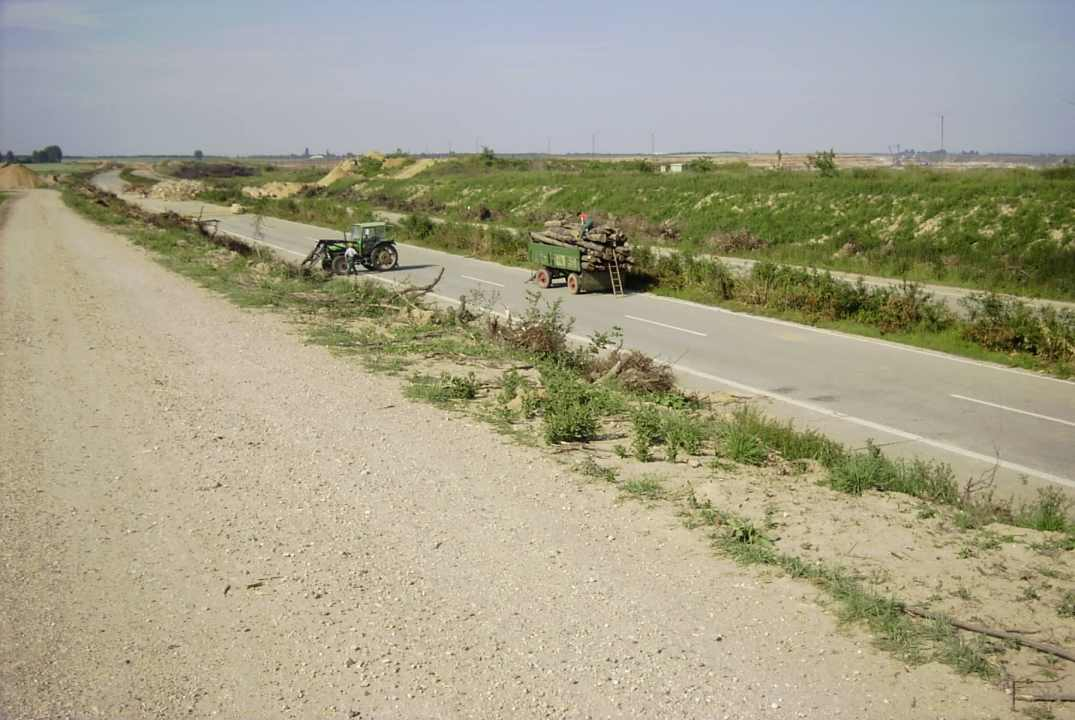
Abrissarbeiten an der ehemaligen Anschlussstelle Otzenrath, Juni 2006
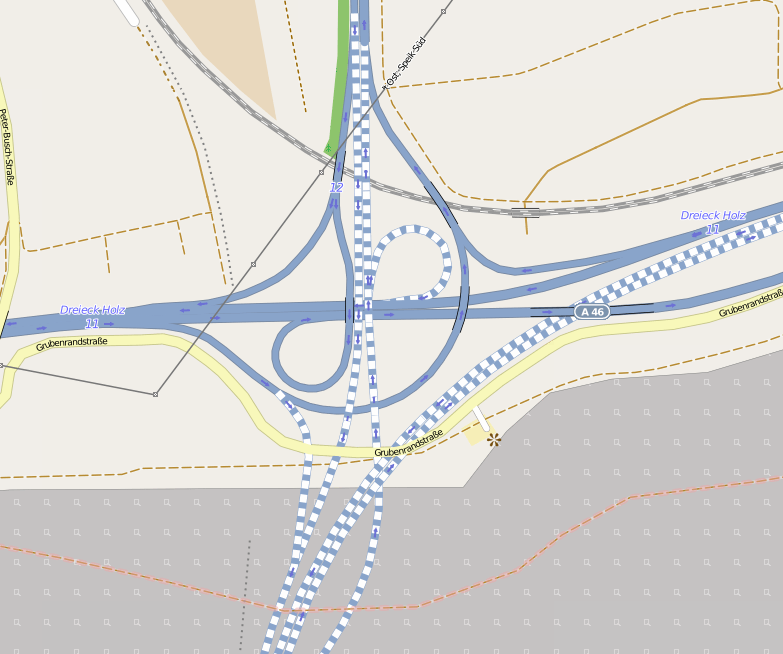
Autobahnkreuz Holz mit abgeschnittener Verbindung zur BAB 44 Richtung Aachen – von 2005 bis 2018 als Dreieck Holz ausgeschildert

Nachdem sich der Tagebau weiter nach Westen voran gearbeitet hatte, begannen am 31. Mai 2012 die Arbeiten für den Wiederaufbau der BAB 44 zwischen Jackerath und Holz. Die Streckenführung entspricht allerdings nicht der ursprünglichen vor dem Abriss 2005, da in diesem Gebiet nach wie vor Braunkohleabbau stattfand. Die neue BAB 44 wird stattdessen in einem weiten Bogen östlich um das Tagebauloch herumgeführt, wobei die Bandanlagen des Tagebaus überquert werden und die Trasse auf dem breiten Damm verläuft, der das westliche Abbaugebiet Garzweiler II von dem größtenteils in der Rekultivierung befindlichen Tagebau Garzweiler I östlich trennt.
Neben dem Neubau der BAB 44 wurde auch der Abschnitt Kreuz Wanlo–Kreuz Holz der BAB 46 von vier auf sechs Fahrstreifen erweitert, da der Verkehr der BAB 61 dieser Strecke folgt, um schließlich weiter in Richtung Venlo zu fahren. Der Ausbau begann in diesem Bereich Mitte September 2014 und wurde 2016 fertiggestellt.
Bedingt durch den geänderten Trassenverlauf wurde das Kreuz Jackerath südlich des bestehenden Kreuzes als völlig neuer Knotenpunkt errichtet und das alte Kreuzungsbauwerk, zusammen mit einem kurzen Abschnitt der BAB 44 zwischen Jackerath und Titz, stillgelegt. Im Kreuz Holz wurde die BAB 44 wieder so angeschlossen, wie es auch vor 2005 der Fall gewesen war – mit einer auf die BAB 46 in Richtung Neuss führenden durchgehenden Fahrbahn. Lediglich die Verbindung Aachen (BAB 44)–Heinsberg (BAB 46) wurde, um den Verkehr der BAB 61 mit aufnehmen zu können, als zweistreifige Direktverbindung umgebaut.
Ursprünglich sollte die neue BAB 44 im Sommer 2017 dem Verkehr übergeben werden, allerdings verzögerten sich die Bauarbeiten, sodass die Fertigstellung auf 2018 verschoben wurde. In zwei Schritten wurde nach Abschluss der Bauarbeiten der Verkehr schließlich von der BAB 61 auf die neue BAB 44 gelegt – am 1. Juli 2018 in Richtung Norden und am 29. August 2018 in Richtung Süden. Gleichzeitig wurde die entsprechende Richtungsfahrbahn der BAB 61 gesperrt, lediglich die Rampen zu den Anschlussstellen Mönchengladbach-Wanlo (von Norden her) und Jackerath (von Süden her) sind wegen der Anschlussstellen nach wie vor in Betrieb. Der Abriss der BAB 61 begann kurz nach Verkehrsfreigabe der BAB 44.
Die Kosten des Gesamtprojektes – Abriss und Neubau der BAB 44 inklusive eines Neubaustückes südlich des Dreieckes Jackerath, Erweiterung BAB 61 auf sechs Fahrstreifen, Erweiterung der BAB 46 auf sechs Fahrstreifen, der Umbau des heutigen Autobahndreieckes Wanlo, der Umbau der Autobahnkreuzes Holz, der räumlich versetzte Neubau des heutigen Dreiecks Jackerath und schließlich die Sperrung der BAB 61 – wurden in Höhe von etwa 120 Millionen Euro durch das RWE-Tochterunternehmen RWE Power übernommen. Der Bund beteiligte sich mit weiteren 6 Millionen Euro. Ein Wiederaufbau der Bundesautobahn 61 war nach Fortschreiten des Tagebaus ab 2035 vorgesehen, ist jedoch seit spätestens 2022 nicht mehr geplant. Hintergrund ist, dass durch den Kohleausstieg 2030 die Autobahn aufgrund der
veränderten Geometrie und Lage des Tagebaurestsees nicht wie vorgesehen wiederhergestellt werden kann.

Altes und neues Kreuz Jackerath
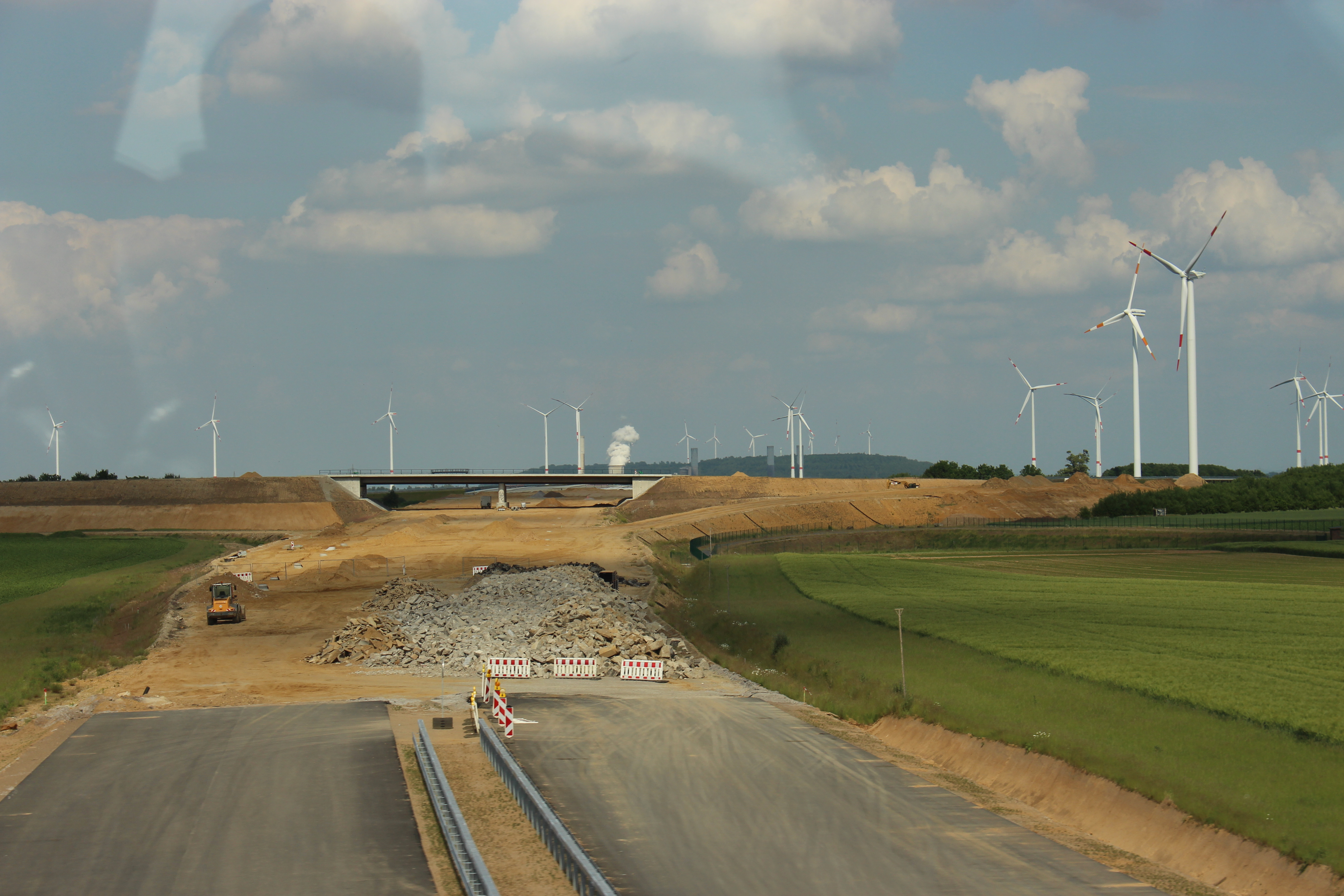
Neubau der BAB 44, Mai 2017
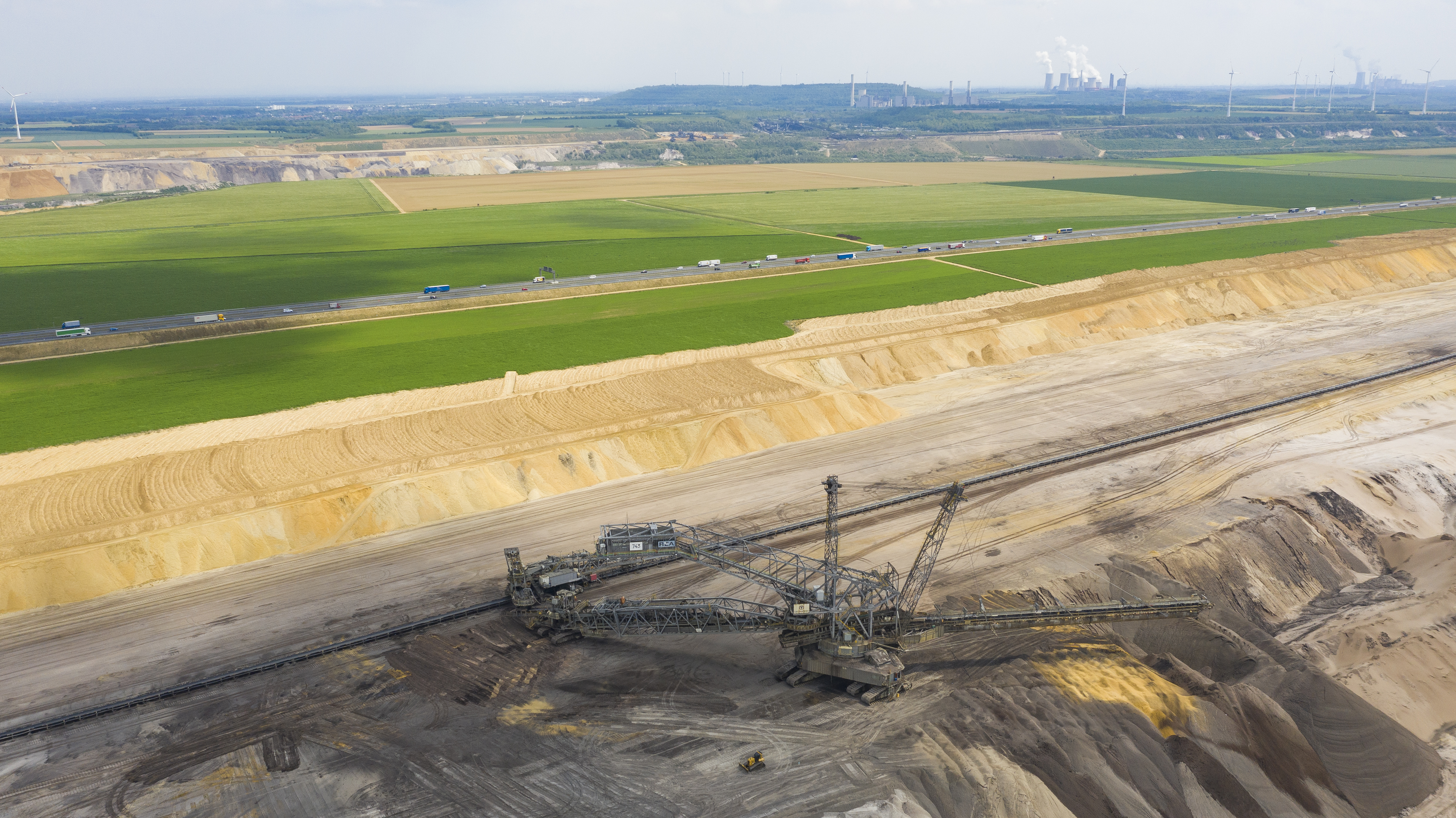
Neue BAB 44 zwischen beiden Tagebaufeldern, Mai 2019
Kreuz Holz nach Wiederaufbau der BAB 44

Bedingt durch die exponierte Lage der neuen Trasse kam es seit der Eröffnung schon mehrfach zu Vollsperrungen des Abschnitts, nachdem LKW-Anhänger durch Sturmböen umgeweht wurden oder Staub des benachbarten Tagebaus aufgewirbelt wurde. Für LKW und Kraftfahrzeuge mit Anhänger gilt in diesem Bereich eine Geschwindigkeitsbeschränkung von 60 km/h, außerdem wurden mehrere Windsäcke aufgestellt.

## Verkehrsaufkommen
Die meisten Abschnitte der BAB 44 haben eine regionale Bedeutung, da in erster Linie verschiedene Städte der Metropolregion Rhein-Ruhr angebunden werden und die Autobahn nicht durchgehend verläuft. So sind die Städte Mönchengladbach, Düsseldorf und Essen z. B. schneller und auch direkter über die BAB 52 erreichbar. Eine wirkliche überregionale Bedeutung hat nur das längste durchgehende Teilstück zwischen Dortmund und Kassel, das seit der politischen Wende 1989/90 und der Grenzöffnung auch ein Stück einer wichtigen Transitroute zwischen den niederländischen Seehäfen, dem Ruhrgebiet und den osteuropäischen Ländern darstellt. Das LKW-Aufkommen auf der vierstreifigen Strecke ist dementsprechend relativ hoch. Der Weiterbau von Kassel bis zur BAB 4 kurz vor Eisenach wird daher eine Entlastung für die vielbefahrenen Abschnitte der BAB 7 und BAB 4 zwischen Kassel, dem Kirchheimer Dreieck und Eisenach bewirken. Beide Strecken weisen aufgrund ihres Alters eine veraltete Trassenführung mit engen Kurvenradien, starken Längsneigungen und teilweise fehlendem Standstreifen auf.
Der Abschnitt vom Kreuz Meerbusch bis zum Kreuz Düsseldorf-Nord, der den nördlichen Teil des Düsseldorfer Autobahnrings bildet, wurde schon bei seiner Errichtung mit sechs Fahrstreifen ausgestattet. Dies gilt auch für den seit 2017 zur BAB 448 gehörenden Streckenteil zwischen Bochum und Dortmund. Ebenfalls sechsstreifig ausgeführt ist das neu errichtete Teilstück zwischen dem Kreuz Jackerath und dem Kreuz Holz, mit dem der Tagebau Garzweiler umfahren wird.
Abschnitte mit DTV von mehr als 70.000 pro Tag
| Abschnitt                                       | DTV    |
| ----------------------------------------------- | ------ |
| AS Lank-Latum – AS Düsseldorf-Messe/Arena       | 73.100 |
| AS Düsseldorf-Stockum – AS Düsseldorf-Flughafen | 71.700 |
| AS Düsseldorf-Flughafen – Kreuz Düsseldorf-Nord | 73.700 |
| Kreuz Dortmund/Unna – AS Unna-Ost               | 86.300 |
| AS Unna-Ost – Kreuz Werl                        | 75.600 |
| AS Zierenberg – AS Kassel-Bad Wilhelmshöhe      | 73.300 |

## Bauvorhaben und Planungen

### Autobahnkreuz Aachen-Eilendorf/Anschlussstelle Eilendorf
Bis zum Bundesverkehrswegeplan 1980 gab es Planungen die Bundesautobahn 545 von Aachen durch die Eifel bis nach Nettersheim zu bauen. Hier sollte an der Kreuzung zur A 44 Parkplatz Königsberg das Autobahnkreuz Aachen-Eilendorf entstehen. Ende der 1980er Jahre wurde diese Planung wieder aufgegriffen und es sollte eine neue Ortsumgehung L 221n für Eilendorf, ein Stadtteil sowie Verwaltungsbezirk der Stadt Aachen, eine neue Anschlussstelle an die A 44 entstehen sowie eine Umgehungsstraße bis nach Stolberg (Rheinland) führen. Im September 2023 hat der Rat der Stadt Aachen dieses Vorhaben endgültig gestoppt.

### Ausbau Broichweiden–Alsdorf
Für den 5,0 Kilometer langen Abschnitt zwischen der Anschlussstelle Broichweiden und der Anschlussstelle Alsdorf gibt es eine Planung für den Ausbau auf sechs Fahrstreifen. Die Gesamtkosten wurden im Bundesverkehrswegeplan 2030 auf 53,7 Millionen Euro geschätzt. Das Vorhaben wurde in die niedrigste Stufe „Weiterer Bedarf ohne Planungsrecht“ eingestuft, daher ist ein Baubeginn vor 2030 unwahrscheinlich. Außerdem wird im Zuge der Erneuerung des AK Aachen bis Ende 2024 die A 44 zwischen dem Autobahnkreuz und der Anschlussstelle Broichweiden auf sechs Fahrstreifen erweitert.

### Ausbau Willich–Meerbusch
Für den 13,6 Kilometer langen Abschnitt zwischen dem Autobahnkreuz Neersen und dem Autobahnkreuz Meerbusch gibt es eine Planung für den Ausbau auf sechs Fahrstreifen. Die Gesamtkosten wurden im Bundesverkehrswegeplan 2030 auf 121,4 Millionen Euro geschätzt. Das Vorhaben wurde in die niedrigste Stufe „Weiterer Bedarf ohne Planungsrecht“ eingestuft, daher ist ein Baubeginn vor 2030 unwahrscheinlich.

### Lückenschluss Ratingen-Ost–Heiligenhaus
Nach der Fertigstellung des Abschnittes von der AS Heiligenhaus zur AS Hetterscheid im April 2018 verbleibt noch ein 4,4 km langes Teilstück von Heiligenhaus zum Autobahnkreuz Ratingen-Ost, um die letzte Lücke in der A 44 zwischen Mönchengladbach und Essen zu schließen. Durch den Bau soll insbesondere die durch Heiligenhaus und Ratingen-Hösel führende Bundesstraße 227 und die Landesstraße 422 in Ratingen-Homberg entlastet werden. Mit Stand August 2022 befand sich der Abschnitt noch im Planfeststellungsverfahren. Der Baubeginn der Strecke war für Anfang 2024 avisiert, die Fertigstellung des Lückenschlusses wird frühestens 2025 erwartet. Im Oktober 2024 bereitete die DEGES die Ausschreibung vor, um im Winter 2024/25 mit dem Weiterbau beginnen zu können. Im Dezember 2024 wurde das letzte Gerichtsverfahren zu diesem Abschnitt vor dem Bundesverwaltungsgericht für erledigt erklärt.
Lediglich mit dem teuersten Bauwerk, der Talbrücke über den Angerbach, wurde bereits im September 2016 begonnen. Sie wurde nach Verzögerungen bei der Anlieferung vorgefertigter Stahlteile im Herbst 2022 fertiggestellt.

### Weiterbau bis zur A 52 in Essen
Bei der Entscheidung zur Weiterführung der A 44 von Velbert Richtung Norden war bekannt, dass der zusätzliche Verkehr in Essen in bereits stark belastete Stadtstraßen geführt werden würde. Die A 44 geht an der Anschlussstelle Heisingen in die B 227 über, die für die nächsten 2,5 Kilometer entlang der Ruhr bis zur Einmündung Konrad-Adenauer-Brücke autobahnähnlich ausgebaut ist. Auf den folgenden 1,8 Kilometern bis zum Anschluss A 52 ist die B 227 unter dem Namen Ruhrallee eine vierstreifige Stadtstraße mit einer starken Steigung über den Ruhrhang. Mit 64.000 Fahrzeugen pro Tag ist der vorhandene Straßenquerschnitt bereits überlastet, ein Ausbau oder eine Umgehung ist wegen der dichten Bebauung nicht möglich. Nach dem Lückenschluss Ratingen–Heiligenhaus wird für die dann durchgängige A-44-Verbindung Düsseldorf–Essen mit einem zusätzlichen erheblichen Anstieg des Verkehrs gerechnet.
Als einzige Lösung für einen Autobahn-Lückenschluss zwischen A 44 und A 52 wird eine Untertunnelung der Ruhrallee angesehen. Eine Planung ist im Bundesverkehrswegeplan 2030 unter „Weiterer Bedarf mit Planungsrecht“ enthalten. Der Bau eines Ruhralleetunnels wäre angesichts vieler erschwerender Rahmenbedingungen außergewöhnlich teuer. Das Stadtgebiet ist dicht bebaut, in den Ruhrhängen wurde über Jahrhunderte oberflächennah Bergbau betrieben, und im Bereich der Ruhr liegt die Trasse zwischen Naturschutzgebieten. Es wurden mehrere Varianten untersucht, ein Tunnel ausschließlich genau unter der Ruhrallee sowie eine längere Variante, die von den Stadtstraßen losgelöst einen geraden Weg unter der Wohnbebauung nimmt. Die im Bundesverkehrswegeplan geführte längere Variante wird dort mit Gesamtkosten von 363,6 Millionen Euro geschätzt, mehr als 100.000 Euro pro Straßenmeter.
Im Jahr 2011 stellte sich heraus, dass der die Planung führende Landesbetrieb Straßen.NRW die Existenz eines geologischen Gutachtens verschwiegen hatte. Das bereits 2004 erstellte Gutachten der Deutschen Montan-Technologie stellte 36 registrierte Kohleabbauflöze im Baubereich des Tunnels fest, darüber hinaus Bergbaustollen und Schächte. Das Risiko für Tagesbrüche, Senkungen und Setzungen schätzte das Gutachten als hoch ein, den Aufwand für die erforderlichen Erkundungs- und Sicherungsarbeiten ebenfalls als hoch und die danach erforderlichen Aufwendungen als unklar. Eine bereits abgeschlossene Bodenstabilisierungsmaßnahme unter einem einzelnen Haus im Tunnelgebiet hatte mehr als ein Jahr gedauert und über 1 Million Euro gekostet.

### Bürgerproteste
Gegen den Bau eines Ruhralleetunnels gab es bereits früh Bürgerproteste. Die Bürgerinitiativen verweisen neben Risiken beim Bau auch auf die grundsätzlichen Folgen für die überregionalen Verkehrsströme, die bislang eher das Ruhrgebiet umfahren und angesichts durchgehender Autobahnverbindungen von Navigationssystemen in die dicht bewohnten Kerngebiete geleitet werden könnten. Durch die Steigung von rund fünf Prozent müsste der auf die Strecke geleitete Schwerlastverkehr im Tunnelbereich mit Volllast fahren. Ungeklärt ist bislang der weitere Verkehrsverlauf: Der zusammengeführte Verkehr von insgesamt fünf Fahrstreifen der A 44 und der A 52 könnte einen Kilometer weiter im Autobahndreieck Essen-Ost nur einstreifig auf die stark belastete A 40 übergehen.

### Ausbau Dortmund–Werl
Nach der Aufgabe des mittleren Abschnitts durch den Süden des Ruhrgebiets soll die Verbindung des westlichen und des östlichen Abschnitts der A 44 weiter nördlich über die A 40 hergestellt werden. Die A 40 endet derzeit westlich der Dortmunder Innenstadt und geht in die Bundesstraße 1 über. Von dort bis zum autobahnähnlichen Kreuz mit der Bundesstraße 236 ist die B 1 für 5,8 Kilometer eine sechsstreifige Stadtstraße. Auf den folgenden 9,9 Kilometern bis zum Übergang in die A 44 im Kreuz Dortmund/Unna ist die B 1 autobahnähnlich ausgebaut, für rund 1,5 Kilometer sechsstreifig, danach vierstreifig. Zur Verbindung der beiden Autobahnen sehen Planungen den Neubau der Autobahn mit zwei langen Tunneln im innerstädtischen Bereich und einen Ausbau des autobahnähnlichen B 1-Abschnitts vor. Außerdem sollen A 40 und A 44 bis zum Autobahnkreuz Werl durchgehend sechsstreifig ausgebaut werden. Nach vollständiger Realisierung bilden die A 40 und der östliche Abschnitt der A 44 eine durchgehende Autobahn von der niederländischen Grenze bis zur Landesgrenze Hessen/Thüringen.
Der Ausbau der B 1 zur A 40 durch die dicht bebaute Dortmunder Stadtmitte mit dem Neubau zweier Tunnel von 1,5 und 1,6 Kilometern Länge wäre, ähnlich dem Lückenschluss durch Essen, außerordentlich teuer. In den Planungsdaten des Bundesverkehrswegeplans 2030 wurde für zwei Bauabschnitte von zusammen 6,2 Kilometern mit Gesamtkosten von 794,4 Millionen Euro (Preisstand 2014) gerechnet. Der Ausbau des bereits autobahnähnlichen B 1-Abschnitts zur sechsstreifigen Autobahn wurde für 9,5 Kilometer Ausbaulänge mit Gesamtkosten von 96,6 Millionen Euro geschätzt. Für diesen Abschnitt wurden 2018 erste Brückenbauwerke begonnen.
In der Verlängerung hinter dem Autobahnkreuz Dortmund/Unna soll die A 44 ebenfalls auf sechs Fahrstreifen erweitert werden. Der erste Abschnitt vom Autobahnkreuz bis zur Anschlussstelle Unna-Ost wurde im Bundesverkehrswegeplan 2030 als „Vordringlicher Bedarf“ eingestuft. Für eine Ausbaulänge von 5,3 Kilometern wurden Gesamtkosten von 68,4 Millionen Euro geschätzt. Das Planfeststellungsverfahren wurde 2016 eröffnet, nach Einwendungen jedoch bislang nicht abgeschlossen. Der anschließende zweite Abschnitt bis zum Autobahnkreuz Werl mit einer Länge von 13,1 Kilometern und geschätzten Gesamtkosten von 123,3 Millionen Euro wurde in die Kategorie „Weiterer Bedarf mit Planungsrecht“ zurückgestuft.

### Verlängerung Kassel–Herleshausen
Derzeit (2024) befinden sich, mit Ausnahme des Abschnitts zwischen dem Anschluss an die BAB 7 und Helsa, alle Abschnitte der Neubaustrecke Kassel–Herleshausen in Bau oder sind fertiggestellt. Auffällig an der Trassenplanung sind die zahlreichen Tunnelbauwerke, die zum Schutz von Anwohnern und Natur vorgesehen wurden. Diese führen zu hohen Bau- und Unterhaltungskosten für die Autobahn. Allein für den rund 4,2 Kilometer langen Tunnel Hirschhagen wurden die Baukosten auf 247 Millionen Euro veranschlagt. Nach 2019 veröffentlichten Kalkulationen sollte der A-44-Bauabschnitt zwischen Helsa und Hessisch Lichtenau zusammen mit dem Tunnel Hirschhagen 341 Millionen Euro kosten. Seit seiner Fertigstellung ist er der längste Straßentunnel Hessens und der zweitlängste Deutschlands.
An den beiden Enden der Neubaustrecke entstehen zwei neue Autobahndreiecke zum Anschluss an das bestehende Autobahnnetz:
- Östlich von Kassel im Lossetal das Lossetal-Dreieck: Dort wird die A 44 von ihrem gemeinsamen Abschnitt mit der A 7 in Richtung Osten abzweigen. Die derzeit dort befindliche Anschlussstelle Kassel-Ost, welche die Autobahn an die B 7 (Leipziger Straße) anbindet, wird komplett wegfallen. Stattdessen wird an der neuen A-44-Trasse rund zwei Kilometer weiter südöstlich zwischen den Kaufunger Ortsteilen Niederkaufungen und Papierfabrik eine neue Anschlussstelle entstehen.[83]
- Westnordwestlich von Herleshausen im Werratal das Wommener Dreieck: Dort wird die A 44 mit der A 4 verbunden.

| Nr                                                                  | VKE 1                                                               | Abschnitt                                                                 | Status                                                                                        | Länge (km) | Baukosten (Mio. €) |
| ------------------------------------------------------------------- | ------------------------------------------------------------------- | ------------------------------------------------------------------------- | --------------------------------------------------------------------------------------------- | ---------- | ------------------ |
| 1                                                                   | 01                                                                  | AD Kassel-Süd 2 (A 7) – AS 3 Kassel-Ost 4 (A 7; künftig Lossetal-Dreieck) | fertiggestellt (2010 bis 2022)                                                                | 6,20       | 091                |
| 2                                                                   | 11                                                                  | Lossetal-Dreieck (A 7) – AS 3 Helsa-Ost                                   | in der Planfeststellung (seit Mitte 2006; geplante Fertigstellung 2032)                       | 11,34      | 304                |
| 3                                                                   | 12                                                                  | AS Helsa-Ost–AS Hessisch Lichtenau-West                                   | fertiggestellt (Baubeginn 25. Mai 2010 / 31. Januar 2013) 5, Verkehrsfreigabe 7. Oktober 2022 | 5,94       | 346                |
| 4                                                                   | 20                                                                  | AS 76 H. Lichtenau-West–AS 77 H. Lichtenau-Mitte                          | fertiggestellt (Baubeginn 11. April 2008, Verkehrsfreigabe am 24. Juli 2014)                  | 2,23       | 0101               |
| 5                                                                   | 31                                                                  | AS 77 H. Lichtenau-Mitte–AS 78 H. Lichtenau-Ost                           | fertiggestellt (Verkehrsfreigabe am 6. Oktober 2005)                                          | 4,37       | 087                |
| 6                                                                   | 32                                                                  | AS 78 H. Lichtenau-Ost–Waldkappel-Hasselbach                              | fertiggestellt (Baubeginn 24. September 2010, Verkehrsfreigabe am 13. April 2018)             | 4,34       | 141                |
| 7                                                                   | 33                                                                  | Waldkappel-Hasselbach–AS 79 Waldkappel                                    | fertiggestellt (Baubeginn 22. März 2011, Verkehrsfreigabe am 13. April 2018)                  | 6,56       | 093                |
| 8                                                                   | 40.1                                                                | AS 79 Waldkappel–AS Ringgau 6                                             | fertiggestellt (Baubeginn Oktober 2014, Verkehrsfreigabe am 9. Dezember 2024)                 | 6,7        | 388                |
| 9                                                                   | 40.2                                                                | AS Ringgau–AS Sontra-West                                                 | fertiggestellt (Baubeginn Februar 2017, Verkehrsfreigabe am 9. Dezember 2024)                 | 5,4        | 179                |
| 10                                                                  | 50                                                                  | AS Sontra-West–Talbrücke Riedmühle                                        | in Bau (seit 3. Juni 2018 bis ca. 2030)                                                       | 7,7        | 436                |
| 11                                                                  | 50                                                                  | Talbrücke Riedmühle-West–AS Sontra-Ost (zuvor Ulfen)                      | in Bau (seit 18. August 2017 bis ca. 2025)                                                    | 3,3        | 62                 |
| 12                                                                  | 60                                                                  | AS Sontra-Ost –Wommener Dreieck (A 4)                                     | in Bau (seit 18. August 2017 bis ca. 2025)                                                    | 5,8        | 0171               |
| Summe in Kilometer (km) (links) und Millionen (Mio.) Euro (rechts): | Summe in Kilometer (km) (links) und Millionen (Mio.) Euro (rechts): | Summe in Kilometer (km) (links) und Millionen (Mio.) Euro (rechts):       | Summe in Kilometer (km) (links) und Millionen (Mio.) Euro (rechts):                           | 69,88      | 2399               |

### Politische Diskussion und Rechtsstreite

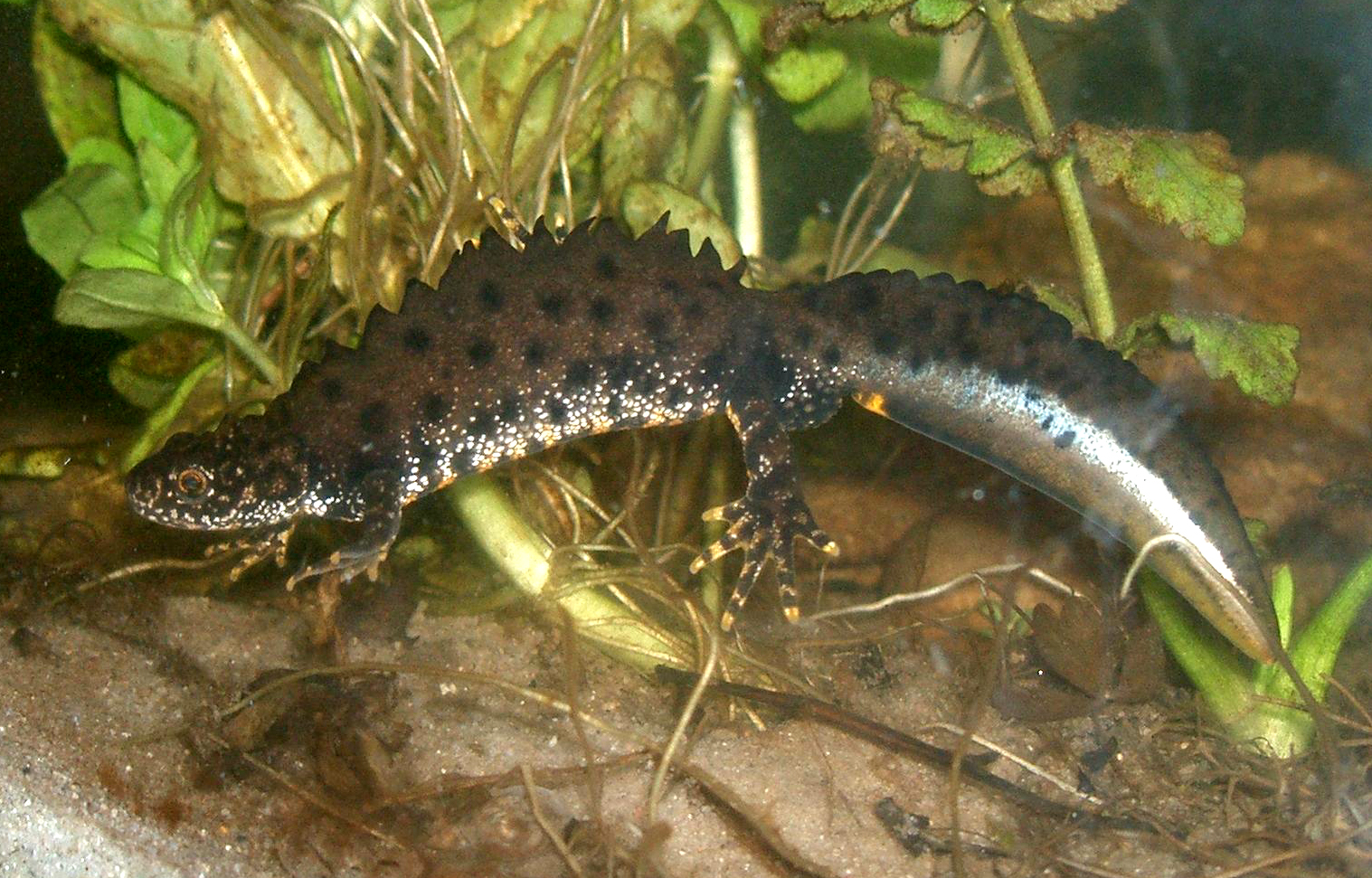
Um die Beeinträchtigungen des Lebensraums von Kammmolchen (Triturus cristatus) zu minimieren, wurden zusätzliche Investitionen in Höhe von 50 Mio. € notwendig.

Gegen den Autobahnneubau gab es erheblichen Widerstand von Anwohnern und von Naturschützern. Unter anderem engagiert sich der Bund für Umwelt und Naturschutz Deutschland e. V. (BUND) gegen den Bau.
Die Inangriffnahme der einzelnen Teilstrecken verzögerte sich durch Klagen und notwendige Nachbesserungen. In einem Urteil vom 12. März 2008 gab das Bundesverwaltungsgericht Leipzig grünes Licht für die bestehenden Pläne des Abschnittes VKE 20 und entschied somit für die Planungen des Landes Hessen und gegen die Klage des Bundes für Umwelt und Naturschutz (BUND), der die Durchschneidung des ökologisch wertvollen Lichtenauer Hochlandes durch die Trasse kritisierte und das 1,2 Milliarden Euro teure Projekt daher verhindern wollte.
Am 31. Oktober 2008 stoppte das Bundesverwaltungsgericht den Bau der A 44 von Kassel nach Herleshausen im Abschnitt VKE 32. Im Beschluss ordneten die Richter die „aufschiebende Wirkung“ einer Klage des hessischen Bundes für Umwelt und Naturschutz Deutschland (BUND) an. Damit durfte zwischen Hessisch Lichtenau-Ost und Waldkappel-Hasselbach vorerst nicht gebaut werden. Das Wirtschaftsministerium in Wiesbaden sah diese Entscheidung nur als einen Aufschub der Arbeiten, aber nicht als das Ende des Ausbaus an. Die Entscheidung erfolgte am 14. April 2010. Die Richter erklärten, dass Umweltschutzbelange bei diesem Teilstück ausreichend berücksichtigt wurden. Somit durfte mit dem Bau dieses Teilstücks begonnen werden. Dieses 11 Kilometer lange Teilstück wurde am 13. April 2018 eröffnet.
Im September 2009 teilte der damalige hessische Verkehrsminister Dieter Posch im Rahmen eines Baustellenbesuches mit, dass für die Landesregierung das Jahr 2016 das Ziel für die komplette Fertigstellung der A 44 zwischen Kassel und Herleshausen bleibe. Von den insgesamt 64 Kilometern der Autobahn bis Wommen (Herleshausen) waren fünf fertig. Mit geschätzten Kosten von 2,4 Milliarden Euro wird sie bezogen auf die Streckenlänge eine der teuersten der Welt.
Am 3. August 2010 wurde bekannt, dass sich der 6 km lange Abschnitt zwischen Helsa und Hessisch Lichtenau in Nordhessen verteuern wird. Ursprünglich war von 241 Millionen Euro ausgegangen worden, da ein Großteil der Strecke untertunnelt werden muss. Nun soll zum Schutz des Lebensraumes der Kammmolche ein weiterer Kilometer vertunnelt werden. Dies ist mit Mehrkosten von 50 Millionen Euro verbunden.
Der Landesverband Hessen des BUND e. V. blieb mit seiner Klage gegen den Bau der Teilstrecke zwischen den AS Waldkappel und Hoheneiche in letzter Instanz erfolglos. Das Bundesverwaltungsgericht folgte in seinem Urteil vom 28. März 2013 den naturschutzrechtlichen Einwänden nicht, die gegen das Verkehrsprojekt vorgebracht worden waren. Die planfestgestellte Trasse stehe nicht im Widerspruch zu den Erhaltungszielen der von ihr berührten FFH-Gebiete. Die geschützten Arten des Kammmolchs, der Gelbbauchunke, je zwei Fledermaus- und Spechtarten sowie besondere Waldlebensraumtypen (Buchenwälder) standen im Mittelpunkt der Betrachtungen des Gerichts. Eine Unverträglichkeit der Planung konnten die Richter nicht erkennen. Den zu erwartenden Beeinträchtigungen stünden zudem zwingende verkehrliche Bedürfnisse gegenüber, die überwiegen würden. Das Vorhaben stehe im Einklang mit dem Artenschutzrecht, urteilte das Gericht.
Die Umweltschutzmaßnahmen sind beim Bau der A 44 in ganz verschiedenen Aspekten ausgeprägt. Sie reichen von einfachen Maßnahmen, wie z. B. dem Einzäunen von Bachläufen, damit diese durch Bautätigkeiten nicht in Mitleidenschaft gezogen werden, bis hin zu umfangreichen Bautätigkeiten in der Verkehrskosteneinheit 33, wie dem Verlegen der B 7, um Lärmschutzwälle installieren zu können, oder dem Bau von mehreren Grünbrücken, die dem Wild zum Überqueren der Autobahntrasse dienen sollen. Die Grünbrücken sollen des Weiteren dem Irritationsschutz dienen, damit z. B. Fledermäuse nachts die Autobahn überqueren können, ohne vom Licht der fahrenden Autos gestört zu werden.

## Lücken ohne Berücksichtigung im aktuellen Bundesverkehrswegeplan

### Östliche Umfahrung von Mönchengladbach
In Mönchengladbach endet die A 44 an der südöstlichen Stadtgrenze und beginnt wieder an der nordöstlichen Stadtgrenze. Ein Autobahnteilstück zur östlichen Umfahrung des Stadtgebietes wurde geplant und im Bedarfsplan des Zweiten Gesetzes vom 25. August 1980 zur Änderung des Gesetzes über den Ausbau der Bundesfernstraßen in den Jahren 1971 bis 1985 der Dringlichkeitsstufe I zugeordnet. Die geplante Trasse hätte durch das Naturschutzgebiet Volksgarten-Bungtwald geführt, in unmittelbarer Nähe zum Schloss Rheydt. Der Bau der Strecke wäre sehr teuer; Schutzbauwerke wie Tunnel, Grünbrücken und Schutzwälle wären notwendig gewesen. Mit dem Dritten Gesetz vom 21. April 1986 zur Änderung des Gesetzes über den Ausbau der Bundesfernstraßen wurde die Strecke zu „weitere Planung“ herabgestuft. Im Bundesverkehrswegeplan 2003 war sie nicht mehr enthalten und wurde auch nicht in den Bedarfsplan von Ende 2016 aufgenommen. Auch im Bundesverkehrswegeplan 2030 ist der Abschnitt nicht aufgeführt.

### Abschnitt Essen–Dortmund
Ursprünglich war eine direkte Verbindung des westlichen und des östlichen Abschnitts der A 44 von Düsseldorf über Velbert, Essen, Bochum und Dortmund bis Unna durch eine neue Autobahnstrecke südlich der heutigen A 40 vorgesehen. Das Teilstück durch den Dortmunder Süden wurde bereits 1976 gestrichen, der Abschnitt zwischen Velbert und Bochum 2003, und das einzige gebaute Teilstück zwischen Bochum und Dortmund wurde 2017 zur neu eingerichteten A 448 umgegliedert. Stattdessen wurde die Führung des Verkehrs weiter nördlich über die A 52, die A 40 und die A 448 vorgesehen. Dazu wurde der westliche Abschnitt der A 44 in Essen nach Norden in Richtung A 52 weitergeführt und endet dort. Nach der Einrichtung einer alternativen Verkehrsführung und der Umgliederung des einzigen bestehenden Teilstücks zu einer anderen Autobahn ist mit einer Verbindung des westlichen und des östlichen Abschnitts der A 44 auf absehbare Zeit nicht mehr zu rechnen. Dies bedeutet auch weiterhin zwischen dem Autobahndreieck Essen-Ost und dem Autobahndreieck Bochum-West auf der bereits 6-streifig ausgebauten A 40 ein sehr hohes Verkehrsaufkommen.

## Sonstiges

### Bauvorleistungen an Anschlussstellen
- Für den Weiterbau der nicht mehr realisierten Abschnitte der BAB 44 existieren an den Anschlussstellen Mönchengladbach-Odenkirchen, Mönchengladbach-Ost und Dreieck Kassel-Süd noch Vorleistungen. Ebenso sind entlang der vor dem Zweiten Weltkrieg im Bau befindlichen Trasse bei Hamm-Rhynern einige Brückenbauwerke und Durchlässe in Teilen fertiggestellt worden (siehe Strecke 77).

- Die Anschlussstelle Jülich-West wurde in den 1970er Jahren als Autobahnkreuz angelegt, da sich hier die BAB 44 mit der damals geplanten „Rurtal-Autobahn“ (später Bundesautobahn 56), die von Bonn nach Roermond verlaufen sollte, kreuzen sollte. Als Bauvorleistung wurden die entsprechenden Brückenbetonsäulen errichtet, die heute nur zum Teil die Bundesstraße 56 und die L 14 nutzen, bzw. die Auf- und Abfahrten in Richtung Aachen übergehen.[117]

- Die Anschlussstelle Unna-Ost ist als Autobahnkreuz ausgebaut. Hier kreuzte bis 2006 die A 443, welche von Hamm nach Iserlohn führen sollte, aber nur im Bereich des Autobahnkreuzes ausgebaut war. Inzwischen wurde sie zur B 233 und L 679 herabgestuft.

- Auch die Anschlussstelle Erwitte/Anröchte ist wie ein Autobahnkreuz ausgebaut, wobei die kreuzende B 55 in diesem Bereich auch autobahnähnlich ausgebaut ist. Geplant war hier ein Knotenpunkt mit der nie realisierten Bundesautobahn 47 von Kirchlengern nach Meschede.

### Bau- und Betriebsprobleme
- Vom 13. Februar 2010 bis zum 15. Februar 2010 wurde die A 44 zwischen ihren Anschlussstellen Erwitte/Anröchte und Diemelstadt auf einer Strecke von etwa 52 km in Fahrtrichtung Kassel gesperrt. Grund dafür waren starke Schneefälle, die zur Vereisung der Fahrbahn geführt hatten. Die für den Abschnitt zuständige Autobahnmeisterei Bad Wünnenberg besaß zu diesem Zeitpunkt kein Streusalz mehr und war somit nicht in der Lage, die vereiste Fahrbahn zu räumen.[118]

- Eine 6 km lange Baustelle zwischen den Anschlussstellen Soest und Werl (beidseitig) sorgte 2015 für Aufsehen: Die Baufirma, die den Zuschlag für den Auftrag bekommen hatte, ging insolvent, so dass der Bauauftrag erneut ausgeschrieben werden musste. Während dieser Zeit blieb die tote Baustelle bestehen, da ein Ab- und später erneuter Aufbau mindestens 80.000 Euro gekostet hätte.[119] Während dieser Zeit blieb auch die neue Anschlussstelle Werl-Süd voll gesperrt.[120]

### Mehrfache Kreuzung mit anderen Bundesautobahnen
- Die BAB 44 und BAB 52 kreuzen sich sowohl am Kreuz Neersen als auch am Kreuz Düsseldorf-Nord. Da die BAB 52 zwischen beiden Kreuzen im Düsseldorfer Stadtgebiet unterbrochen ist, dient die BAB 44 in diesem Bereich auch als Verbindung beider Teilstücke. Sollte der geplante Tunnel entlang der Ruhrallee in Essen fertiggestellt und die BAB 44 weiter nach Essen hinein geführt werden, würden sich beide Autobahnen sogar ein drittes Mal kreuzen.

- Auch die BAB 4 und die BAB 44 werden sich zukünftig zwei Mal treffen – zum einen am Autobahnkreuz Aachen und zum anderen am zirka 370 km entfernten Dreieck Wommen im nordhessischen Werra-Meißner-Kreis bei Herleshausen.

## Tunnel
Die BAB 44 weist derzeit (2024) insgesamt 14 in Betrieb befindliche Tunnelbauwerke auf und soll bei Fertigstellung aller noch geplanten bzw. in Bau befindlichen Teilstücke durch 20 Tunnel führen – mehr als jede andere Autobahn in Deutschland. Der längste Tunnel (Hirschhagen) befindet sich zwischen Helsa und Hessisch Lichtenau und ist nach dem Rennsteigtunnel der mit 4,2 km Länge zweitlängste Straßentunnel Deutschlands.
Die meisten Autobahntunnel befinden sich im Bereich der nördlichen Umfahrung von Düsseldorf sowie auf dem nordhessischen Teilstück zwischen Kassel und Herleshausen. Alleine der letztgenannte Abschnitt wird im Endausbau durch 13 Tunnel führen, was ein Grund für die hohen Baukosten ist.
| Nr. | Name                        | Länge (AC–He) (m) | Länge (He–AC) (m) | Lage (im/unter) (Berge mit Höhe in m ü. NHN)                                                                    | Portal 1 | Portal 2 | Kommentar/e – in Bau (seit) – in Betrieb – Freigabe (am) |
| Nr. | Name                        | Länge (AC–He) (m) | Länge (He–AC) (m) | Lage (im/unter) (Berge mit Höhe in m ü. NHN)                                                                    | in, bei, zwischen Ortschaften, Autobahnkreuzen (AK), Anschlussstellen (AS), Autobahndreiecken (AD) (Geo-Koordinaten der Tunnelportale) | in, bei, zwischen Ortschaften, Autobahnkreuzen (AK), Anschlussstellen (AS), Autobahndreiecken (AD) (Geo-Koordinaten der Tunnelportale) | Kommentar/e – in Bau (seit) – in Betrieb – Freigabe (am) |
| --- | --------------------------- | ----------------- | ----------------- | --- | --- | --- | -------------------------------------------------------- |
| 1   | Strümp                      | 0640              | 0640              | unter AS Lank-Latum mit L 137 (Ex-B 222)                                                                        | Lank-Latum (Meerbusch) (AK; ⊙) | Strümp (D.-Stockum) (AS; ⊙) | in Betrieb (seit 3. Juni 2002)                           |
| 2   | Ilvericher Altrheinschlinge | 0870              | 0870              | unter Ilvericher Altrheinschlinge mit Kringsgraben                                                              | Strümp (Lank-Latum) (AS; ⊙) | Ilverich (D.-Messe/Arena) (AS; ⊙) | in Betrieb (seit 3. Juni 2002)                           |
| 3   | D.-Flughafen                | 1.070             | 1.070             | unter einer Grünanlage mit AS Flughafen Düsseldorf                                                              | D.-Lohausen (D.-Messe/Arena) (AS; ⊙)                                                                                                   | D.-Unterrath (D.-Flughafen) (AS; ⊙) | in Betrieb (seit 1992)                                   |
| 4   | Schwarzbach                 | 0150              | 0158              | Bundesautobahn 52 (neben nahem Schwarzbach verlaufend)                                                          | D.-Lichtenbroich (D.-Nord) (AK; ⊙) | Ratingen (D.-Nord) (AK; ⊙) | in Betrieb (seit 1992)                                   |
| 5   | Reichswaldallee (Volkardey) | 0695              | 0725              | unter Grünanlage an der Reichswaldallee                                                                         | D.-Rath (D.-Nord) (AK; ⊙) | D.-Rath (Ra.-Schwarzbach) (AS; ⊙) | in Betrieb (seit 1991)                                   |
| 6   | Birth                       | 0830              | 0830              | unter Grünanlage an Jahnstraße und Straße Grünheide                                                             | Birth (Heiligenhaus-Hetterscheidt) (AS; ⊙)                                                                                             | Velbert (Velbert-Nord) (AS; ⊙) | in Betrieb (seit 1985)                                   |
| 7   | Ruhrallee                   | 2.500             | 2.500             | unter Ruhrallee und Wuppertaler Straße                                                                          | Essen (E.-Bergerhausen) (AS) | Essen (E.-Bergerhausen) (AS) | in Planung                                               |
| 8   | Helsa                       | 1.425             | 1.425             | in Nordost- und Ostflanke des Bielstein (527,8 m)                                                               | Helsa (Helsa-West) (AS; ⊙) | Helsa (Helsa-Ost) (AS; ⊙) | in Planung                                               |
| 9   | Hirschhagen                 | 4.204             | 4.147             | besonders bei Hirschhagen; in Bielstein-Südsüdostflanke, unter dem Lossetal und in Rohrberg-Südflanke (535,6 m) | Eschenstruth (Helsa-Ost) (AS; ⊙) | Hessisch Lichtenau (Hess. Lichtenau-West) (AS; ⊙)                                                                                      | in Betrieb (seit 7. Oktober 2022)                        |
| 10  | Schulberg                   | 0700              | 0700              | im Schulberg (ca. 425 m; Kaufunger Wald)                                                                        | Hessisch Lichtenau (Hess. Lichtenau-West) (AS; ⊙)                                                                                      | Friedrichsbrück (Hess. Lichtenau-Mitte) (AS; ⊙)                                                                                        | in Betrieb (seit 24. Juli 2014)                          |
| 11  | Walberg                     | 0273              | 0284              | im Walberg (429,3 m; Stölzinger Gebirge)                                                                        | Hessisch Lichtenau (Hess. Lichtenau-Mitte) (AS; ⊙)                                                                                     | Walburg (Hess. Lichtenau-Ost) (AS; ⊙)                                                                                                  | in Betrieb (seit 6. Oktober 2005)                        |
| 12  | Hopfenberg                  | 0543              | 0539              | im Hopfenberg (ca. 400 m; Stölzinger Gebirge)                                                                   | Walburg (Hess. Lichtenau-Mitte) (AS; ⊙)                                                                                                | Hollstein (Hess. Lichtenau-Ost) (AS; ⊙)                                                                                                | in Betrieb (seit 6. Oktober 2005)                        |
| 13  | Küchen                      | 1.314             | 1.314             | im Norden unterhalb von Küchen und unterhalb des Steinbachtals                                                  | Küchen (Hess. Lichtenau-Ost) (AS; ⊙)                                                                                                   | Küchen (Waldkappel) (AS; ⊙) | in Betrieb (seit 13. April 2018)                         |
| 14  | Trimberg                    | 0573              | 0597              | unter einer Erhebung (253,2 m) südlich des Trimbergs (332,6 m; Meißnergebiet)                                   | Oetmannshausen (Waldkappel) (AS; ⊙) | Oetmannshausen (Eschwege) (AS; ⊙) | in Betrieb (seit 9. Dezember 2024)                       |
| 15  | Spitzenberg                 | 0626              | 0626              | unter Nordwestflanke des Spitzenbergs; (422,8 m; Schlierbachswald)                                              | Oetmannshausen (Eschwege) (AS; ⊙) | Hoheneiche (Ringgau) (AS; ⊙) | in Betrieb (seit 9. Dezember 2024)                       |
| 16  | Boyneburg                   | 1.714             | 1.682             | nordwestlich der Boyneburg liegende Ostumfahrung von Wichmannshausen                                            | Hoheneiche (Ringgau) (AS; ⊙) | Wichmannshausen (Sontra-West) (AS; ⊙)                                                                                                  | in Betrieb (seit 9. Dezember 2024)                       |
| 17  | Holstein                    | 1.637             | 1.647             | in Nordwest-/Westflanke des Holstein (462,6 m) (Richelsdorfer Gebirge)                                          | Sontra (Sontra-West) (AS; ⊙) | Weißenborn (Sontra-Ost) (AS; ⊙) | in Bau (seit 2024)                                       |
| 18  | Bubenrad                    | 0686              | 0686              | in Südwestflanke des Bubenrad (ca. 430 m) (Richelsdorfer Gebirge)                                               | Weißenborn (Sontra-Ost) (AS; ⊙) | Lindenau (Ulfen) (AS; ⊙) | in Bau (seit 2019)                                       |
| 19  | Dachsloch                   | 0300              | 0300              | im Solztrottenwald nahe der Dachslöcher                                                                         | Lindenau (Sontra-Ost) (AS; ⊙) | Wölfterode (Ulfen) (AS; ⊙) | in Bau (seit 2019)                                       |
| 20  | Alberberg                   | 0270              | 0290              | zwischen dem Alberberg und Großen Armsbergs, unter B 400                                                        | Wölfterode (Ulfen) (AS; ⊙) | Unhausen (Wommen) (AD; ⊙) | in Bau (seit 2019)                                       |
|     | Summe:                      | 21.020            | 21.030            | | | |                                                          |

### Verschiedenes
- Autobahn online – Die Geschichte der A 44
- Streckenbeschreibung der Bundesautobahn 44 bei autobahnatlas-online.de, auf autobahn-online.de
- Detaillierte Streckenbeschreibung des früher als Bundesautobahn 53 geplanten Autobahnabschnittes bei autobahnatlas-online.de
- Detaillierte Streckenbeschreibung des früher als Bundesautobahn 441 geplanten Autobahnabschnittes bei autobahnatlas-online.de
- Autobahn A 44, auf structurae.de
- Planungsgeschichte der „Strecke 77“, auf geschichtsspuren.de
- Ausführliche Abhandlung zur Autobahn-Flugplätzen (Notlandeplätzen) auch der A 44, auf geschichtsspuren.de
- Fotos über den Abriss des Teilstückes, auf radio101.de
- Weiterbau der Autobahn 44 gestoppt. FAZ.net, 31. Oktober 2008 (zum Teilstück Kassel–Herleshausen).
- Michael Nußbaum: Urteil kommt erst 2009. In: Westdeutsche Allgemeine Zeitung. 6. September 2008 (waz.de [abgerufen am 28. November 2022]).
- (Hand Made Video) Waldkappel und Hessisch Lichtenau

### Initiativen
- Bürgerinitiative Hattingen/Essen gegen die DüBoDo e. V auf duebodo.de
- Aktionsgemeinschaft Verkehr Nordhessen gegen die A 44 auf avn.cooltips.de
- Bürger für Dilldorf, Essen-Kupferdreh (Memento vom 24. Juli 2012 im Webarchiv archive.today), auf dilldorf.net
- Wege für Essen (Memento vom 12. Februar 2013 im Webarchiv archive.today), auf wege-fuer-essen.de